# محمد شوكت عودة
محمد شوكت محمد عودة (6 مارس 1979) راصد وباحث فلكي، عضو في الاتحاد الفلكي الدولي، حاصل على شهادة الماجستير في الفلك وعلوم الفضاء. مهتم بمواضيع حساب مواقيت الصلاة ورؤية الهلال ورصد الشهب ومتابعة سقوط الأقمار الصناعية والظواهر الفلكية الرصدية، وهو مدير مركز الفلك الدولي وعضو مؤسس في الاتحاد العربي لعلوم الفضاء والفلك، ومنتسب لعدة هيئات فلكية عربية وعالمية. له العديد من الأبحاث العلمية المحكمة في مواضيع فلكية مختلفة. قام باكتشاف 12 زخة شهابية تم توثيقها من قبل الاتحاد الفلكي الدولي. وتقديرا لأعماله الفلكية، خاصة شبكة الإمارات لرصد الشهب والنيازك وإنشاء مرصد الختم الفلكي، قرر الاتحاد الفلكي الدولي يوم 21 يونيو 2023م تسمية أحد الكويكبات السماوية باسمه، حيث أطلق على الكويكب 2001 RS87 اسم الكويكب "عودة".
  وقام في أكتوبر 2022 باكتشاف الكويكب 2022 UY56 من خلال تحليل صور تلسكوب Pan-STARRS.

وفي يوم 08 سبتمبر 2023 اكتشف السوبرنوفا SN 2023rve، وهي أول سوبرنوفا يتم اكتشافها من قبل مرصد عربي.

## الخبرات الفلكية
- مؤسس ومدير مركز الفلك الدولي منذ العام 2012م.[8]
- مؤسس ورئيس المشروع الإسلامي لرصد الأهلة منذ العام 1999م.[8]
- مدير مرصد الختم الفلكي الكائن في صحراء الختم في إمارة أبوظبي.[9]
- عضو في منظمة الشهب الدولية[10] منذ العام 1997م.
- عضو مؤسس في الإتحاد العربي لعلوم الفضاء والفلك.[8]
- عضو الجمعية الفلكية الأردنية منذ العام 1992م، وعضو في هيأتها الإدارية لعدة دورات.[11]
- مقرر الأنشطة في جمعية الإمارات للفلك منذ العام 2004م.[8]
- عضو في اللجنة الرسمية لإثبات الأهلة التابعة لدائرة قاضي القضاة في المملكة الأردنية الهاشمية خلال الفترة 1997-2009م.[8]
- عضو في اللجنة الرسمية لإثبات الأهلة في دولة الإمارات برئاسة معالي وزير العدل، خلال الفترة 2006-2008م، ومنذ العام 2022.

- عضو في اللجنة الرسمية لمواقيت الصلاة التابعة لوزارة الأوقاف في المملكة الأردنية الهاشمية منذ العام 2000م.[8]
- المسؤول عن حساب مواقيت الصلاة والتقويم الهجري رسميا لدولة الإمارات العربية المتحدة منذ العام 2017م.
- مستشار فلكي للمجلس الفقهي التابع لرابطة العالم الإسلامي.[13]
- مستشار فلكي لوكالة الإمارات للفضاء خلال الفترة 2019-2021م.
- عضو اللجنة العلمية للمجلة الفلكية "الشهاب العلمي" الصادرة في الجزائر.[14]
- نائب رئيس لجنة الأهلة والتقويم والمواقيت التابعة للاتحاد العربي لعلوم الفضاء والفلك خلال الفترة 1999-2004م[15]
- رئيس لجنة رصد الأهلة والمواقيت في الجمعية الفلكية الأردنية خلال الفترة 1995 – 2009م.[11]
- عضو لجنة رصد الأقمار الصناعية في الجمعية الفلكية الأردنية خلال الفترة 1997 – 2004م.[11]
- عضو لجنة توقيت الاحتجابات الفلكية في الجمعية الفلكية الأردنية خلال الفترة 1997 – 2004م.[11]
- عضو لجنة رصد الشهب الراديوي في الجمعية الفلكية الأردنية خلال الفترة 1998 – 2004م.[11]

## الأنشطة والتعاون الدولي
- تلقي دعوة رسمية من قبل وزير الأوقاف في المملكة المغربية عام 2003م لمراجعة دقة حساب مواقيت الصلاة في المملكة المغربية[16]، وقام بإلقاء محاضرة عن مواقيت الصلاة ورؤية الهلال في مدينتي الرباط وفاس.
- الدعوة لحضور اجتماع الخبراء لدراسة موضوع ضبط مطالع الشهور القمرية عند المسلمين المنعقد في الرباط – المغرب في الفترة 09-10 نوفمبر 2006م[17]، والذي نظمته المنظمة الإسلامية للتربية والعلوم والثقافة ـ إيسيسكو ـ والجمعية المغربية لعلم الفلك، وتقديم بحث بعنوان «الهلال بين الحسابات الفلكية والرؤية».
- الدعوة لحضور ندوة توحيد الجهود لتوحيد التقويم الهجري المنعقدة في جاكرتا – أندونيسيا في الفترة 04-06 سبتمبر 2007م، وتقديم بحث بعنوان «تطبيقات تكنولوجيا المعلومات لإعداد تقويم هجري عالمي».
- التعاون مع وفد رسمي من قبل ديوان الوقف السني في الجمهورية العراقية والتباحث بأمور رصد وتحري الهلال، وذلك في شهر نوفمبر 2007م.
- التعاون مع جامعة أزهر البقاع التابعة لدار الفتوى في الجمهورية اللبنانية في موضوع حساب مواقيت الصلاة في الجمهورية اللبنانية، وإلقاء محاضرة عن مواقيت الصلاة ورؤية الهلال في جامعة أزهر البقاع، وذلك في شهر إبريل 2008م.
- التعاون مع المجمع الفقهي التابع لرابطة العالم الإسلامي في مكة المكرمة لحساب مواقيت الصلاة في مناطق خطوط العرض القصوى، وذلك في شهر مايو 2008م.
- دعوة جمعية الأئمة في هولندا للمشاركة في مؤتمر حول رؤية الهلال، وإلقاء محاضرة بعنوان «حساب رؤية الهلال»، وذلك في شهر يونيو 2008م.

## أعماله في مجال مواقيت الصلاة والهلال والتقويم الهجري

### برنامج المواقيت الدقيقة
قام عام 2001 ببرمجة برنامج حاسوب للويندوز باسم «المواقيت الدقيقة»، يقوم بحساب مواقيت الصلاة ومواعيد شروق وغروب القمر ومواعيد أطوار القمر واتجاه القبلة، وهذا البرنامج متاح حتى وقتنا الحاضر مجانا على شبكة الإنترنت على هذا العنوان، وهو مستخدم من قبل العديد من الجهات الرسمية في العالم الإسلامي لحساب مواقيت الصلاة، ويستخدم من قبل الباحثين الفلكيين لحساب أزياج الشمس والقمر.

### التقويم الهجري العالمي
صاحب مقترح التقويم الهجري العالمي، وهو مقترح تقويم هجري قمري، نشر في بحث علمي كما هو مبين في قائمة الأبحاث، وقدم في عدة مؤتمرات فلكية دولية، كان أولها المؤتمر الفلكي الإسلامي الثاني، الذي أقيم في مدينة عمّان في أكتوبر 2001م، وذلك بتنظيم الاتحاد العربي لعلوم الفضاء والفلك والجمعية الفلكية الأردنية ووزارة الأوقاف الأردنية ومعهد الفلك وعلوم الفضاء في جامعة آل البيت. وهو معتمد فعلا في التقاويم الرسمية في عدة دول إسلامية منها الأردن ابتداء من العام 2002م، والإمارات ابتداء من العام 2017م. ويتلخص المقترح بتقسيم العالم إلى قسمين، الأول يسمى النطاق الشرقي ويشمل قارات أستراليا وآسيا وإفريقيا وأوروبا، والقسم الثاني يسمى النطاق الغربي ويشمل قارتي أمريكا. فإن دلت الحسابات الفلكية وفقا لـ«معيار عودة» بأن هناك إمكانية لرؤية الهلال من اليابسة ضمن النطاق، يكون اليوم الموالي هو اليوم الأول من الشهر الهجري الجديد في ذلك النطاق.

### معيار عودة
توصل عام 2004 م إلى معيار فلكي يمكنه التنبؤ بإمكانية رؤية الهلال، وسمي باسمه «معيار عودة»، وذلك استكمالا لأعمال الباحثين الفلكيين الماليزي محمد إلياس والأمريكي برادلي شيفر والبريطاني برنارد يالوب. وقد نشر البحث في إحدى الدوريات العلمية الأمريكية المحكمة، كما هو مبين في قائمة الأبحاث.

### تأسيس المشروع الإسلامي لرصد الأهلة
عادة ما يصاحب بداية بعض الأشهر الهجرية خاصة رمضان والعيدين نقاشات حول صحة رؤية الهلال التي تعلن بشكل رسمي في بعض الدول، وبعد بداية شهر رمضان المبارك لعام 1998م (1419 هـ) برزت الحاجة لإنشاء مجموعة من الراصدين والمهتمين بشؤون رؤية الهلال لمناقشة مثل هذه الأمور، وللوقوف على النتائج الفعلية لتحري الهلال من مختلف دول العالم، ومن هنا قام محمد عودة بتاريخ 24 ديسمبر 1998م بإرسال بريد إلكتروني للفلكيين والمهتمين من أصدقاء الجمعية الفلكية الأردنية، معلناً بذلك تأسيس وإطلاق المشروع الإسلامي لرصد الأهلة.
ومنذ ذلك الحين يقوم أعضاء المشروع بإرسال نتائج تحري الهلال إلى المشروع، ليقوم بنشرها على موقعه على شبكة الإنترنت، بحيث تخصص صفحة لكل شهر هجري. وكان المشروع في بدايته تحت مظلة الجمعية الفلكية الأردنية، إلى أن اتسع وأصبح عدد أعضائه يزيدون عن 2000 عضو وصديق. ومع اتساع أعماله ونشاطاته برزت الحاجة لتسجيله بشكل رسمي إلى أن تم تأسيس وتسجيل مركز الفلك الدولي عام 2012م ليصبح المشروع الإسلامي لرصد الأهلة أحد أهم أنشطته.

### حساب مواقيت الصلاة للأردن
انضم إلى لجنة مواقيت الصلاة الرسمية التابعة لوزارة الأوقاف الأردنية عام 2001م، وما زال عضوا فيها حتى الآن، حيث تم آخر إعادة تشكيل لها من قبل وزير الأوقاف بقرار رقم 13/10/1438 بتاريخ 24 يوليو 2017م. حيث أوكلت له مهمة تحديد مناطق المملكة الأردنية الهاشمية التي تحتاج لحساب مواقيت صلاة، ومهمة حساب مواقيت الصلاة لهذه المناطق، إضافة إلى حساب بدايات الأشهر الهجرية في التقويم الرسمي بناء على الضوابط التي اتفقت عليها اللجنة.

### التقويم الموحد لدولة الإمارات العربية المتحدة
يقوم بحساب مواقيت الصلاة والتقويم الهجري لجميع مناطق دولة الإمارات العربية المتحدة منذ عام 2017 بالتعاون مع مركز جامع الشيخ زايد الكبير ودائرة الشؤون الإسلامية والعمل الخيري في دبي من خلال اللجان الآتية:
- عضو اللجنة الرسمية المشكلة من قبل مركز جامع الشيخ زايد الكبير في أبوظبي، والمنوط بها حساب مواقيت الصلاة لمناطق الدولة وتحديد بدايات الأشهر الهجرية بشكل رسمي للدولة.[26]
- عضو اللجنة الفلكية لمبادرة المواقيت الموحدة في دولة الإمارات العربية المتحدة، القرار الإداري 377 في 2016 الصادر من دائرة الشؤون الإسلامية والعمل الخيري في حكومة دبي.
- عضو لجنة تفعيل توصيات مبادرة المواقيت الموحدة في دولة الإمارات العربية المتحدة، بالقرار الإداري 21 لعام 2017، الصادر عن الصادر من دائرة الشؤون الإسلامية والعمل الخيري في حكومة دبي.
- عضو اللجان المنظمة لملتقى الإمارات لقواعد الأهلة وصناعة التقويم الهجري الموحد، بالقرار 421 لسنة 2017 والصادر من دائرة الشؤون الإسلامية والعمل الخيري في حكومة دبي.

### حساب مواقيت الصلاة لأوروبا

#### التعاون مع رابطة العالم الإسلامي
عضو لجنة حساب مواقيت الصلاة لأوروبا التي شكلها المجلس الفقهي التابع لرابطة العالم الإسلامي، حيث قامت اللجنة بعقد عدة اجتماعات ما بين العامين 2008م و 2009م لمناقشة المسألة من الجانبين الفلكي والشرعي، كان ختامها مؤتمر كبير عقد في العاصمة البلجيكية بروكسل يومي 25 و26 مايو 2009م، وقد كان من المهام الموكلة له حساب مواقيت الصلاة لمدن أوروبا الرئيسية وفقا للمعيار التي تم تبنيه من قبل اللجنة.

#### التعاون مع رئاسة الشؤون الدينية التركية
تسعى رئاسة الشؤون الدينية التركية للوصول إلى حل عملي لمشكلة مواقيت الصلاة في فصل الصيف في أوروبا، ولهذا الهدف قامت بتشكيل لجنة علمية تحضيرية لمؤتمر دولي من المزمع عقده بعد الوصول لنتائج مرضية من قبل اللجنة العلمية. وقد انضم محمد عودة لهذه اللجنة بناء على طلب رئاسة الشؤون الدينية التركية اعتبارا من الاجتماع الثاني للجنة، إلا أنه لم يتمكن من حضور هذا الاجتماع. وكانت من توصيات الاجتماع إجراء رصد عملي للفجر من قبل أعضاء اللجنة العلمية وهذا ما تم فعلا بمشاركة محمد عودة في الفترة ما بين 29 و 30 سبتمبر 2019م من منطقة مظلمة في تركيا، ويمكن الاطلاع على نتائج رصد هذه الحملة من هذه الصفحة. ولاحقا قام بالتنسيق مع باقي أعضاء اللجنة لوضع معايير وأسس علمية يجب اتباعها لمن يريد تقديم مقترح لحل مشكلة مواقيت الصلاة في أوروبا، ويمكن الاطلاع عليها في هذه الصفحة، وبعد ذلك تم يوم 11 يناير 2020م عقد الاجتماع الثالث للجنة في أسطنبول لمناقشة المقترحات المستلمة، وما زالت أعمال هذه اللجنة قائمة حتى تاريخه أملا في الوصول لصيغة توافقية تجمع الجوانب الشرعية والفلكية والعملية.

### المنصة العالمية لمواقيت الصلاة
المسؤول عن مشروع «المنصة العالمية لمواقيت الصلاة»، حيث قام بكتابة المعادلات الفلكية وقام بالإشراف على تصميم الموقع والخيارات المتاحة فيه. والمنصة عبارة عن موقع على شبكة الإنترنت بالتعاون ما بين مركز الفلك الدولي ودائرة الشؤون الإسلامية والعمل الخيري بدبي، ويتميز الموقع بحساب مواقيت الصلاة لأي بقعة في العالم، خاصة مناطق شمال أوروبا والتي يعاني فيه المسلمون من صعوبات جمة لحساب مواقيت الصلاة، وقد تم إطلاق الموقع يوم 24 نوفمبر 2020م، وقد لاقى الموقع استحسانا من قبل الجاليات المسلمة في أوروبا وتم اعتماده من قبل بعض المراكز لحساب مواقيت الصلاة في تلك الدول.

### رصد الهلال باستخدام تقنية التصوير الفلكي
لديه اهتمام كبير بموضوع رصد الهلال باستخدام تقنية التصوير الفلكي، والتي تمكن الراصد من رؤية الهلال حتى في وضح النهار، حيث كان أول من استخدمها لرصد الهلال في العالم العربي والإسلامي، ولتعلم هذه التقنية سافر إلى مرصد ميونخ في ألمانيا في يوليو 2008م لتعلم كيفية استخدامها وذلك لرصد هلال شهر رجب 1429 هـ، وكانت أول صورة للهلال قام بالتقاطها يوم 19 سبتمبر 2009م من مدينة عمّان باستخدام معدات أولية لهلال شهر شوال 1430 هـ، ولاحقا قام بإدخال هذه التقنية إلى العالم العربي والإسلامي من خلال عقد دورات تدريبية لعدد من المهتمين كما هو مبين في قائمة الدورات المبينة لاحقا، ومن ثم قام بدعوة أحد راصدي مرصد ميونخ لإعطاء محاضرة حول التقنية في مؤتمر الإمارات الفلكي الثاني الذي نظمه مركز الفلك الدولي بالتعاون مع جهات أخرى. ويحمل حاليا صاحب الرقم القياسي في رصد أصغر هلال من العالم الإسلامي باستخدام هذه التقنية، وذلك لهلال شهر ربيع الأول 1441 هـ حيث كان بعده السطحي عن الشمس 4.85 درجة. ولاحقا ومع تطوير الأجهزة أصبحت صورة الهلال أكثر وضوحا كما يظهر من الصورة التالية لشهر شوال.

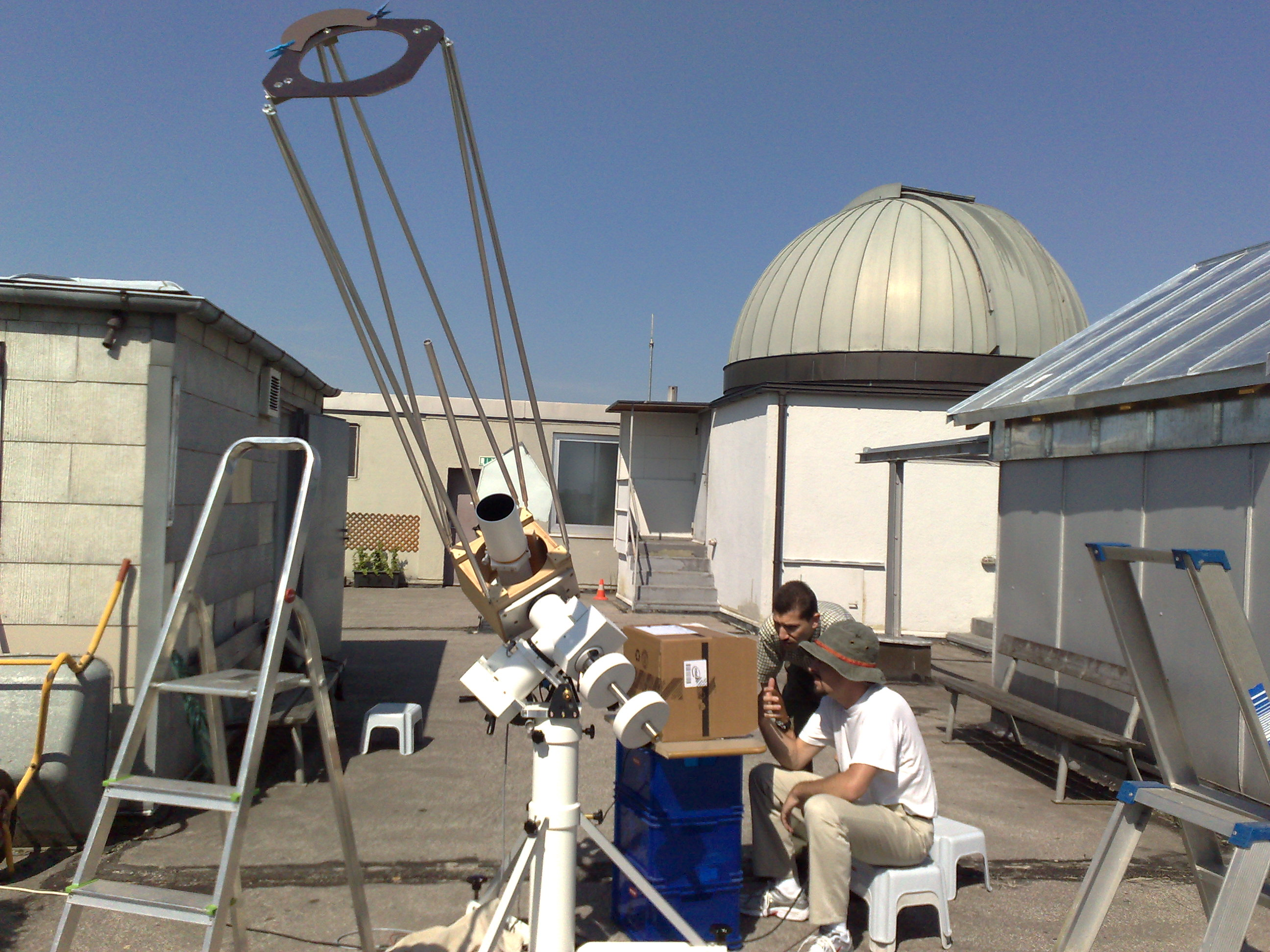
أثناء التدريب في ميونخ
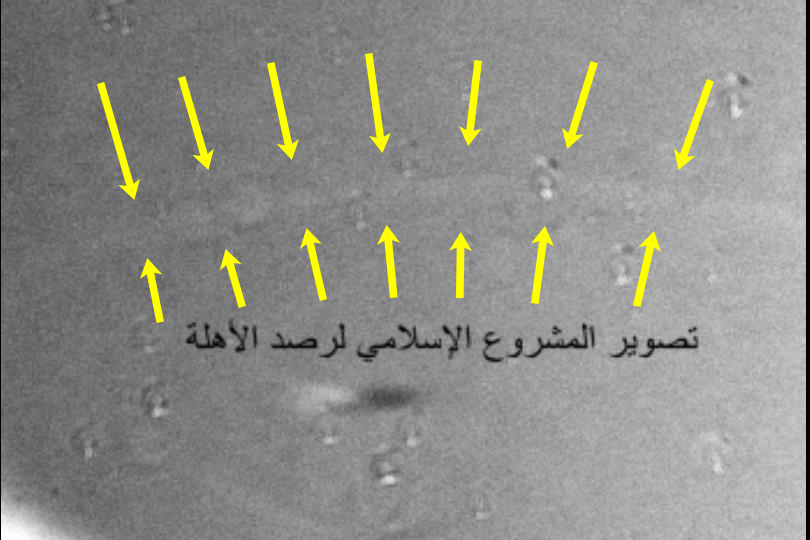
أول هلال تم تصويره
هلال الرقم القياسي
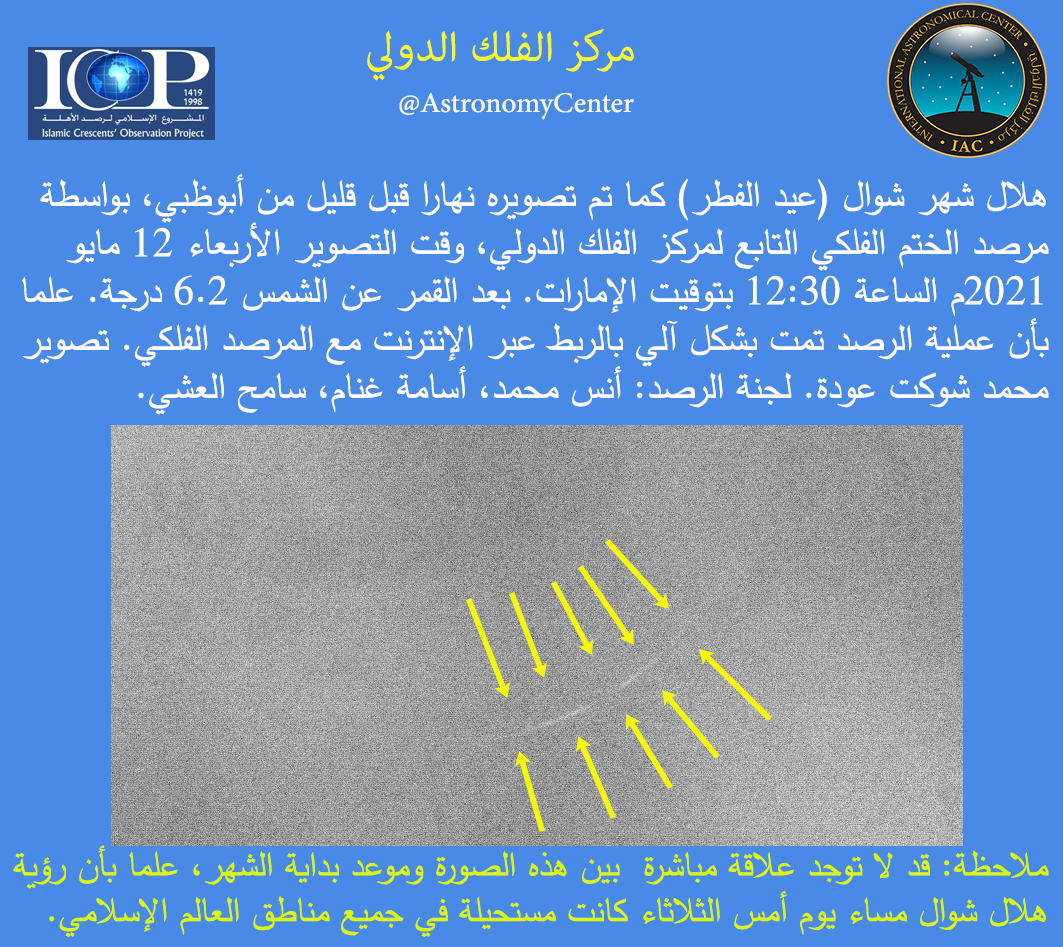
صورة أوضح للهلال

## مشاركته في الدروس الحسنية
تمت دعوته من قبل وزارة الأوقاف المغربية عام 2015م للمشاركة في الدروس الحسنية، وذلك لإلقاء درس في حضور ملك المغرب محمد السادس، ويدعى لحضور هذه الدروس أكابر شخصيات الدولة المغربية، من أمراء ومستشارين وضباط ووزراء ورؤساء الفرق البرلمانية وأعضاء الدواوين الوزارية ورؤساء المجالس العلمية وعمداء الجامعات، والعديد من الشخصيات العلمية والثقافية وأصحاب الفكر والرأي، كما يحضر هذه الدروس السلك الدبلوماسي العربي والإسلامي المعتمد في المغرب.، كما تمت دعوته مرة أخرى للمشاركة في الدروس الحسنية عام 2017م، وذلك بالمشاركة بحضور أحد الدروس الحسنية، إضافة إلى إلقاء دروس علمية في بعض المساجد في مدينتي الرباط وإفران.

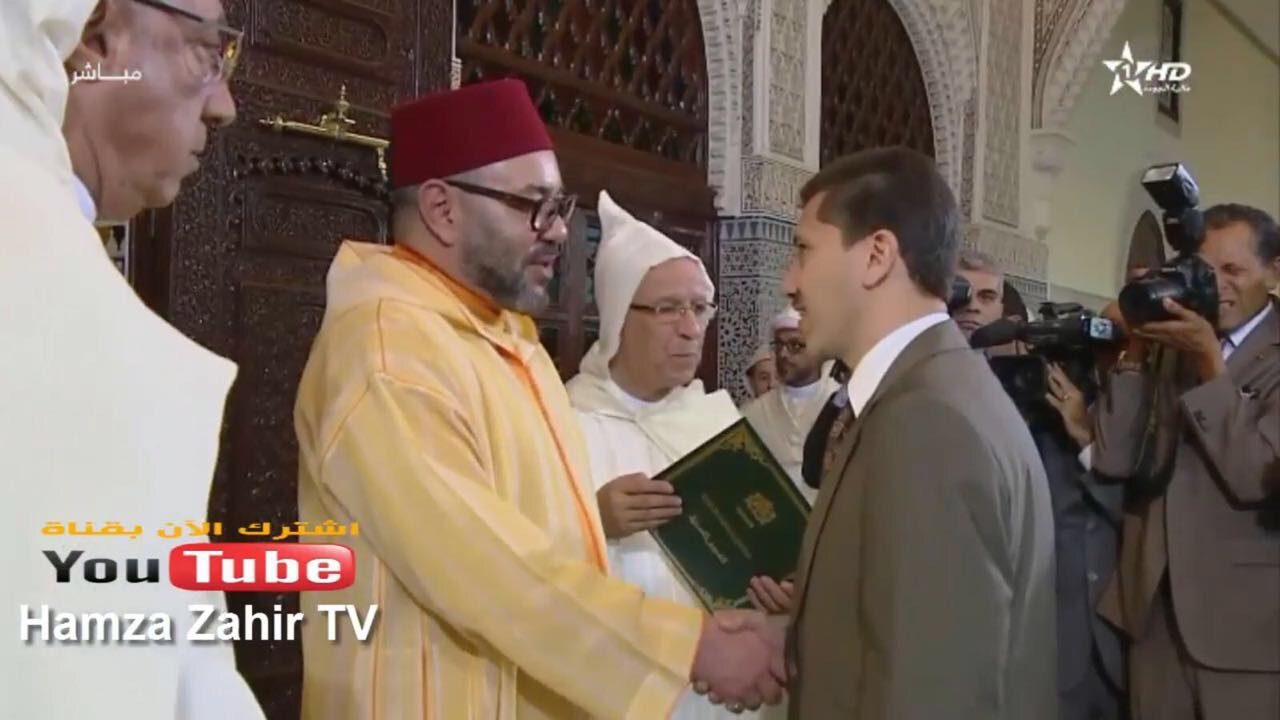
الدرس الحسني عام 2017م

## شبكة الإمارات لرصد الشهب والنيازك
قام بإنشاء شبكة الإمارات لرصد الشهب والنيازك عام 2016 بالتعاون مع وكالة الفضاء الأمريكية ناسا، وقد تم دعمها أول سنة من خلال توقيع اتفاقية تعاون مع وكالة الإمارات للفضاء، ومن ثم قام مركز الفلك الدولي بإدامة تشغيلها وصيانتها. وهي المشروع الوحيد في منطقة الشرق الأوسط الذي يعمل بطريقة آلية بشكل متكامل، ويتكون من ثلاث محطات في صحراء الإمارات تحتوي كاميرات فلكية لرصد الشهب، وقد نتج عن هذه الشبكة نشر العديد من الأبحاث العلمية في المجلات المحكمة، والتي شارك بها الباحث محمد عودة كما هو مبين في قائمة الأبحاث، وقد شاركت الشبكة مؤخرا باكتشاف زخة شهابية جديدة، حيث أعلن الاتحاد الفلكي الدولي في برقيته رقم 4862 بتاريخ 28 سبتمبر 2020م عن توثيق زخة شهب جديدة باسم «سبتمبر أوبسايلون الثوريات». وتتميز الشبكة بأنها تقوم بشكل آلي وبدون أي تدخل بشري بتصوير الشهب فور مرورها، وتحديد العناصر المدارية للشهاب الملتقط، وتحديد الزخة الشهابية التابع لها، وبعد ذلك يتم رفع هذه المعلومات بشكل آلي ويومي على موقع مخصص بإشراف وكالة الفضاء الأمريكية ناسا، بحيث تعرض الشهب على خارطة السماء، ويبين في الموقع عدد الشهب الملتقطة يوميا والزخة الشهابية التابعة لكل شهاب.
وقد قام محمد عودة بتصميم مكونات المحطات، بما في تصميم الصندوق الرئيس للكاميرات وتوزيع الكاميرات وتحديد زواياها والقيام بالتوصيلات الكهربائية وأتمتة عمل الحاسوب وغرفة الرصد بشكل كامل. ومن أهم إنجازات الشبكة هو تصوير الكرات النارية وتصوير سقوط الأقمار الصناعية التي حدثت فوق سماء الإمارات، وكتابة عدة أبحاث علمية محكمة واكتشاف زخة شهابية جديدة.
وفي عدة حوادث قامت الشبكة بتصوير شهب لامعة (كرات نارية)، وبينت الحسابات لاحقا أن جزءا منها من المحتمل أنه قد وصل إلى الأرض، وتم في كل مناسبة تشكيل فريق لمحاولة إيجاد القطعة التي وصلت، وكان من ضمن هذه الحوادث كرة نارية لامعة جدا ظهرت في سماء الإمارات يوم الثلاثاء 05 مارس 2019م في الساعة السابعة مساء و40 دقيقة و 11 ثانية بتوقيت الإمارات.

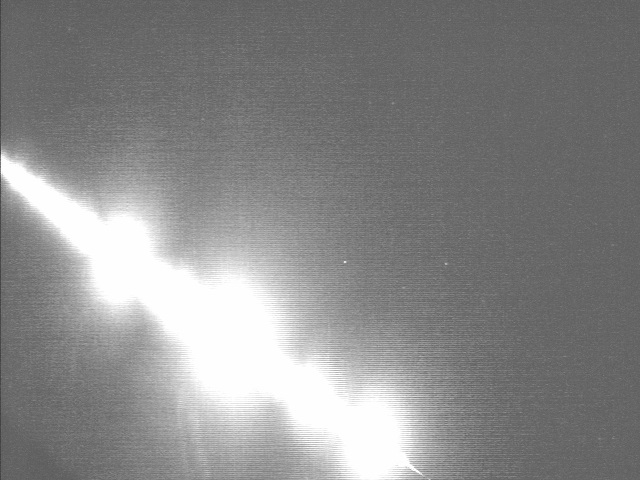
تصوير الشبكة لكرة نارية لامعة جدا
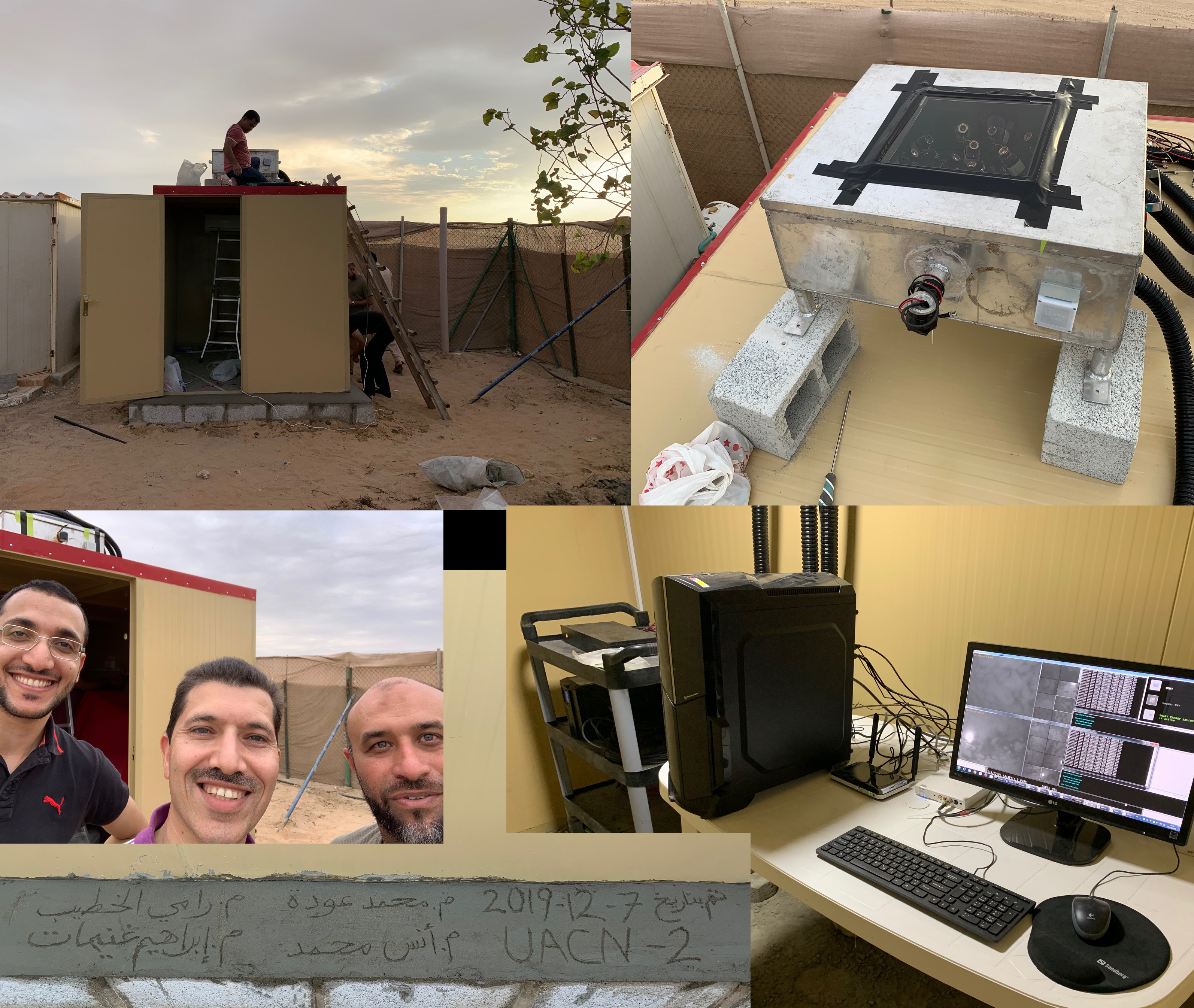
تشغيل محطة الرصد في منطقة الختم
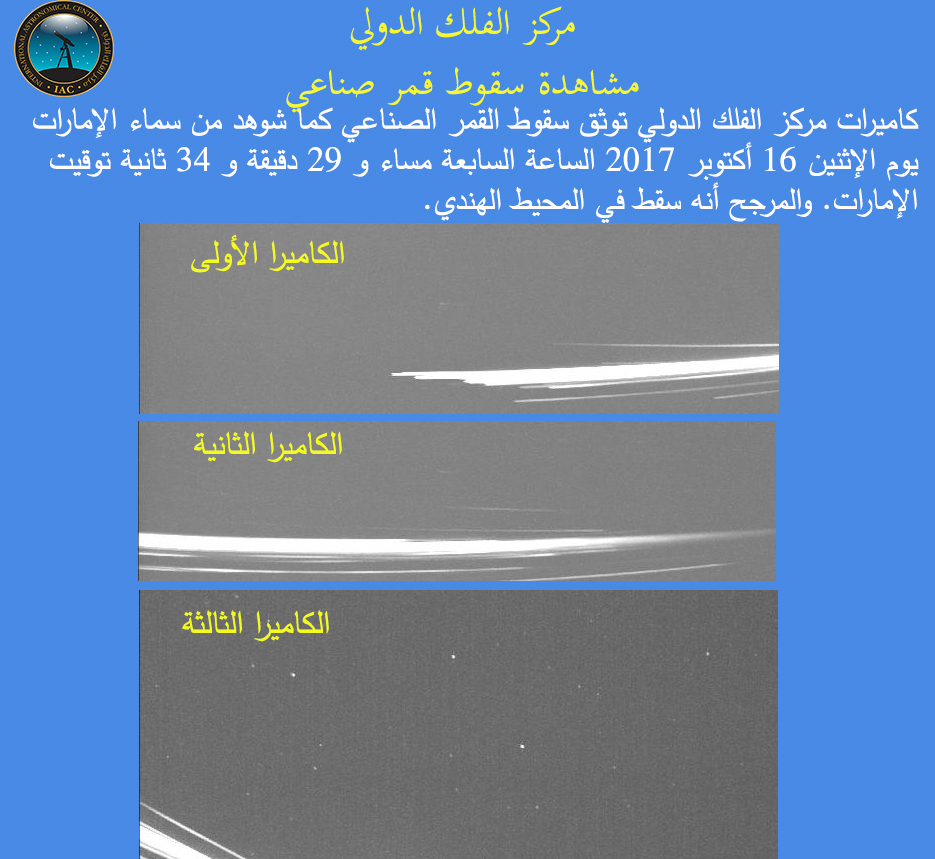
تصوير الشبكة لسقوط قمر صناعي

## اكتشاف 12 زخة شهب جديدة
قام في عام 2022م باكتشاف اثنتي عشرة زخة شهابية جديدة، وتمّ إضافتها رسميا على الموقع الرسمي للاتحاد الفلكي الدولي (IAU)،  وجاء الاكتشاف بعد تحليل نتائج شبكة الإمارات لرصد الشهب والنيازك التابعة لمركز الفلك الدولي، وقد قام بتحليل نتائج هذه الأرصاد الممتدة على الفترة منذ تشغيل الشبكة في العام 2017 إلى نهاية العام 2021، والتي شملت 76 ألف و765 شهابا، وتحديد مدار كل منها حول الشمس وعناصرها المداريّة. بعد ذلك تم إعداد برنامج حاسوب لتحليل هذه الشهب ومقارنتها بالزخات الشهابية المعروفة باستخدام طريقة تسمى "معايير المسافة"، ونتيجةً لذلك تم تحديد مجموعات الشهب التي لا تتبع أيّ زخة شهابية معروفة. وعليه فقد تمت مخاطبة الاتحاد الفلكي الدولي والتعريف بالزخات الشهابية الجديدة والشهب التابعة لكل منها، مع ذكر العناصر المدارية إضافة إلى الاسم المقترح للزخة الجديدة، وقد أقرّ الاتحاد الفلكي الدولي جميع الزخات المقترحة وتم تسجيلها ونشرها على موقعه.

## برنامج مراقبة سقوط الأقمار الصناعية
هو أحد المتخصصين في مجال سقوط الأقمار الصناعية، حيث كان هو الشخص الذي تمكن من تحديد هوية الجرم الذي شاهده الناس محترقا في سماء الإمارات يوم 14 أكتوبر 2017م، وبعد ذلك تم التعاقد معه من قبل وكالة الإمارات للفضاء كخبير فلكي في موضوع سقوط الأقمار الصناعية والأمور الفلكية العامة. إضافة إلى تمكنه من الكشف عن هوية الكرات النارية التي شوهدت قبل ذلك في المملكة العربية السعودية، والتي بين أنها سقوط لحطام أقمار صناعية. فبعد مشاهدة سقوط قمر صناعي من المملكة العربية السعودية يوم 16 يناير 2014م ومشاهدة سقوط آخر يوم 16 فبراير 2014م من السعودية أيضاً، برزت الحاجة لوجود جهة فلكية عربية تتابع سقوط الأقمار الصناعية، وترسل تنبيهات قبل أي سقوط محتمل لقمر صناعي. وعليه قام بالتواصل مع عدد من خبراء متابعة الأقمار الصناعية، وقام في شهر فبراير من عام 2014م بتأسيس برنامج مراقبة سقوط الأقمار الصناعية، وهو عبارة عن برنامج عالمي تابع لمركز الفلك الدولي، ويشرف عليه عدد من الخبراء الدوليين في شؤون الأقمار الصناعية، ويهدف البرنامج إلى نشر الثقافة والوعي المتعلقين بهذا الموضوع لعامة الناس والمهتمين، وذلك من خلال حساب موعد سقوط الأقمار الصناعية، وإعلام المهتمين بالموعد المتوقع. ويقوم البرنامج بالطلب من المهتمين الواقعين ضمن المناطق المرشحة لسقوط القمر الصناعي فوقها متابعة السقوط من منطقتهم، وإعلام البرنامج عن نتيجة الرصد.
قام عام 2014م بكتابة برنامج حاسوب فلكي باسم "Satellite Reentry Map"، ويقوم هذا البرنامج برسم مسار وموقع القمر الصناعي في الموعد المتوقع للسقوط، ويوضح مسارات القمر الصناعي خلال فترة هامش الخطأ، وذلك بعد تغذيته بالعناصر المدارية للقمر الصناعي المطلوب. ويتميز البرنامج بتكامله مع خرائط جوجل مما يسمح للمستخدم برؤية مسار القمر الصناعي على الخارطة بشكل مفصل أثناء سقوطه، ولهذا الغرض أهمية كبيرة عند استلام ما يذكره شهود العيان بمشاهدة سقوط قمر صناعي، فمن الضروري استخدام خارطة تفصيلية تبين مسقط مسار القمر الصناعي بين المدن والقرى حتى الصغيرة منها، لأن هذا يشكل أحد العوامل الرئيسة لقبول الشهادة من عدمها بناء على توافق الشهادة مع مسار القمر الصناعي، ونادرة جدا البرامج أو المواقع التي تتيح هذا الخيار، وحتى البرامج التي تتيحه فهي غير سهلة الاستخدام من حيث تغيير الوقت أو الموقع، ومن هنا برزت الحاجة لإعداد هذا البرنامج الفلكي. الصورة المبينة جانبا تم الحصول عليها من البرنامج المذكور، وتبين مسار ومكان سقوط حطام الصاروخ الصيني لونغ مارش 5 ذي الرقم 48275 الذي أشغل الرأي العام لعدة أيام، والذي سقط أخيرا يوم 09 مايو 2021م في الساعة 02:14 صباحا بتوقيت غرينتش، حيث بدأ سقوطه فوق سلطنة عمان ليصل الحطام إلى الأرض في منطقة تقع في المحيط الهندي بالقرب من جزر المالديف.

## مرصد الختم الفلكي
قام بإنشاء مرصد الختم الفلكي في منطقة الختم في إمارة أبوظبي في دولة الإمارات العربية المتحدة بداية عام 2021م

، وقام الاتحاد الفلكي الدولي يوم 01 فبراير 2021م بإدراجه في قائمة المراصد العالمية وأعطي الرمز M44
، ويتميز المرصد بأنه يعمل عن بعد وبشكل آلي بالكامل، حيث يمكن فتح سقف المرصد وتوجيه التلسكوب نحو الجرم المطلوب، والتقاط الصور، ومن ثم التوجه إلى الجرم التالي وتصويره وهكذا حتى تصوير جميع الأجرام المطلوبة، ومن ثم يتم غلق المرصد، وكل هذه الإجراءات تتم بشكل آلي وعن بعد. ويعتبر إنشاء هذا المرصد في أبوظبي بداية لإجراء أرصاد فلكية دقيقة تسهم بتوثيق مواقع الأجرام السماوية المختلفة، والتي قد يشكل بعضها خطرا على الأرض. كما ويتميز مرصد الختم الفلكي بأنه قادر على رصد أجرام خافته نسبيا تصل إلى القدر 16. كما ساهم وساعد في إنشاء المرصد المهندس خلفان بن سلطان النعيمي والمهندس أنس محمد والمهندس أسامة غنّام والمهندس سامح العشي.
والهدف الرئيس من إنشاء المرصد هو رصد وتصوير أهلة بدايات الأشهر الهجرية، إضافة إلى رصد الكويكبات خاصة القريبة من الأرض. وتبين الصورة المبينة تاليا ثلاثة كويكبات ظهرت في نفس حقل الرؤية الذي لا يتجاوز الدرجة الواحدة فقط، والكويكب داخل الدائرة الخضراء اسمه (ملبوميني)، والكويكب داخل الدائرة الصفراء اسمه (إيكو)، والكويكب داخل الدائرة الزرقاء اسمه (ميليتا). وتبين الصور الأخرى أحد الأهلة التي تم تصويرها عن بعد من خلال المرصد، وتبين الصور الأخرى أجرام سماوية مميزة تم التقاطها من خلال تلسكوب المرصد، وهي سديم رأس الحصان وسديم الجبار العظيم.

صورة للكويكبات الثلاثة
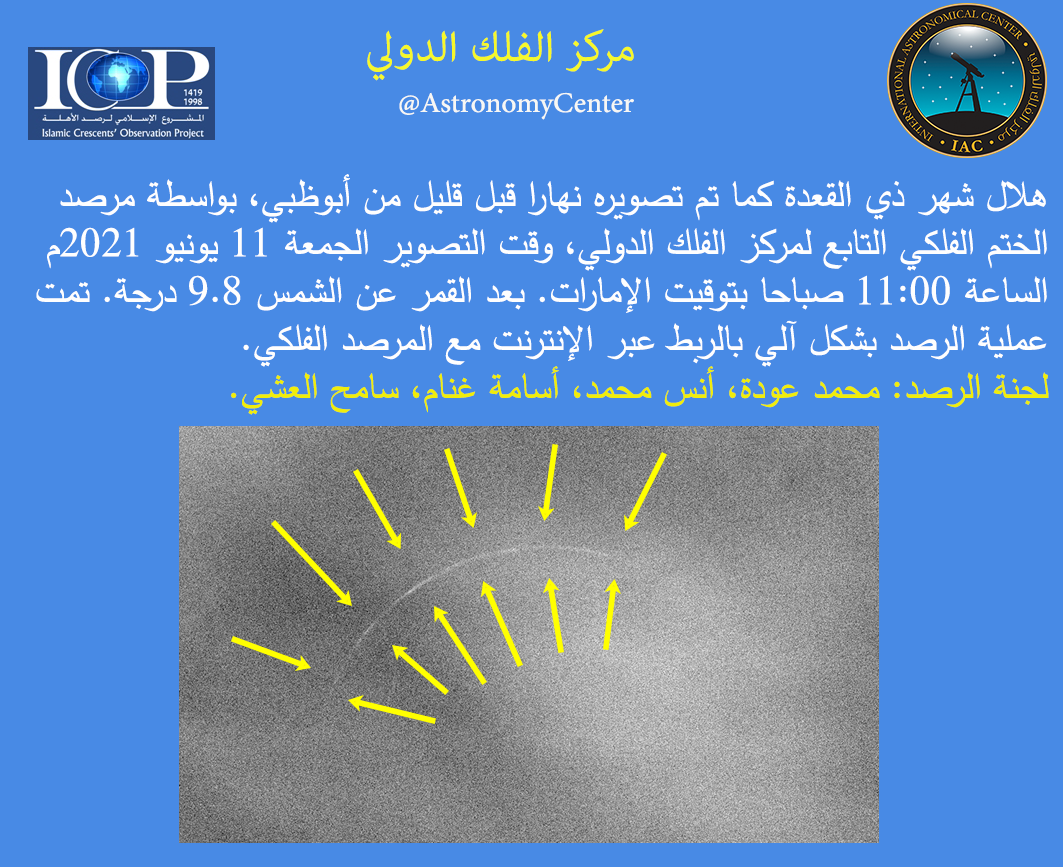
هلال شهر ذي القعدة 1442 هـ

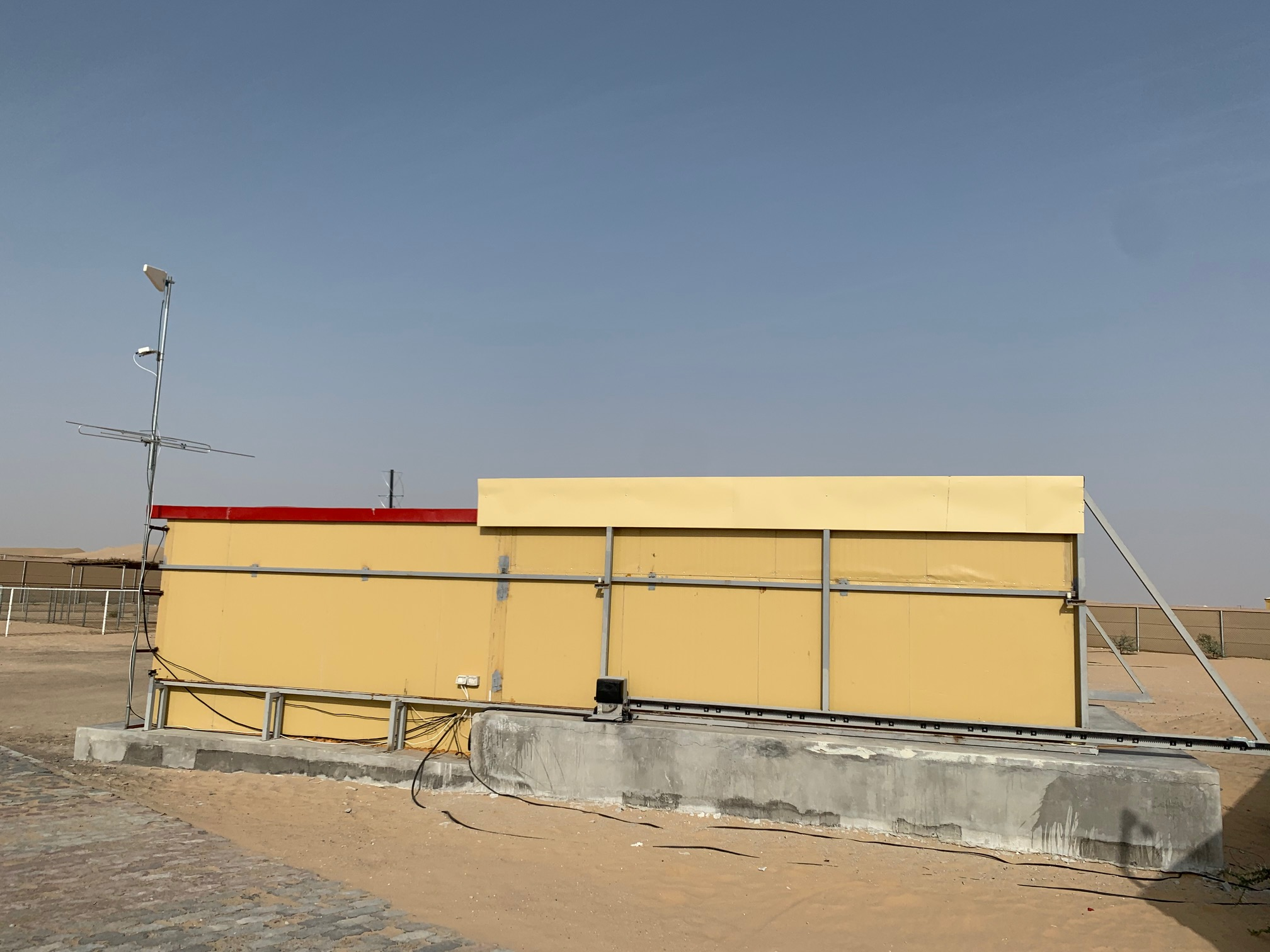
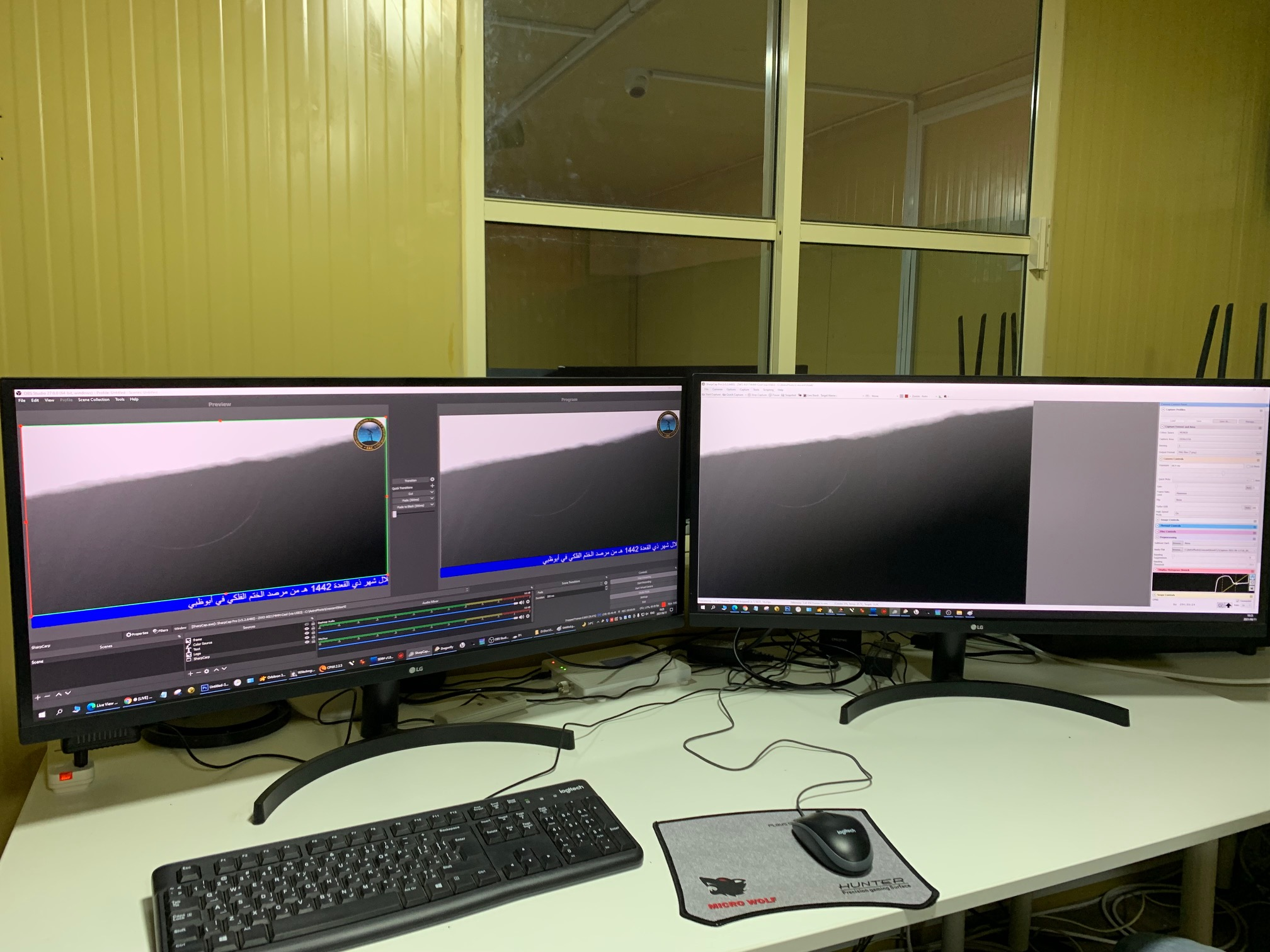
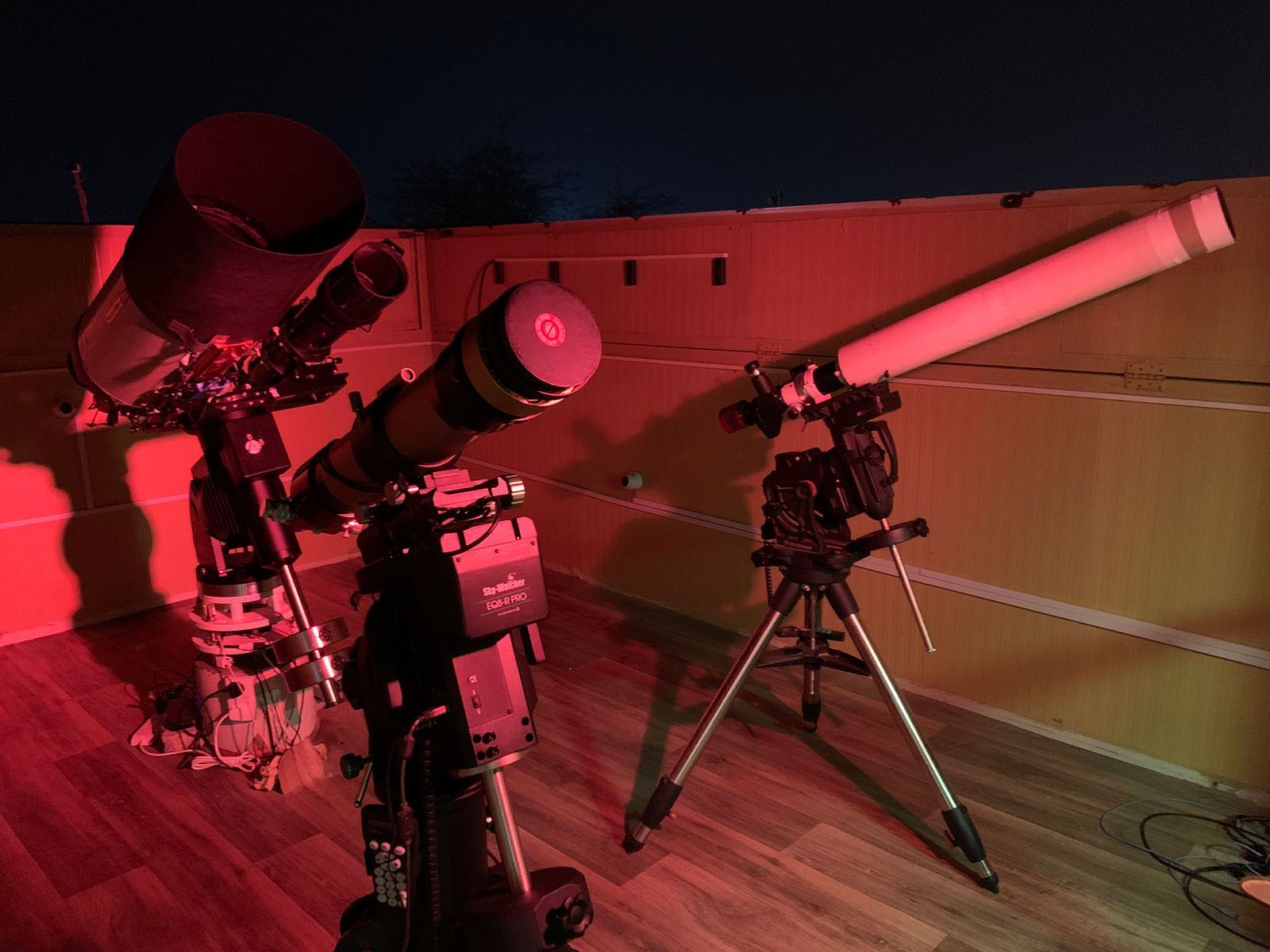
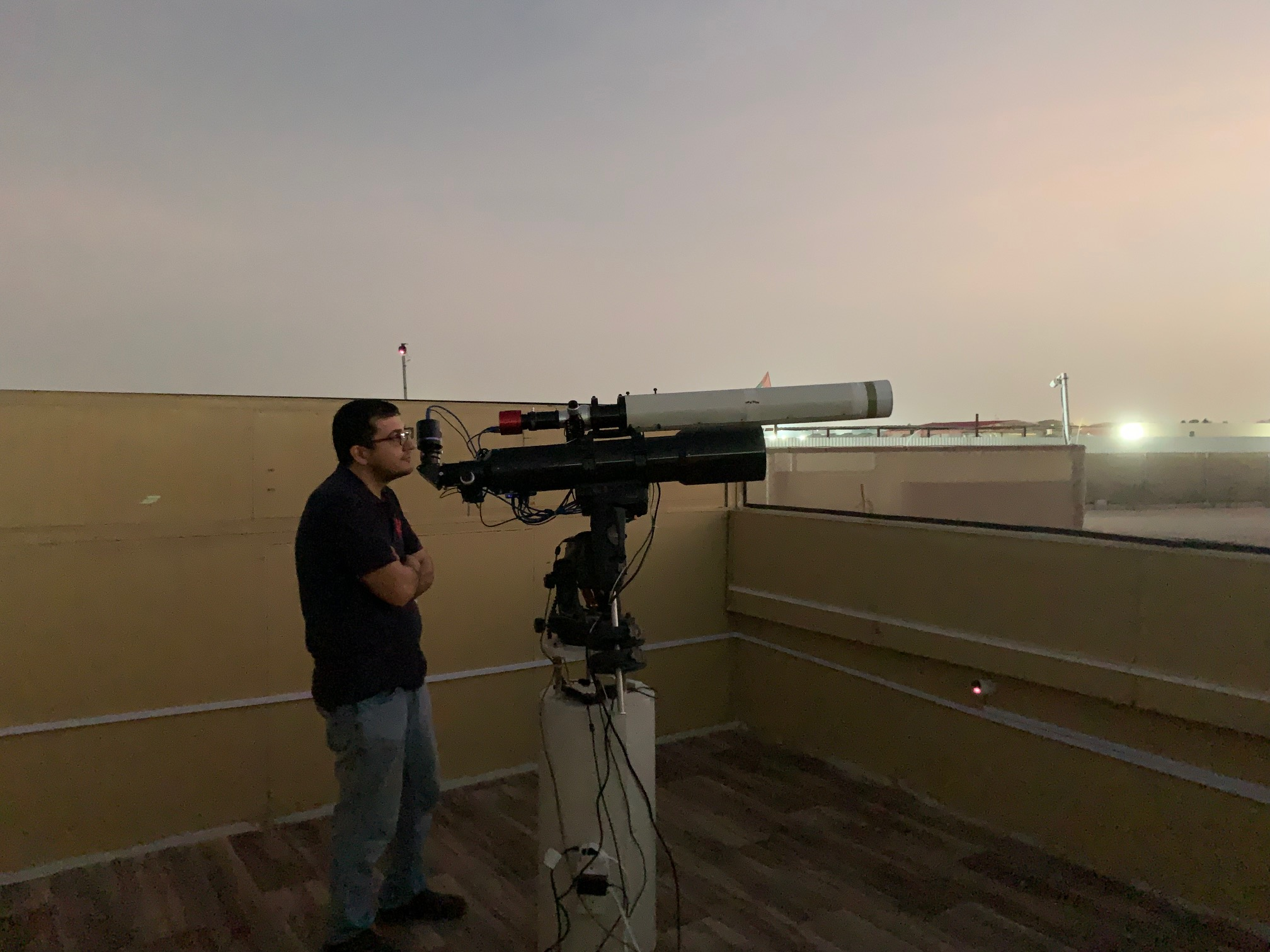

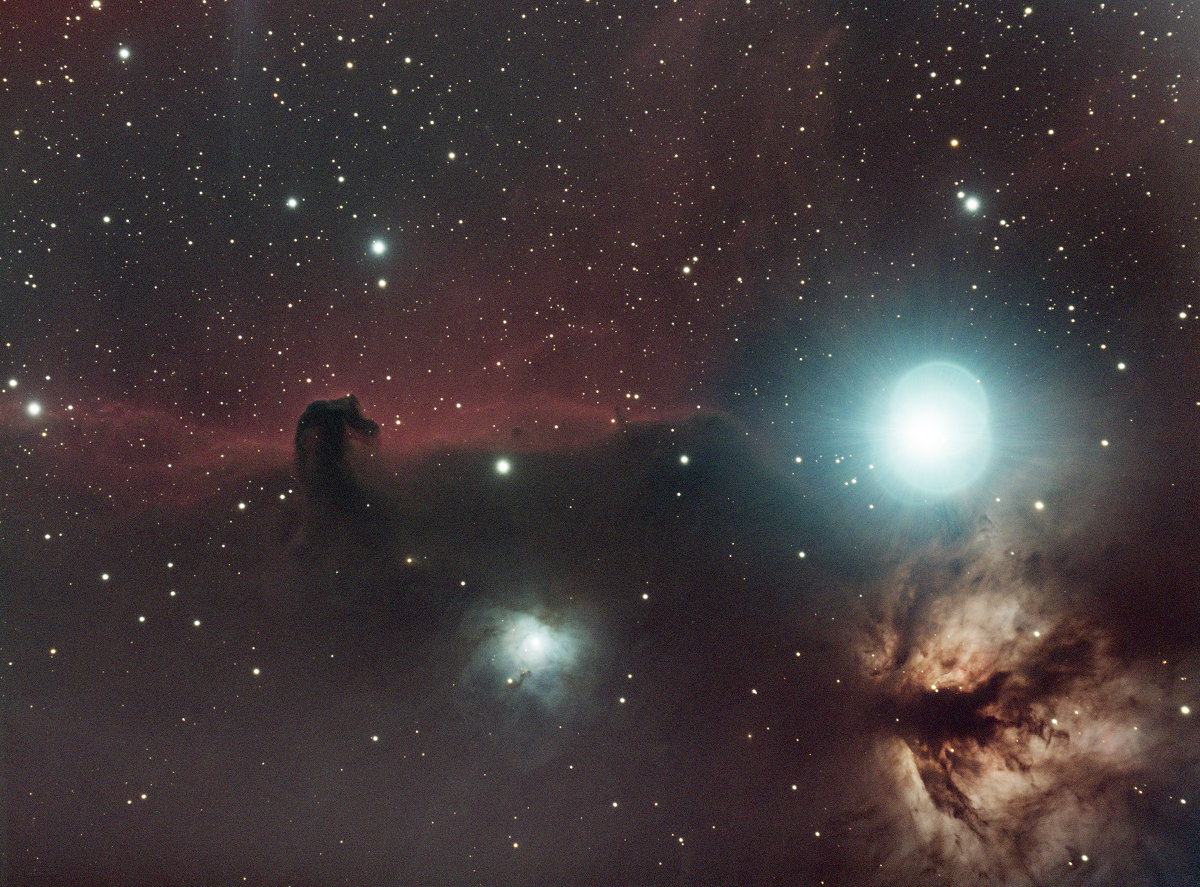
سديم رأس الحصان
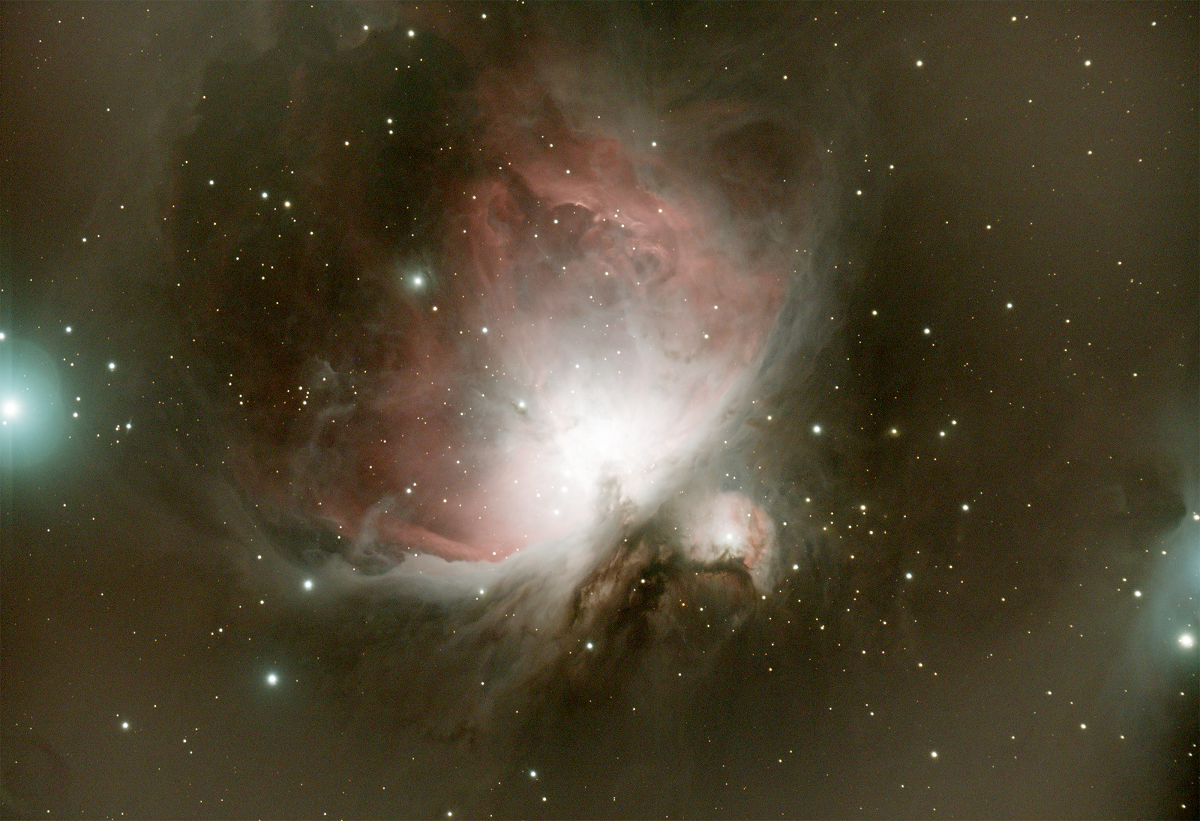
سديم الجبار العظيم

## اكتشاف السوبرنوفا
تمكن من خلال مرصد الختم الفلكي من اكتشاف نجم منفجر (سوبرنوفا)، وذلك من خلال برنامج رصدي بدأه المرصد يوم 26 نوفمبر 2022م، حيث يقوم المرصد بشكل يومي بتصوير عدد كبير من المجرات، يصل أحيانا إلى 90 مجرة في اليوم الواحد، ومن ثم يتم في اليوم التالي مقارنة الصور الجديدة مع صور مرجعية قديمة. وفي مساء يوم 08 سبتمبر 2023م، وبعد حوالي 9 أشهر من الرصد المستمر، لوحظ وجود نجم لامع جديد داخل المجرة ذات الرقم NGC 1097، وكان النجم الجديد يلمع من القدر 14، وعلى الفور تم إرسال الاكتشاف إلى الاتحاد الفلكي الدولي، الذي وثق الاكتشاف وأعطى النجم المنفجر الرمز  SN 2023rve، وهي أول سوبرنوفا يتم اكتشافها من قبل مرصد عربي. وبعد توثيق الظاهرة من قبل الاتحاد الفلكي الدولي، تم إخطار الجمعية الأمريكية لراصدي النجوم المتغيرة  AAVSO كونها إحدى الجهات المعتمدة لتوثيق النجوم المتغيرة الجديدة، وذلك لإضافة النجم الجديد إلى كتالوج النجوم المتغيرة. Link

صورة اكتشاف السوبرنوفا

## تطبيق الأحداث الفلكية
طوَّر في عام 2013 تطبيقاً فلكياً مجانياً للهواتف الفلكية لهواتف الآيفون والأندرويد باسم «الأحداث الفلكية» يعرض الأحداث الفلكية الهامة، ويرسل إشعاراً فورياً عند وقوع الحدث، ويُقدِّم شرحاً مبسطاً عن الحدث الفلكي عندما يضغط المستخدم على الحدث. ويحتوي التطبيق على صفحة للأخبار الفلكية الهامة، كما يقوم البرنامج بإرسال إشعار فوري للمستخدم عند وجود خبر فلكي هام، مثل ثبوت رؤية الهلال في بلد ما أو إعلان إحدى الدول لأول أيام عيد الفطر السعيد. كما أنه توجد قائمة خاصة لرؤية الهلال يمكن من خلالها الاطلاع على إمكانية رؤية الهلال ومعرفة نتائج رصد الهلال من قبل الراصدين في مختلف دول العالم. الأحداث الفلكية التي يحتويها هذا التطبيق ويرسل إشعارا فورية لها هي:
- أطوار القمر
- الكسوفات والخسوفات
- أوج وحضيض القمر
- زخات الشهب
- منازل القمر والأنواء
- مرور القمر بجانب كوكب أو نجم لامع
- اقترانات مميزة
- اقتران وتقابل الكواكب
- أوج وحضيض الكواكب
- حضيض المذنبات
- الاستطالة العظمى للكواكب
- عقدة الصعود والهبوط للكواكب
- احتجابات الكواكب والنجوم والكويكبات خلف القمر
- الاعتدالات والانقلابات

## حملة الطائرة لرصد سقوط جرم سماوي
كان المسؤول عن تنظيم حملة الإمارات الجوية لرصد سقوط جرم سماوي يسمى WT1190F فوق سماء سريلانكا يوم 13 نوفمبر 2015م، حيث استضاف مركز الفلك الدولي وفدا من العلماء من وكالة الفضاء الأمريكية (ناسا) ووكالة الفضاء الأوروبية (إيسا) إضافة إلى علماء من جامعات عالمية مختلفة، وبمشاركة وكالة الإمارات للفضاء. وقام عودة بتنظيم هذه الحملة وترتيب استضافة العلماء وشؤون استئجار الطائرة والتنسيق مع سفارة سريلانكا ووزارة الخارجية السريلانكية للحصول على الأذون اللازمة. وبناء على طلب السلطات السريلانكية قام بحساب الوقت والمكان اللازمين لإغلاق المجال الجوي السريلانكي أمام حركة الطائرات حفاظا على السلامة العامة أثناء سقوط الجرم السماوي، حيث تم فعلا إغلاق المجال الجوي السريلانكي لمدة ربع ساعة وذلك من الساعة 06:15 إلى الساعة 06:30 بتوقيت غرينتش. وقد نجح الفريق برصد وتصوير سقوط الجرم السماوي أثناء وجودهم على ارتفاع 45 ألف قدم بالقرب من سريلانكا. وقد كان لهذه الرحلة أصداء عالمية كبيرة نشرت في العديد من الجهات الفلكية العالمية ووكالات الفضاء، وكان من نتاج الحملة نشر عدة أبحاث علمية محكّمة شارك بها عودة كما هو مبين في قائمة الأبحاث. يمكن مشاهدة هذا الفيديو المختصر لأحداث الرحلة. وفيما يلي بعض الصور، حيث تبين المراسلات مع السلطات السريلانكية مصحوبة بخارطة من حساب عودة تبين موعد وموقع الجرم الساقط وارتفاعه، والتي تم استخدامها لإغلاق المجال الجوي، إضافة إلى بعض الصور لأحداث بارزة في الرحلة.

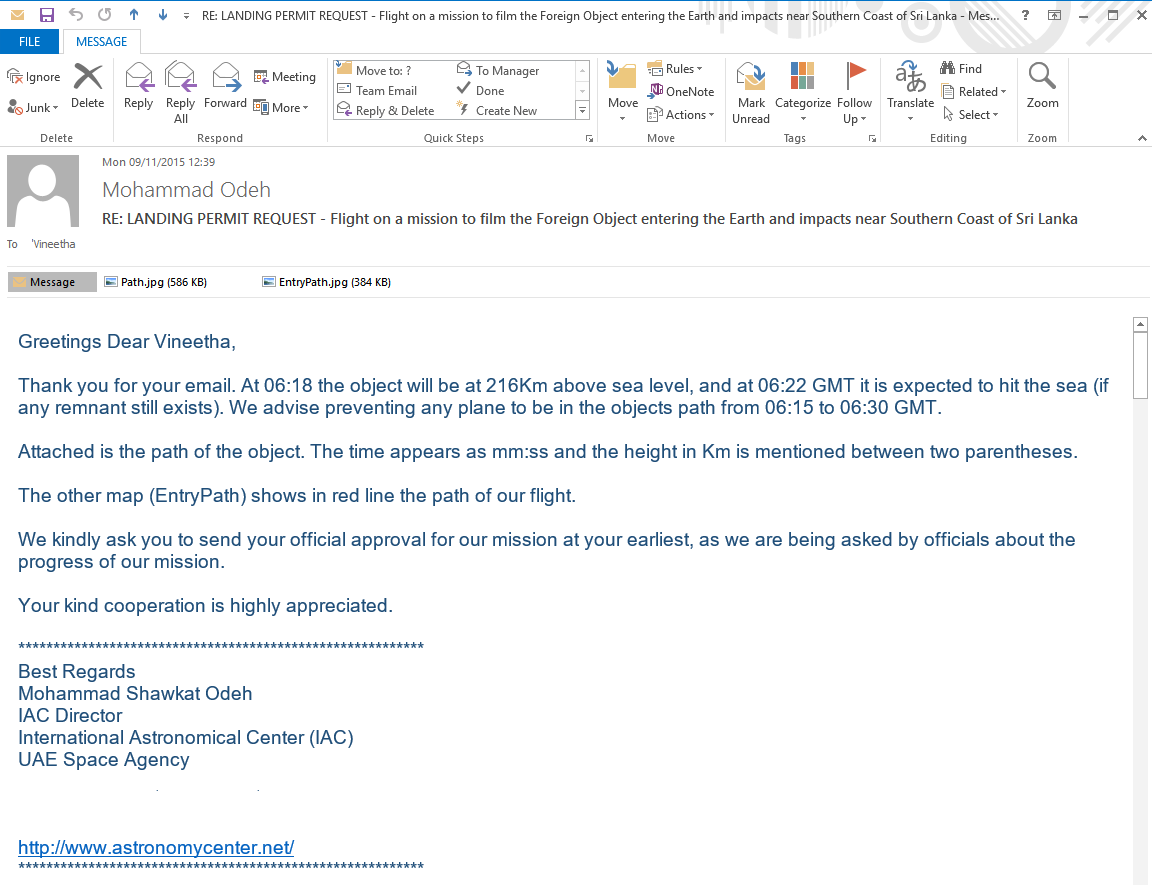
مراسلة السلطات السريلانكية لتزويدهم بالعلومات اللازمة لإغلاق المجال الجوي
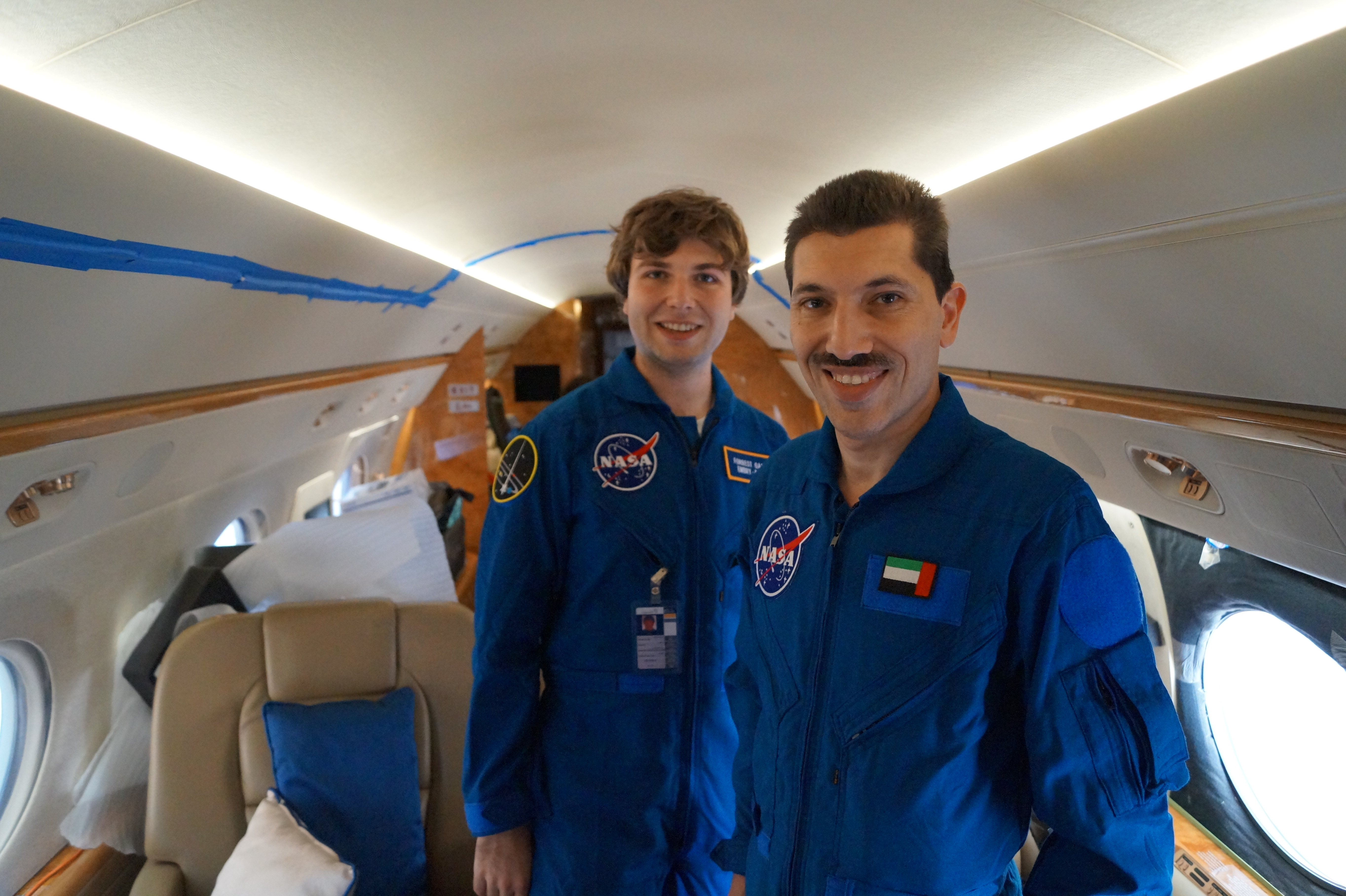
رحلة تفقدية للطائرة قبل إقلاعها بيوم
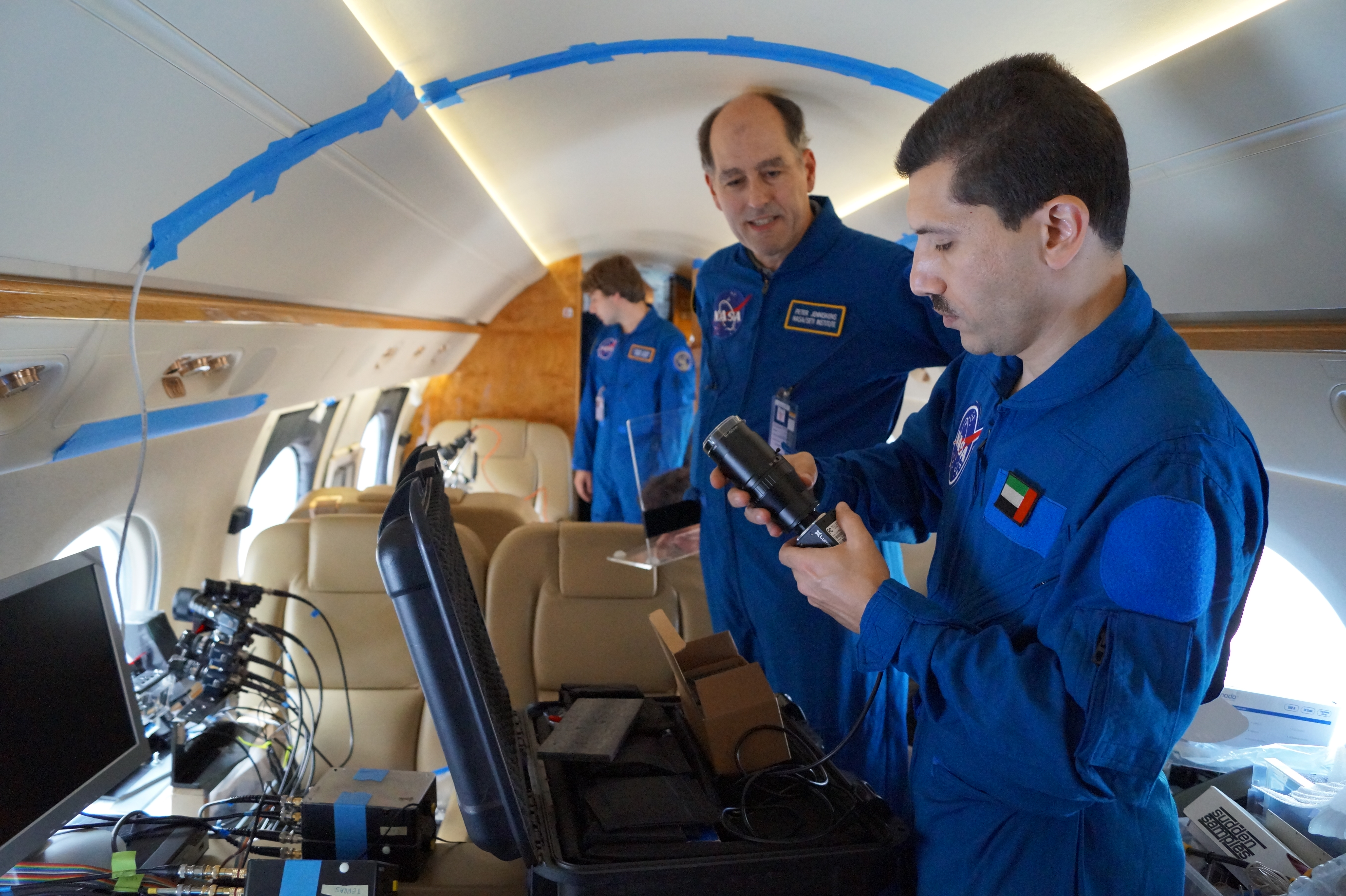
تركيب الكاميرا التي استخدمها الفريق الإماراتي

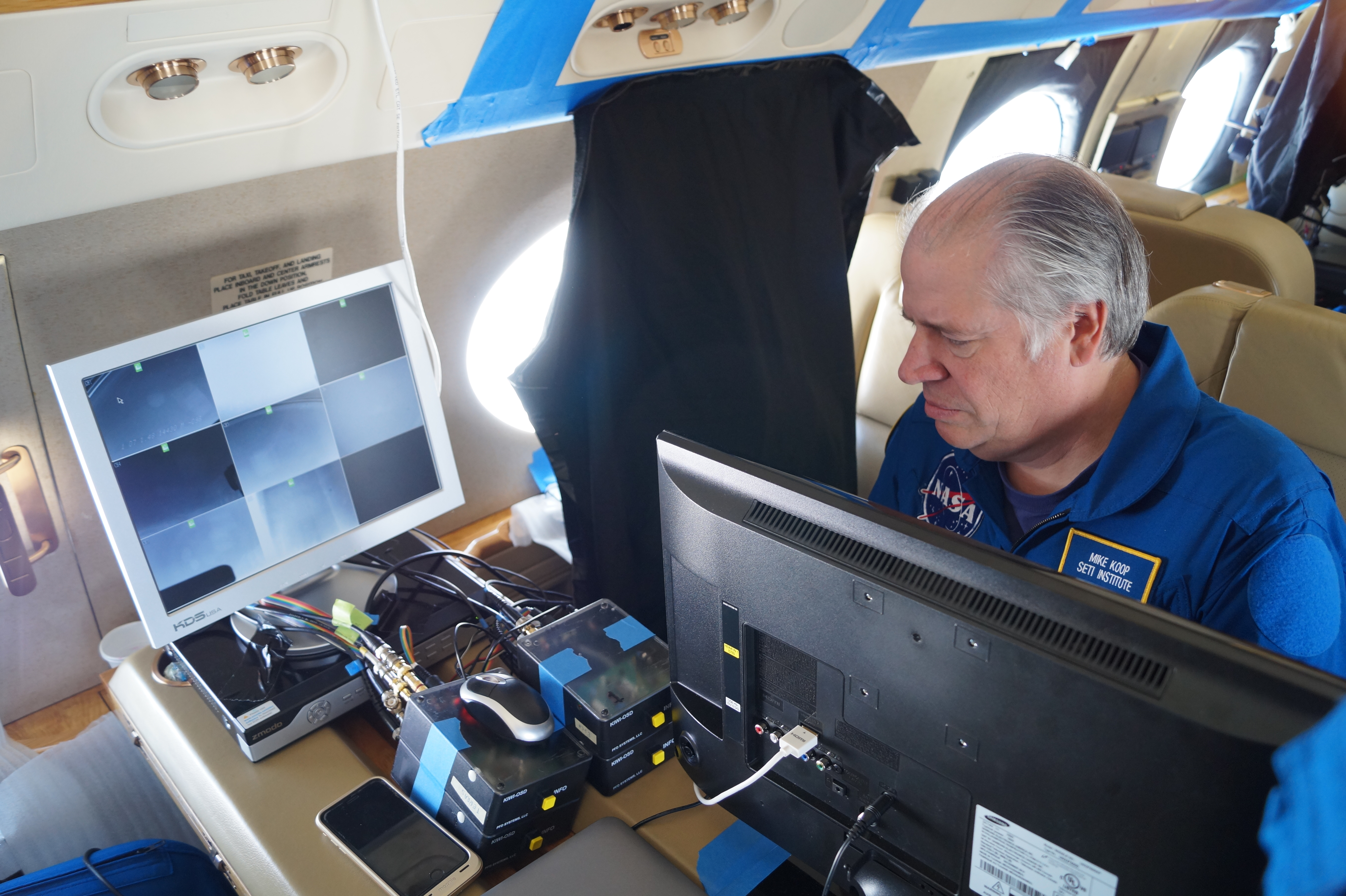
نظام متكامل يتكون من حوالي 12 كاميرا مربوطة على جهاز حاسوب
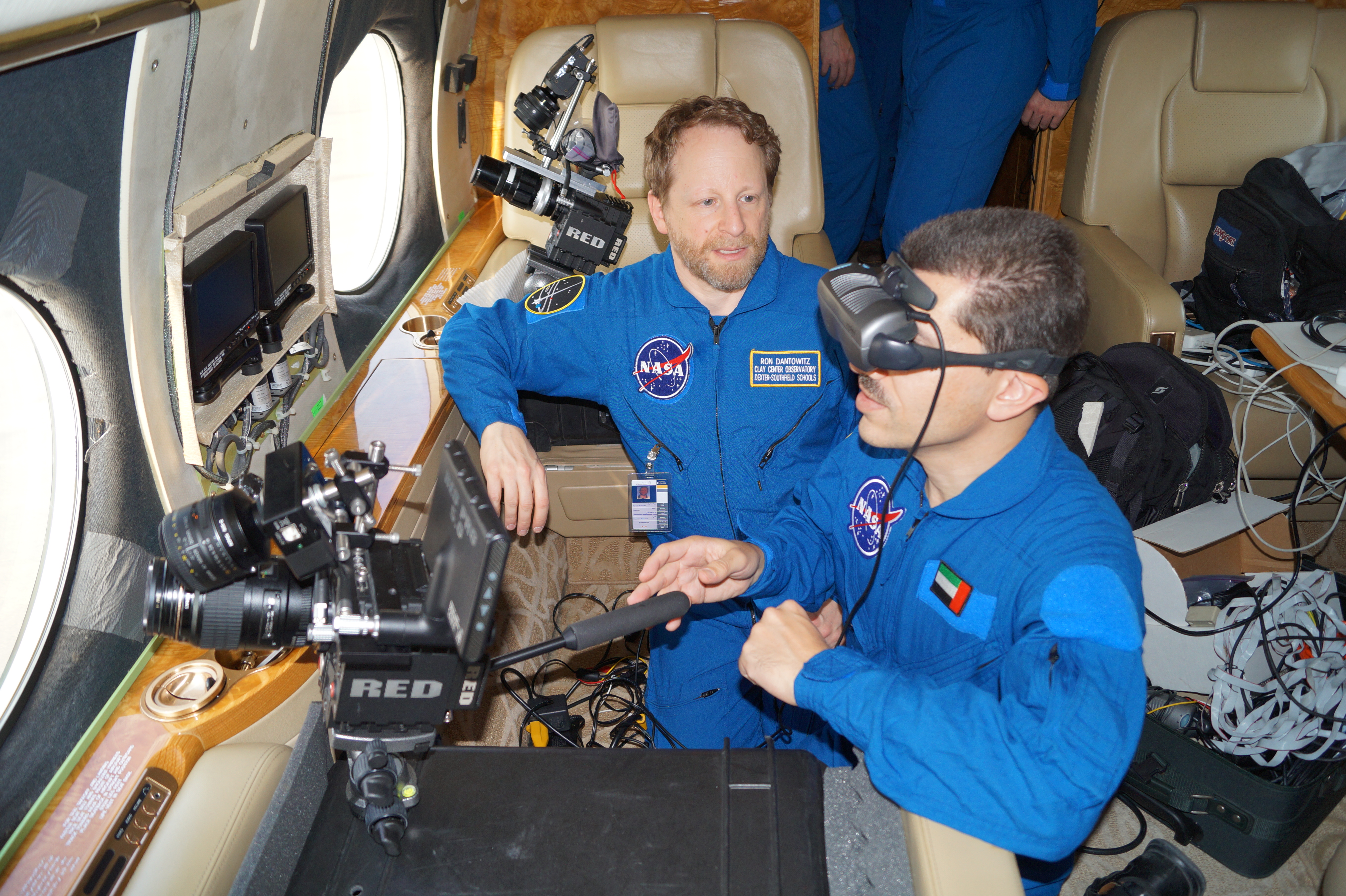
تجهيز الكاميرا التي سيستخدمها عودة، مزودة بشاشة حاسوب رأسية
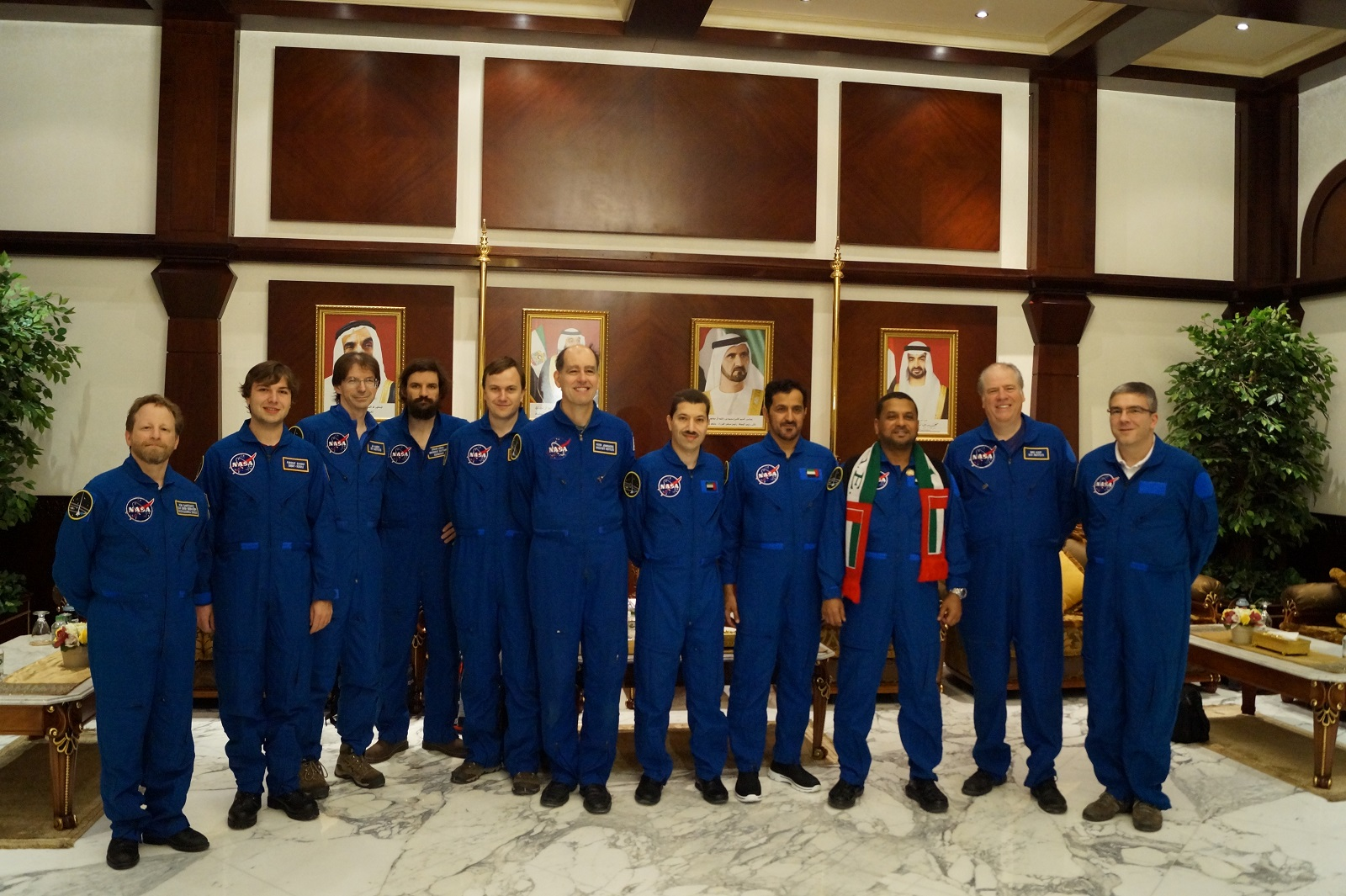
طاقم رحلة الطائرة
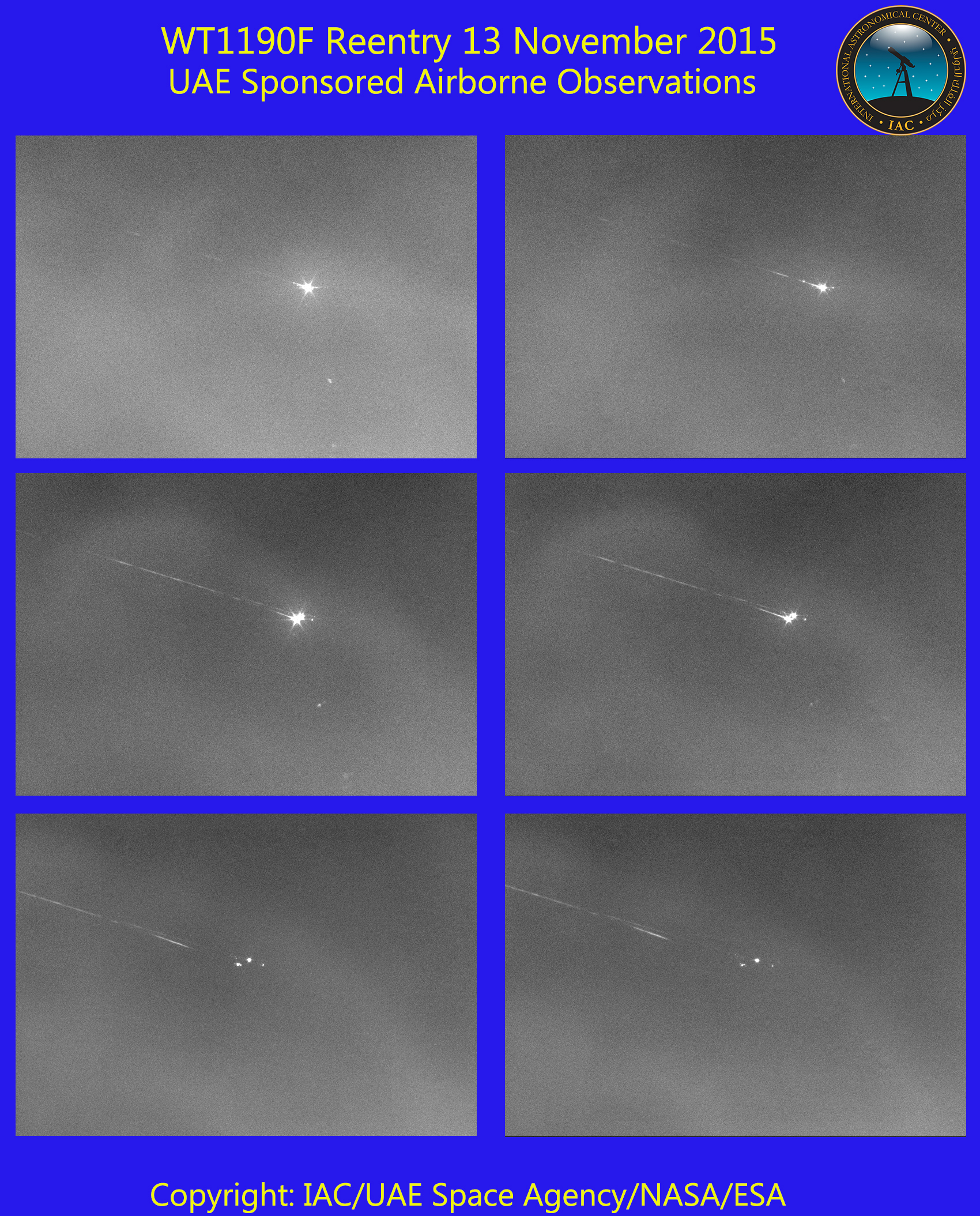
صورة الجرم الساقط كما تم تصويره بواسطة الكاميرا الإماراتية

## رصد الشهب الراديوي
قام عام 2000م بالتوصل إلى طريقة جديدة لرصد الشهب بواسطة الراديو وذلك باستخدام عدة هوائيات، وقد تم عرض الطريقة في مؤتمر منظمة الشهب الدولية الذي انعقد في رومانيا عام 2000م، وتم بعد ذلك نشر البحث في المجلة الألمانية المحكمة الخاصة بمنظمة الشهب الدولية كما هو مبين في قائمة الأبحاث، ويمكن الاطلاع على المزيد من التفاصيل حول أعماله في رصد الشهب الراديوي، والاستماع للشهب الملتقطة بالراديو من هذه الصفحة الأرشيفية الخاصة بموضوع رصد الشهب الراديوي للجمعية الفلكية الأردنية.

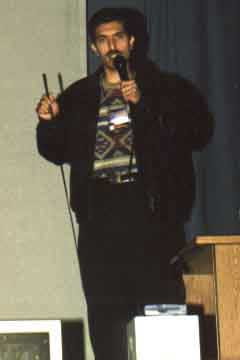
محاضرة مؤتمر رومانيا
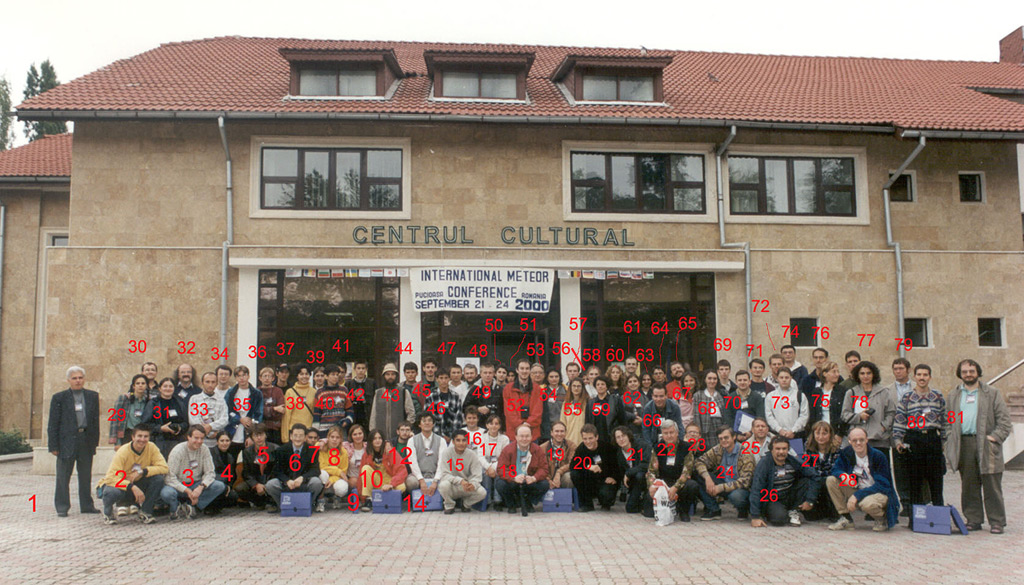
مؤتمر رومانيا
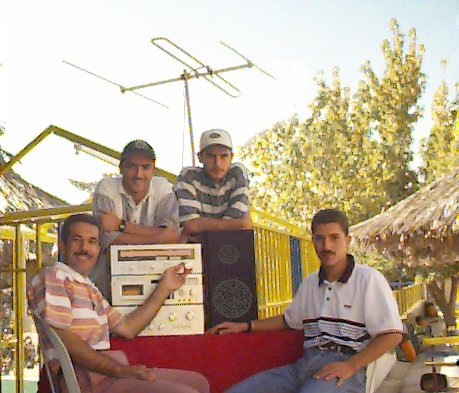
لجنة الرصد الراديوي في الجمعية الفلكية الأردنية
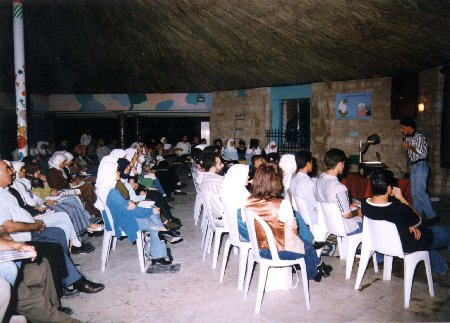
محاضرته حول الرصد الراديوي عام 1999م

## أعماله في موضوع منازل القمر والأنواء
متخصص في موضوع طلوع منازل القمر والأنواء، وله بحث علمي منشور في إحدى الدوريات العلمية المحكمة في هذا الموضوع كما هو مبين في قائمة الأبحاث. وكان من ضمن الفريق الرسمي الذي تم تشكيله من قبل مركز جامع الشيخ زايد في دولة الإمارات العربية المتحدة لرصد أول ظهور لنجم سهيل في خريف عام 2020م، وكان من مهامه إدارة عملية الرصد بواسطة التلسكوب وبالعين المجردة، وتعتبر هذه الحملة أول توثيق فلكي حديث لظهور نجم سهيل، حيث تمت مراقبة طلوع نجم سهيل من قمة جبل حفيت في دولة الإمارات بشكل يومي من يوم 10 أغسطس إلى أن تمكن الفريق من رؤيته بالعين المجردة وتصويره يوم 28 أغسطس.

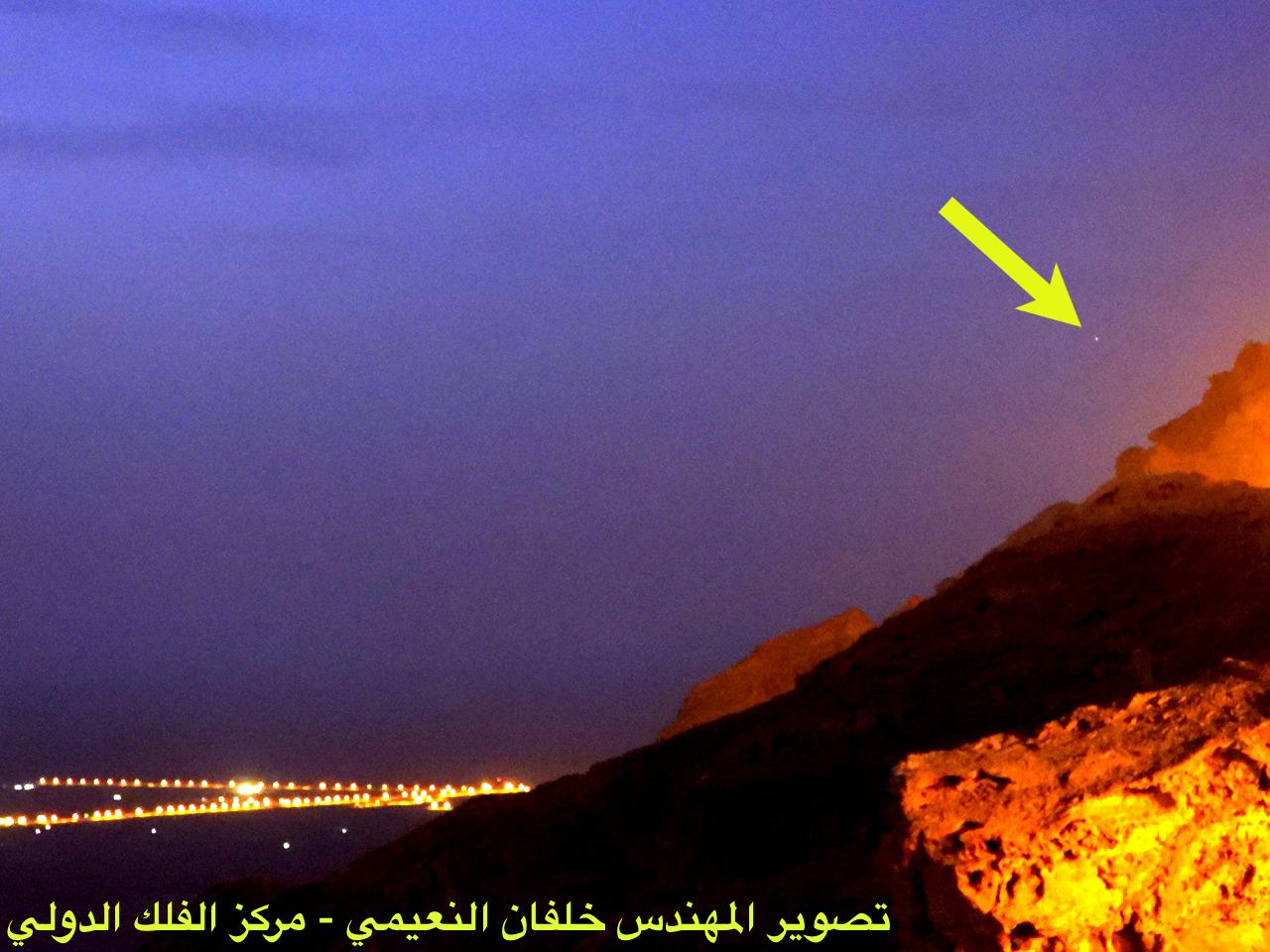
نجم سهيل كما تم تصويره
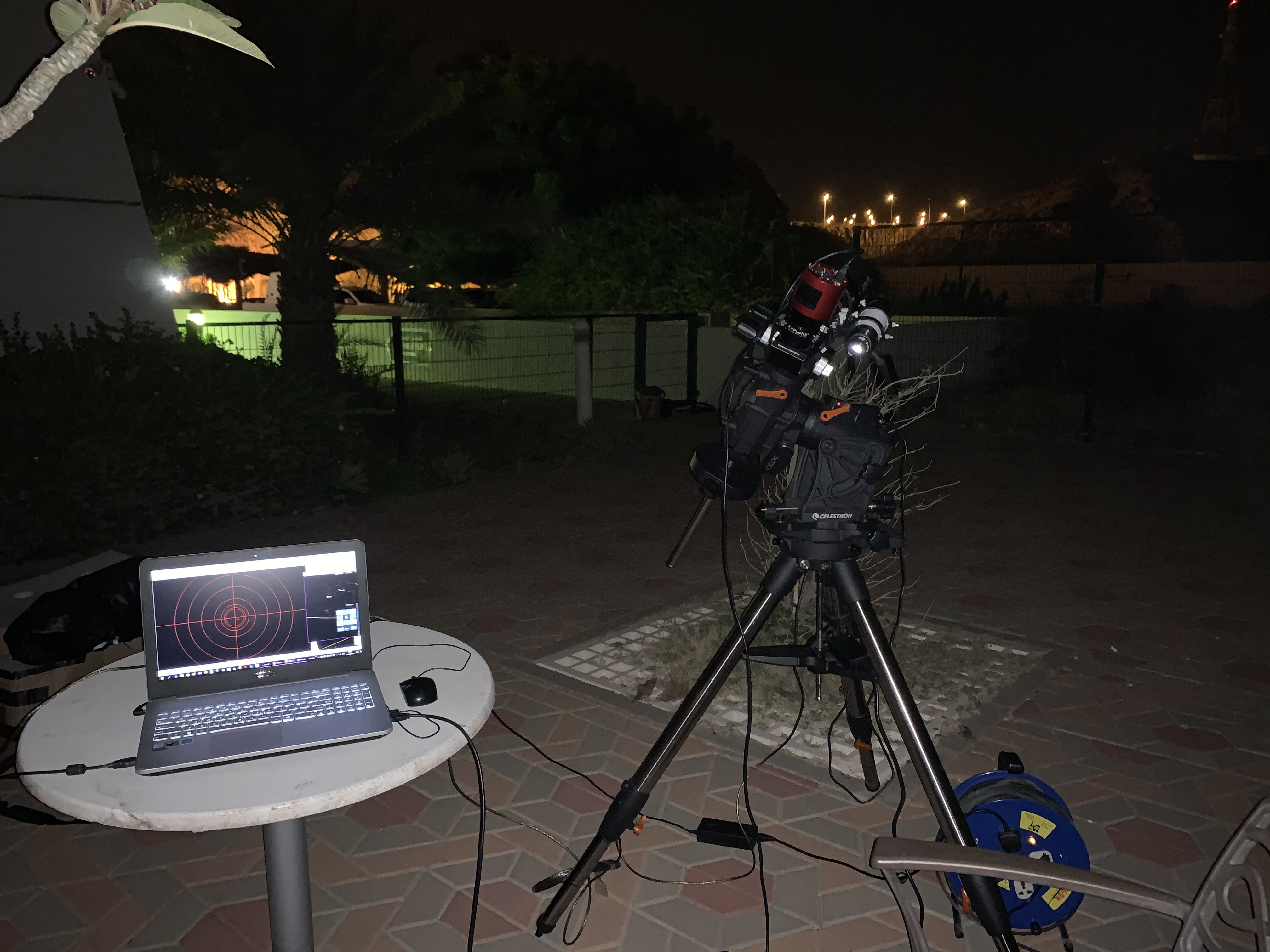
معدات الرصد
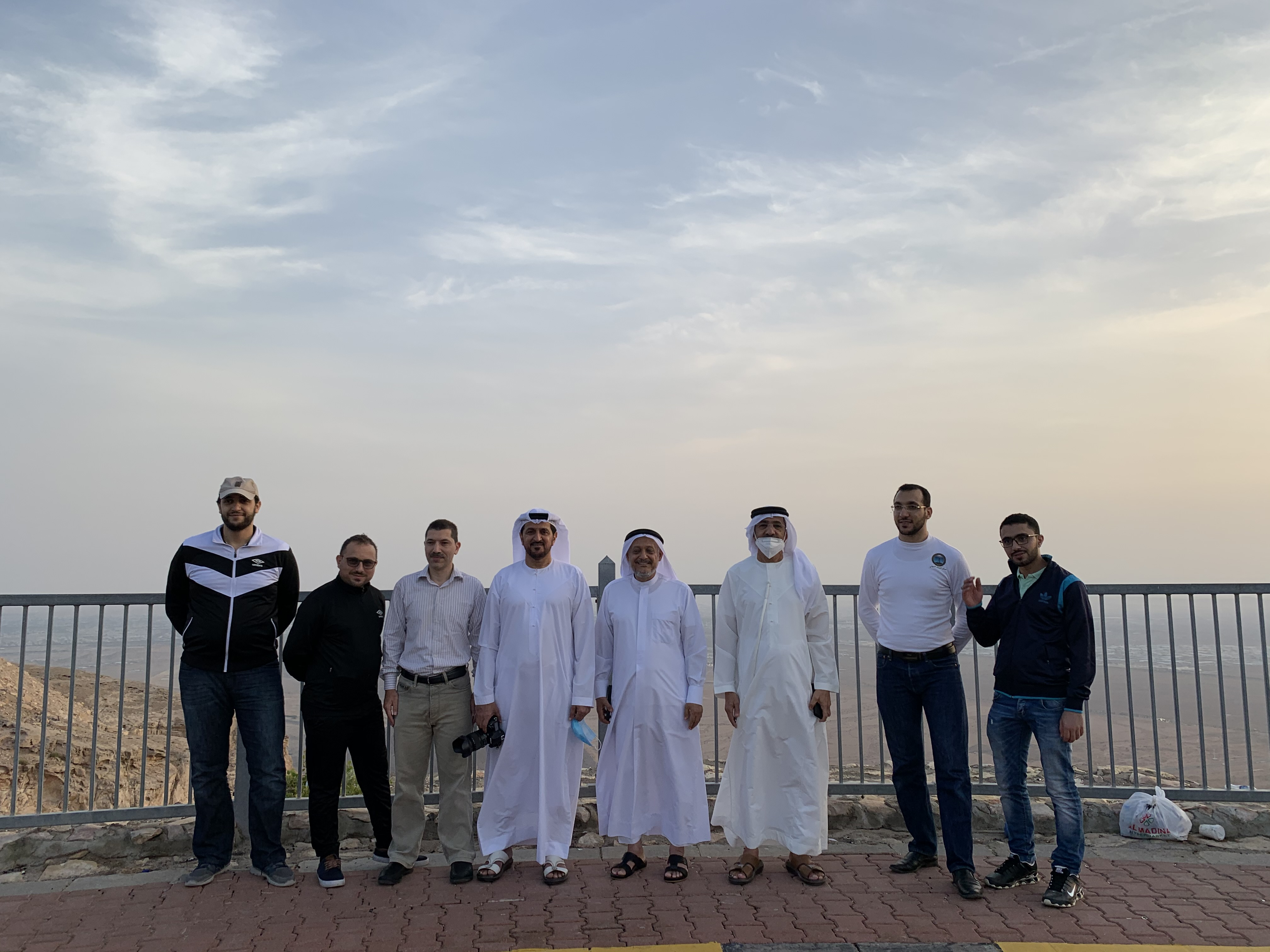
فريق الرصد

## الظهور الإعلامي
كتب العديد من المقالات الفلكية في صحف ومواقع مختلفة، وله العديد من المقابلات على القنوات الفضائية مثل قناة العربية وقناة سكاي نيوز عربية وقناة أبوظبي وقناة الجزيرة، ويمكن مشاهدة بعض اللقاءات ، وكان من ضمن الموضوعات، التعليق على صحة بداية عيد الفطر على قناة العربية عام 2019م، والحديث عن خطر اصطدام الأرض بكويكب على قناة سكاي نيوز عربية، وتغطية مباشرة لتحري هلال شهر رمضان عام 1432 هـ على قناة الجزيرة.
كان ضيف برنامج بلا حدود على قناة الجزيرة مع الإعلامي أحمد منصور، وذلك يوم 03 يناير 2008م، للحديث حول الأخطاء في تحديد بدايات الأشهر الهجرية في العالم الإسلامي، وقد كان لهذه الحلقة أصداء واسعة في العالم الإسلامي، وعلى إثرها عقد اجتماع رسمي عالي المستوى في المملكة العربية السعودية بحضور ثلاثة فلكيين، وبعدما تأكد المسؤول من صحة ما ذكر في الحلقة، صدرت توجيهات بعدم قبول شهادة الشهود في السعودية إذا غرب القمر قبل غروب الشمس، وبالفعل منذ العام 2006م لم تعد تقبل المحكمة العليا في السعودية مثل هذه الشهادات، وبذلك تم حل جزء كبير من المشكلة.
هو كاتب المادة العلمية لبرنامج علمي فلكي تكون من 15 حلقة بعنوان «كيف ترصد السماء»، تم عرضه على قناة اقرأ عام 2002م.
كان ضيفا لعدة حلقات في البرنامج الذي بثه تلفزيون أبوظبي لتغطية مهمة مسبار الأمل، ويوم إطلاق مسبار الأمل يوم 19 يوليو 2020م كان أحد الضيوف الرئيسيين في الأستديو لحظة إطلاق المسبار. واستمرت الحلقة يومها لعدة ساعات.

## الدورات الفلكية
قام بإعطاء عدة دورات فلكية حول مواضيع مختلفة، ومنها:
- دورة بعنوان «الإحداثيات السماوية والزمن»، أعطيت لأعضاء في الجمعية الفلكية الأردنية، وتكونت من عدة دروس مدتها عشرون ساعة، استمرت من 17 إبريل إلى 21 يونيو 2003م، واختتمت بامتحان وتوزيع شهادات. ودارت مواضيعها حول أنواع الإحداثيات السماوية، وميكانيكا تحرك الأجرام السماوية في صفحة السماء، وقدمت تعريفا مفصلا للوقت وتقسيمات اليوم والشهر والسنة المختلفة، وأسباب الاختلاف بينها. وتبين الصورة التالية بعضا من أسئلة الامتحان.
- دورة بعنوان «أساسيات ومبادئ استخدام التلسكوب» وتكونت من جزء نظري يشرح أنواع التلسكوبات وآلية عملها والأرصاد المناسبة لكل نوع، وجزء عملي يشمل التدريب على استخدامها وكيفية ضبطها وتوجيهها نحو الأجرام السماوية، واختتمت بامتحان وتوزيع شهادات، وقدمت مرتين، الأولى في الأردن لأعضاء من الجمعية الفلكية الأردنية، والثانية عام 2013م لأعضاء من جمعية الإمارات للفلك.
- بدعوة من دار الإفتاء الليبية عام 2013م، قام بزيارة ليبيا وتقديم دورة فلكية مطولة على مدى عدة أيام من 06 يونيو وحتى 11 يونيو، وكانت مواضيع الدورة تشمل معلومات نظرية حول حسابات الهلال ورؤيته والتقنيات المستخدمة لرصد الهلال، وشملت أيضا جانبا عمليا تمثل بالتدريب على رصد الهلال باستخدام التلسكوب المحوسب، إضافة إلى دورة مكثفة لرصد الهلال باستخدام تقنية التصوير الفلكي بالسي سي دي كاميرا.
- دورة لوفد من ديوان الوقف السني في العراق في ديسمبر 2013م، تضمنت الدورة شرحا عن رؤية الهلال، إضافة إلى شرح عملي لكيفية استخدام التلسكوب في رصد الهلال.
- قدم ورشة فلكية في مدينة أبوظبي استمرت لمدة ستة أيام من 04 إلى 09 مايو 2015م بعنوان «ورشة فلكية حول مواقيت الصلاة ورؤية الهلال والتقويم الهجري وبرامج الحاسوب الفلكية»، وعقدت الورشة لوفد رسمي من دائرة الشؤون الفلكية التابعة لوزارة الأوقاف العمانية. وشملت شرحا مفصلا عن مواقيت الصلاة من الناحية الفقهية ومن الناحية العلمية، بحيث تم عرض مختلف الآراء الفقهية والفلكية، ومن ثم تم التطرق لموعد صلاة المغرب وكيفية تأثرها بالارتفاع عن سطح البحر والعوامل الأخرى من درجة حرارة وضغط جوي. وبعد ذلك تم ذكر التفاصيل المتعلقة بموعد صلاة العشاء وشرح مفهوم الشفق الأحمر والشفق الأبيض. وتم عرض المعادلات الفلكية المستخدمة لحساب جميع مواقيت الصلاة.وبعد ذلك تم شرح المسائل الفلكية والشرعية المتعلقة برؤية الهلال، ومن ضمنها المعايير الشرعية الذي ذكرها الفقهاء لبدء الأشهر الهجرية، ومن ثم تم التطرق للمعايير الفلكية وكيف يتم حساب إمكانية رؤية الهلال، وتم عرض المعايير الفلكية المختلفة المعتمدة في الدول الإسلامية لتحديد بدايات الأشهر الهجرية في التقاويم الرسمية وللتحديد الفعلي لبدايات الأشهر الهجرية. وأخيرا تم عرض عدة برامج فلكية يمكن استخدامها لحساب مواقيت الصلاة ولحساب رؤية الهلال وموقع الهلال في السماء. وتم عرض برامج فلكية أخرى يمكن استخدامها لحساب مواعيد كسوف الشمس وخسوف القمر بدقة عالية، ولحساب مواعيد عبور الكواكب أمام الشمس وحساب مواعيد احتجاب الأجرام السماوية خلف القمر والكواكب. وفي ختام الورشة تم تقديم شهادات مشاركة للوفد المشارك.[51]

- قدم ورشة فلكية في مدينة أبوظبي استمرت لمدة ثلاثة أيام خلال الفترة من 15 إلى 17 ديسمبر 2019م بعنوان «ورشة إعداد الفقيه المُؤقِّت»، وعقدت الدورة لوفد رسمي من دائرة الشؤون الإسلامية والعمل الخيري بدبي، وكانت موضوعات الدورة مشابه للورشة التي عقدت لوفد سلطنة عمان. وفي ختام الورشة تم تقديم شهادات مشاركة للوفد المشارك.
- قدم عدة دورات متخصصة للتدريب على تقنية رصد الهلال باستخدام تقنية التصوير الفلكي بالسي سي دي كاميرا، ومنها:

1. دورة لوفد من المركز الوطني للفلك في مدينة الملك عبد العزيز للعلوم والتقنية من المملكة العربية السعودية يوم 13 مايو 2013م، تكون من الأستاذ صالح الصعب والمهندس إبراهيم العليان.
2. دورة لوفد من المدينة المنورة في المملكة العربية السعودية خلال الفترة 29-30 مايو 2014م تكون من الأستاذ تركي العمري والاستاذ بندر العمري والأستاذ محمد العمري.
3. دورة لوفد من الجمعية الفلكية بجده في يوليو 2014م، وتكون من الدكتور شرف السفياني.

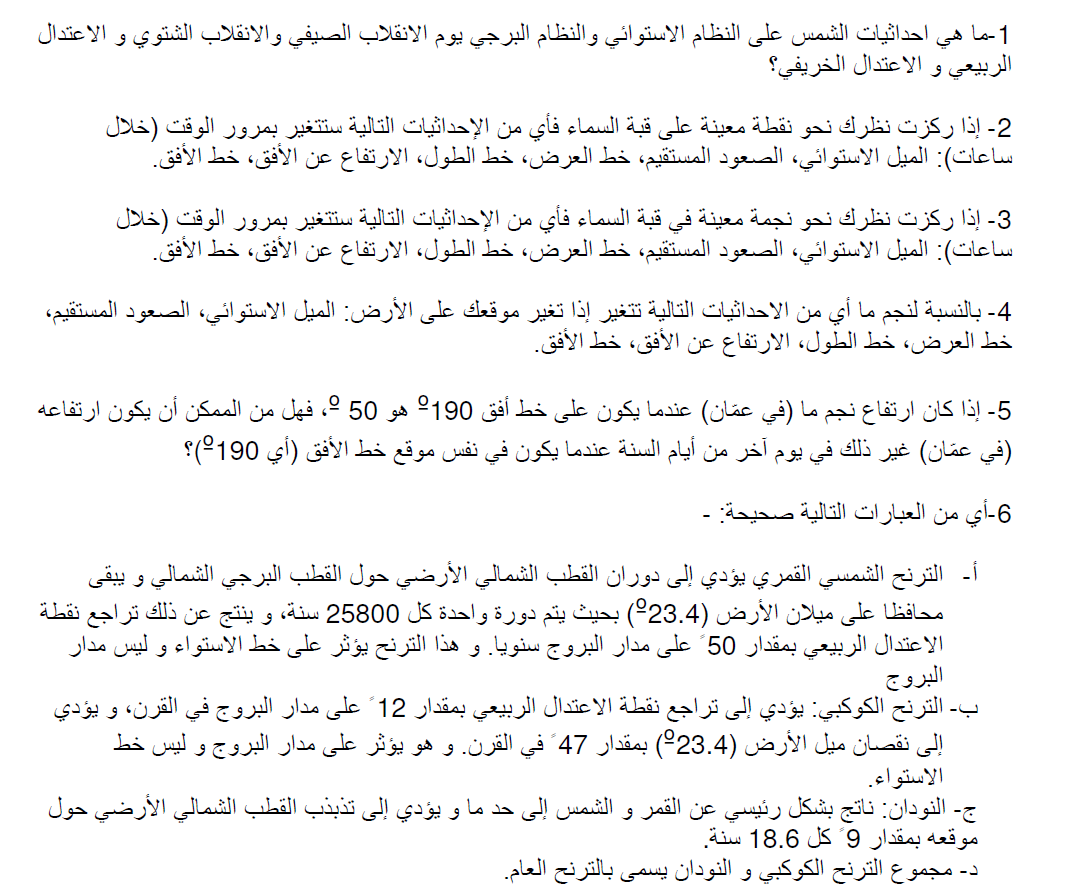
امتحان دورة الإحداثيات السماوية
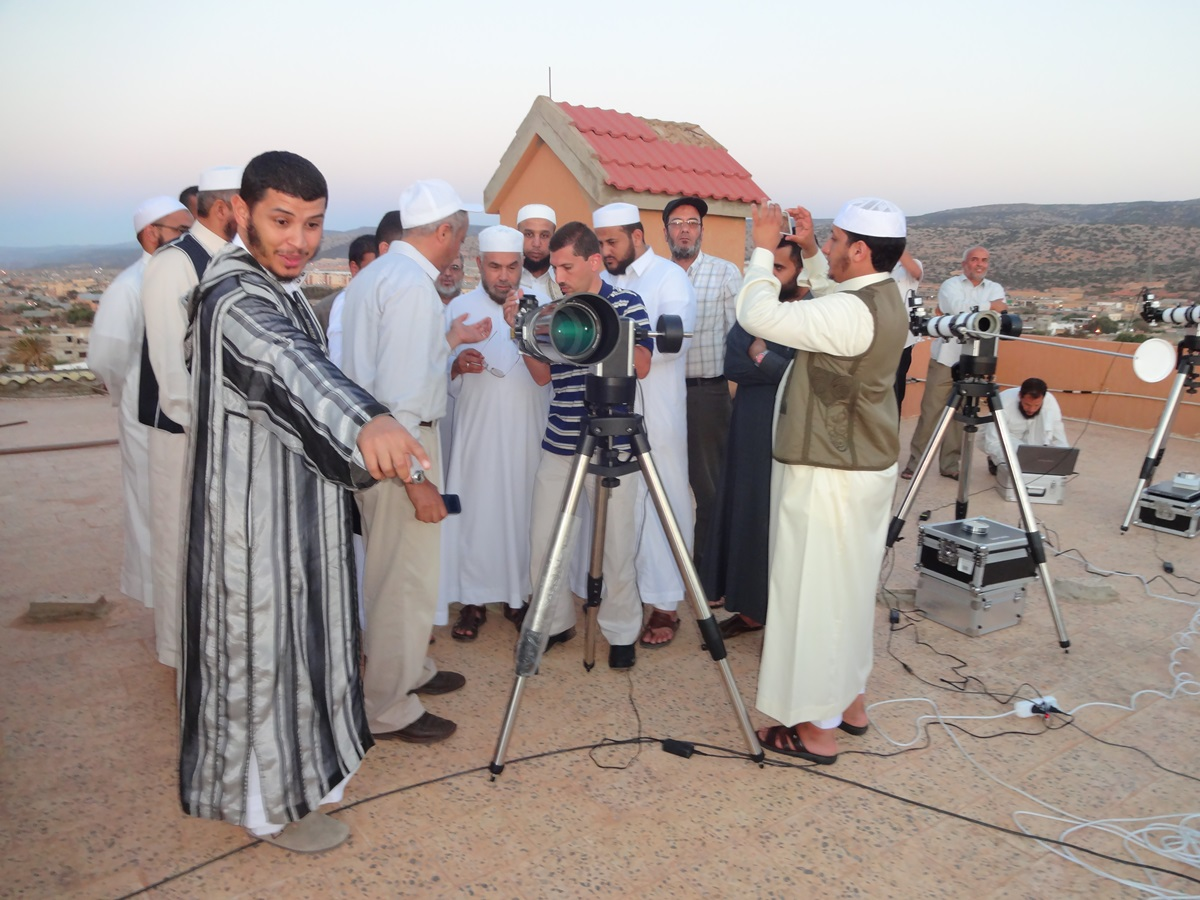
جانب من التدريب في ليبيا

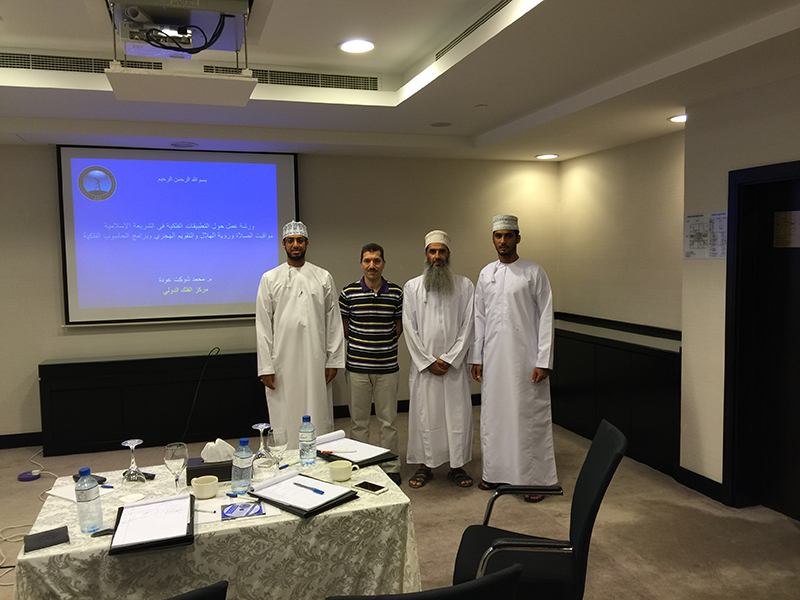
وفد أوقاف سلطنة عمان
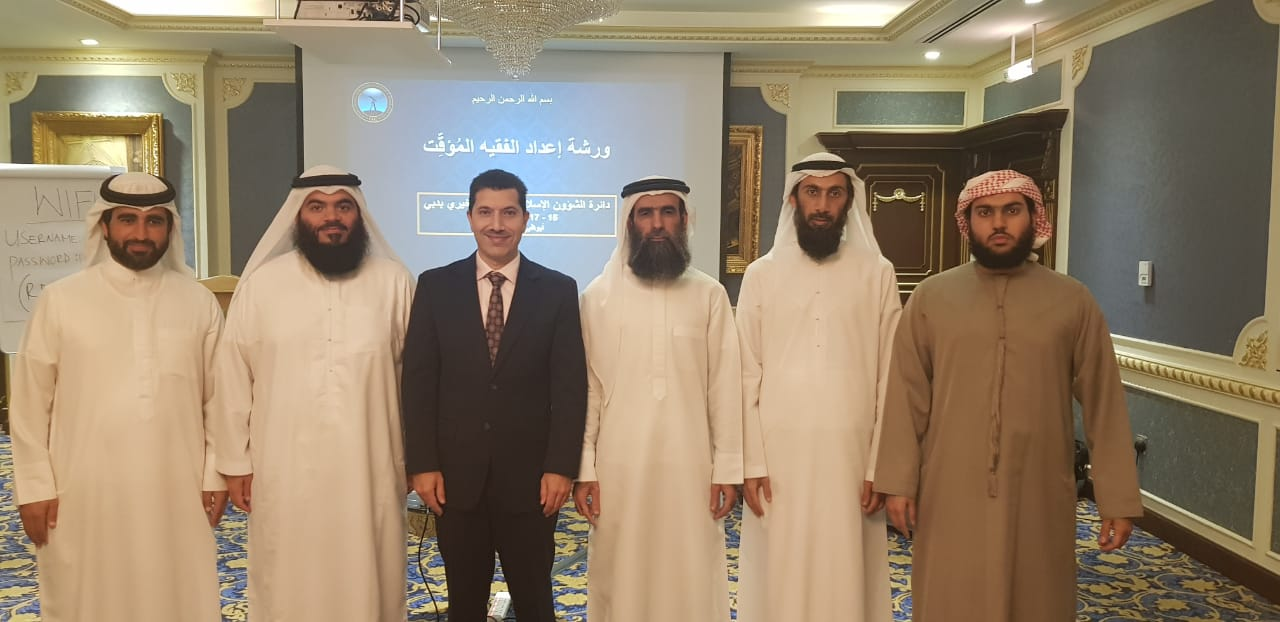
وفد أوقاف دبي
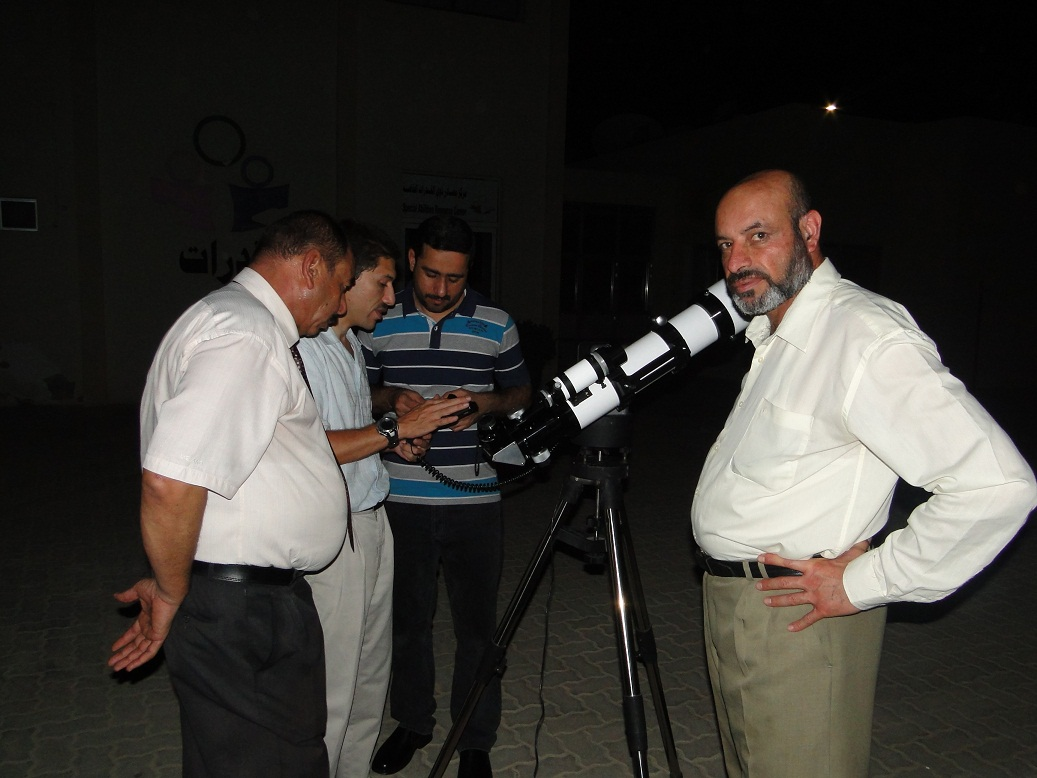
وفد أوقاف ديوان الوقف السني

## المؤتمرات واللقاءات الفلكية
شارك بتنظيم المؤتمرات واللقاءات التالية كعضو في اللجنة العلمية أو اللجنة التحضيرية:
- المؤتمر الفلكي الإسلامي الأول، نظمته الجمعية الفلكية الأردنية والاتحاد العربي لعلوم الفضاء والفلك ووزارة الأوقاف الأردنية في مدينة عمّان-الأردن خلال الفترة 02-03 ديسمبر 1999م.[52]

- المؤتمر الأردني الدولي لرصد شهب الأسديات، نظمته الجمعية الفلكية الأردنية والاتحاد العربي لعلوم الفضاء والفلك ومعهد الفلك وعلوم الفضاء في جامعة آل البيت في مدينتي المفرق والأزرق - الأردن خلال الفترة 12-21 نوفمبر 1999م، والذي نظم بمناسبة عاصفة شهب الأسديات، حيث تم استضافة نخبة متميزة من العلماء المتخصصين بموضوع الشهب، وتم خلاله رصد العاصفة من صحراء الأزرق، حيث كانت الأردن من أنسب المواقع في العالم لرصد العاصفة، ونتج عنه أرصاد متميزة، دفعت وكالة الفضاء الأمريكية ناسا لاحقا لدعوة اثنين من الراصدين الأردنيين للمشاركة بمؤتمر دولي عالمي لعرض نتائجهم، ولكن تم الاعتذار عن المشاركة بسبب مكان انعقاد المؤتمر.[53]

- المؤتمر العربي الرابع للفلك وعلوم الفضاء، نظمته الجمعية الفلكية الأردنية والاتحاد العربي لعلوم الفضاء والفلك ومعهد الفلك وعلوم الفضاء في جامعة آل البيت في مدينة عمّان - الأردن خلال الفترة 28-31 أغسطس 2000م.[54]

- المؤتمر الفلكي الإسلامي الثاني، نظمته الجمعية الفلكية الأردنية والاتحاد العربي لعلوم الفضاء والفلك ووزارة الأوقاف الأردنية ومعهد الفلك وعلوم الفضاء في جامعة آل البيت في مدينتي عمّان والمفرق - الأردن خلال الفترة 29-31 أكتوبر 2001م.[55]

- المؤتمر العربي الخامس للفلك وعلوم الفضاء، نظمته الجمعية الفلكية الأردنية والاتحاد العربي لعلوم الفضاء والفلك في مدينة عمّان - الأردن خلال الفترة 19-22 أغسطس 2002م.[56]

- المؤتمر الفلكي الإسلامي الثالث، نظمته الجمعية الفلكية الأردنية والاتحاد العربي لعلوم الفضاء والفلك ووزارة الأوقاف الأردنية والجامعة الأردنية في مدينة عمّان - الأردن خلال الفترة 20-22 أكتوبر 2003م.[57]

- مؤتمر الإمارات الفلكي الأول، نظمه مركز الفلك الدولي وجمعية الإمارات للفلك ومركز الوثائق والبحوث في مدينة أبوظبي - الإمارات خلال الفترة 13-14 ديسمبر 2006.[58]

- مؤتمر الإمارات الفلكي الثاني، نظمه مركز الفلك الدولي وجمعية الإمارات للفلك والمركز الوطني للوثائق والبحوث في مدينة أبوظبي - الإمارات خلال الفترة 30 مايو-01 يونيو 2010.[59]

- مؤتمر «إثبات الشهور القمرية بين علماء الشريعة والحساب الفلكي» الذي نظمه المجمع الفقهي الإسلامي برابطة العالم الإسلامي في مدينة مكة المكرمة خلال الفترة 11-13 فبراير 2012م.[60]

- مؤتمر «توحيد الشهور القمرية والتقويم الهجري الدولي»، نظمته رئاسة الشؤون الدينية التركية بالتعاون مع مركز الفلك الدولي في مدينة إسطنبول – تركيا خلال الفترة 28-30 مايو 2016.[61] ويعتبر هذا المؤتمر من أكبر المؤتمرات الفلكية الحديثة، حيث شارك به نخبة متميزة من علماء الشريعة والفلك وممثلين من دول إسلامية عديدة، وكان هدفه الوصول إلى تقويم هجري موحد للعالم الإسلامي.

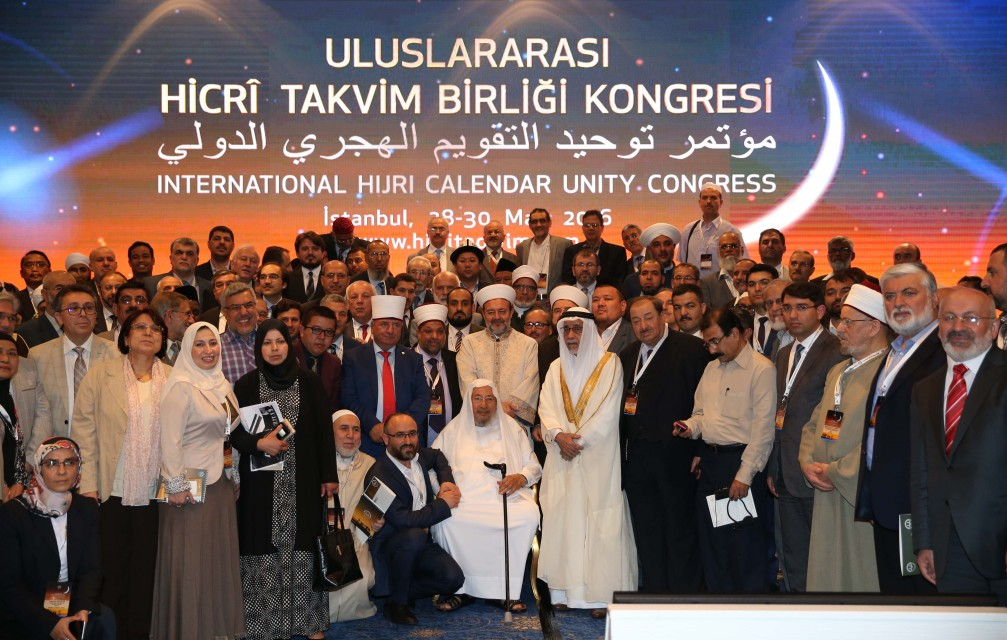
مؤتمر تركيا
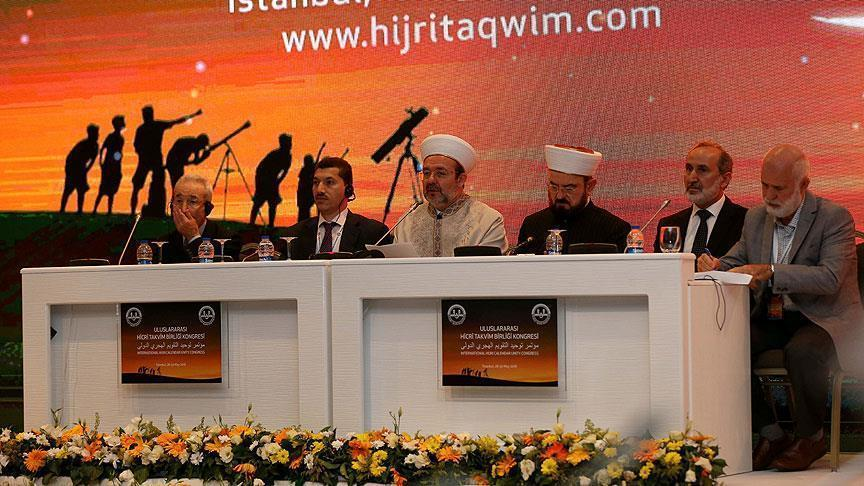
مؤتمر تركيا

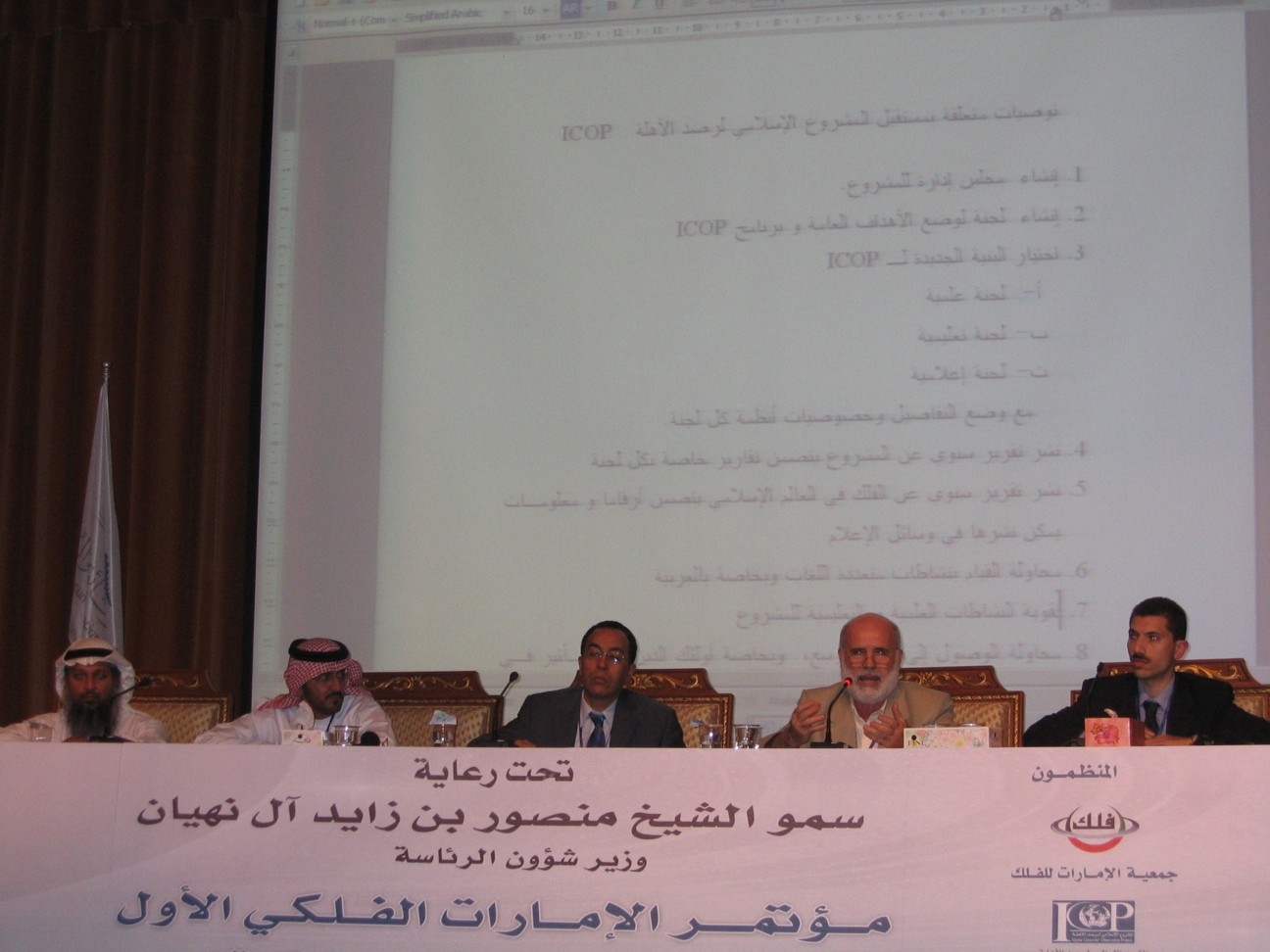
مؤتمر الإمارات الأول
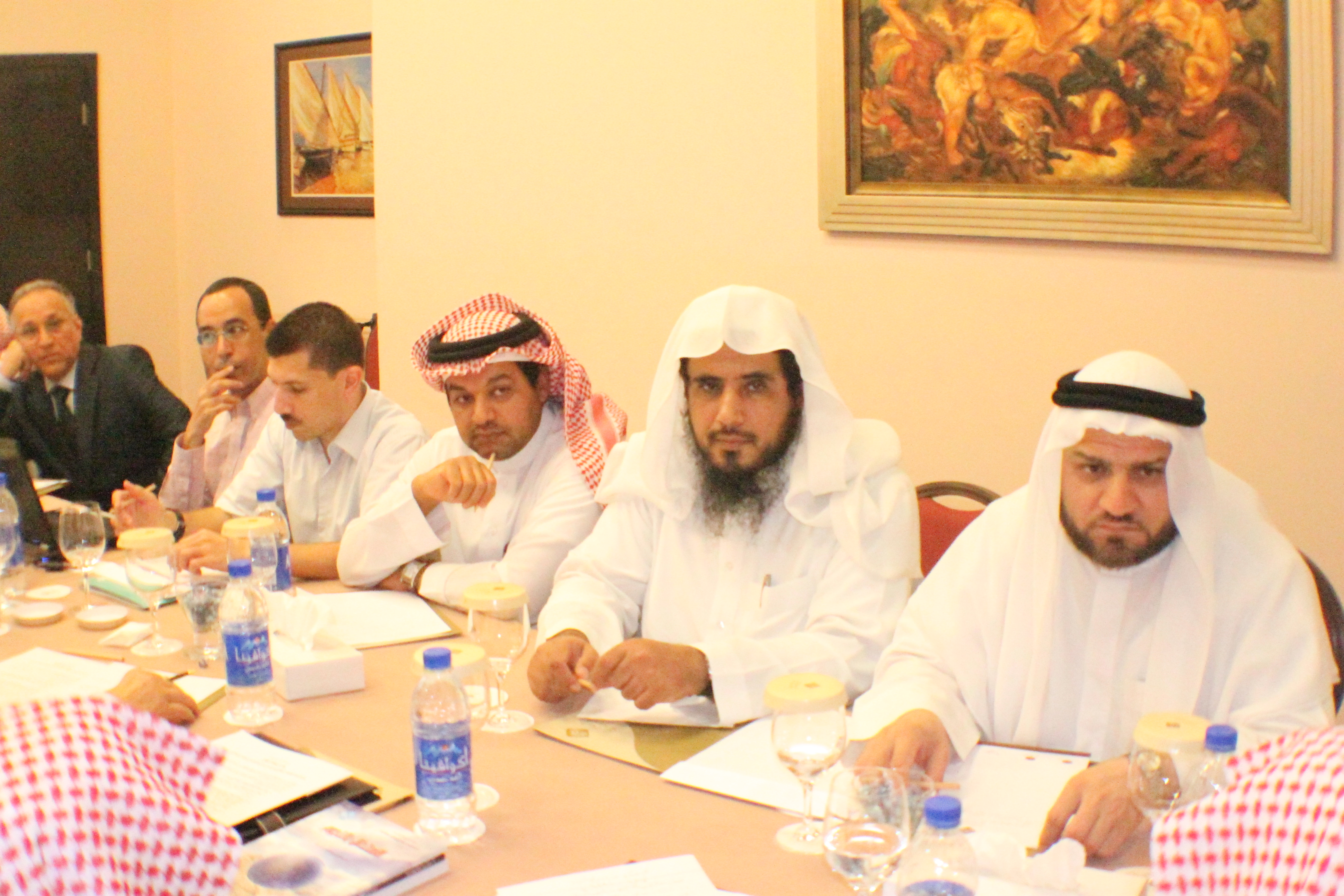
مؤتمر الإمارات الثاني
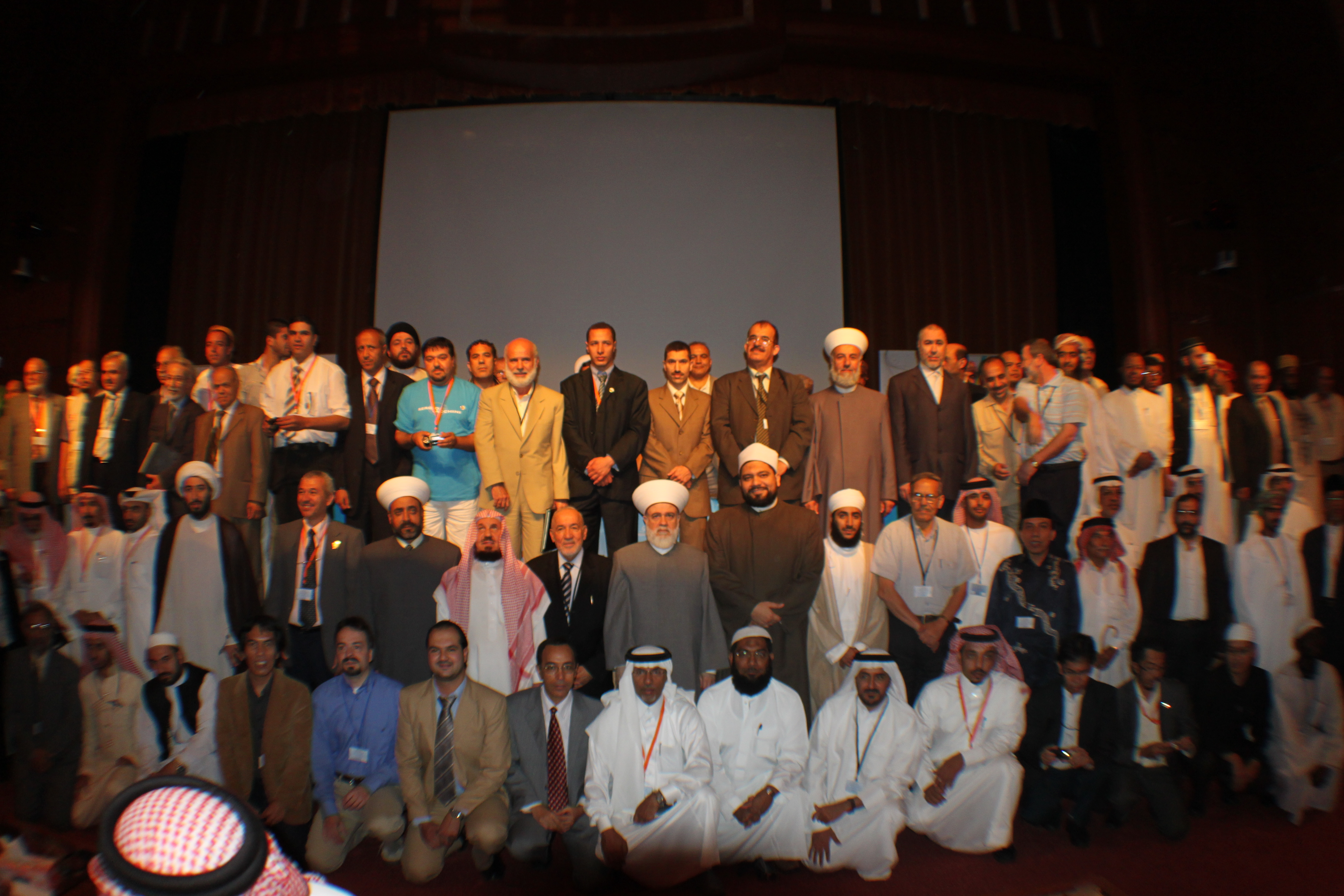
مؤتمر الإمارات الثاني

تمت دعوته كمحاضر مدعو في المؤتمرات واللقاءات الدولية التالية:
- ندوة مواقيت الصلاة بهولندا بين الحسابات الفلكية والتأصيل الشرعي التي نظمتها جمعية الأئمة بهولندا والمجلس الأوروبي للعلماء المغاربة في الجامعة الإسلامية في مدينة روتردام في هولندا، وذلك يوم 22 أكتوبر 2023م.
- ندوة مواقيت الصلاة في فنلندا التي نظمها مركز هلسنكي الإسلامي (مسجد الهدى) في منطقة باسيلا، وذلك يوم 22 إبريل 2019م، في مدينة هلسنكي في فنلندا.
- مؤتمر مواقيت الصلاة في السويد الذي نظمه مسجد أهل السنة والجماعة بمدينة يوتيبوري، وذلك يوم 21 إبريل 2019م، في مدينة يوتيبوري في السويد.
- ندوة مواقيت الصلاة التي نظمتها لجنة مشتركة تضم العديد من الجمعيات والمؤسسات الإسلامية من مختلف مناطق السويد، وذلك خلال الفترة 30–31 مارس 2018م في مدينتي ستوكهولم وماشتا.
- ندوة نظمتها الهيئة العلمية للبحوث في مدينة أودينسا في الدنمارك خلال الفترة 24–25 فبراير 2018م وذلك لمناقشة موضوع حساب مواقيت الصلاة في الدنمارك عند اختفاء العلامة أو تأخره.
- لقاء نظمته تنسيقية المساجد ببرابانت وزيلاند في مدينة تيلبورخ في هولندا خلال الفترة 11–12 مايو 2017م وذلك لمناقشة مواقيت الصلاة في هولندا.
- مؤتمر توحيد الشهور القمرية والتقويم الهجري الدولي الذي نظمته رئاسة الشؤون الدينية في تركيا، وذلك خلال الفترة 28-30 مايو 2016م في مدينة إسطنبول في تركيا.
- الدورة الثانية والعشرون للمجمع الفقهي الإسلامي التابع لرابطة العالم الإسلامي في مكة المكرمة خلال الفترة 10-14 مايو 2015م، والتي تعقد برئاسة سماحة مفتي المملكة العربية السعودية رئيس المجمع الفقهي وحضور أعضاء المجمع من أنحاء العالم ومعالي أمين عام رابطة العالم الإسلامي.[62]

- الندوة العلمية الثالثة لمناقشة مواقيت الصلاة وتحديد الأهلة التي نظمتها الجمعية الإسلامية الإيطالية للأئمة والمرشدين، وذلك خلال الفترة 30-31 مايو 2015م في مدينة بولونيا في إيطاليا.
- الدورة الحادية والعشرون للمجمع الفقهي الإسلامي التابع لرابطة العالم الإسلامي في مكة المكرمة خلال الفترة 10-14 مايو 2015م.
- مؤتمر إثبات الشهور القمرية بين علماء الشريعة والحساب الفلكي، الذي نظمه المجمع الفقهي الإسلامي التابع لرابطة العالم الإسلامي في مكة المكرمة خلال الفترة 11-13 فبراير 2012م.
- الندوة الأوروبية حول التقويم الإسلامي التي نظمها اتحاد المنظمات الإسلامية في فرنسا بالاشتراك والتعاون مع المجلس الأوروبي للإفتاء والبحوث واتحاد المنظمات الإسلامية في أوروبا، وذلك في مدينة باريس بفرنسا يومي السبت والأحد بتاريخ 4 و 5 فبراير 2012م.
- مؤتمر مواقيت الصلاة الذي نظمته رابطة العالم الإسلامي في مدينة بروكسل في بلجيكا يومي 25 و 26 مايو 2009، والذي حضره العديد من ممثلي الجاليات الإسلامية في أوروبا.
- اجتماعات لجنة حساب مواقيت الصلاة في أوروبا التي شكلتها رابطة العالم الإسلامي، والتي عقدت عدة اجتماعات في مدينة مكة المكرمة ومدينة الرياض خلال الأعوام 2008 و 2009م.
- المؤتمر الشرعي الفلكي في هولندا الذي نظمته المؤسسة الإسلامية للعلوم وجمعية الأئمة بهولندا، وذلك خلال الفترة 31 مايو - 01 يونيو 2008م، في مدينة سوستربرخ في هولندا.
- الندوة الدولية لتوحيد التقويم الإسلامي العالمي، التي نظمتها الجمعية المحمدية، خلال الفترة 4-6 سبتمبر 2007م، في مدينة جاكرتا في أندونيسيا.
- اجتماع الخبراء لدراسة موضوع ضبط مطالع الشهور القمرية عند المسلمين المنعقد في الرباط – المغرب في الفترة 09-10 نوفمبر 2006م، والذي نظمته المنظمة الإسلامية للتربية والعلوم والثقافة ـ إيسيسكو ـ والجمعية المغربية لعلم الفلك.

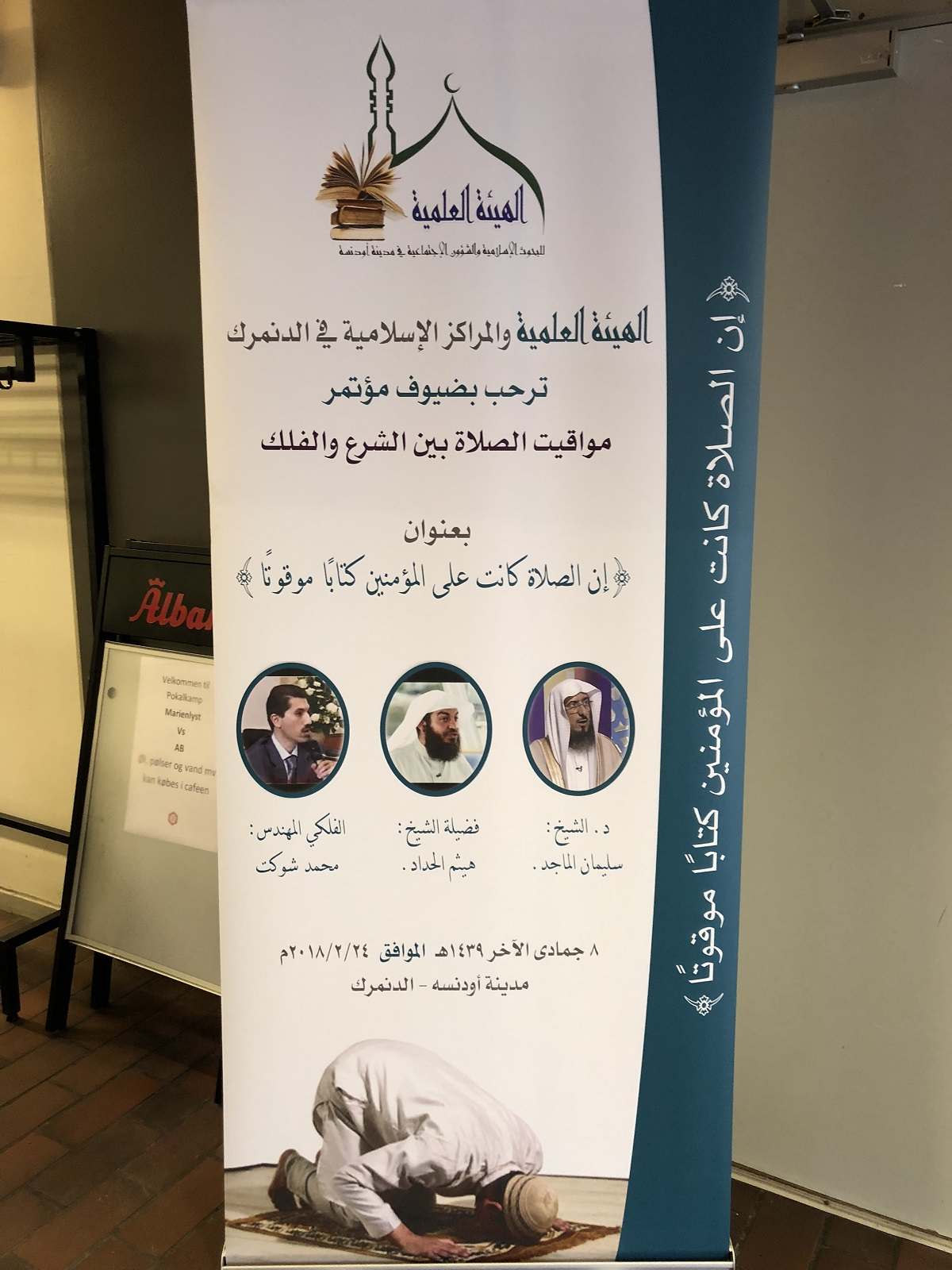
لقاء الدنمارك

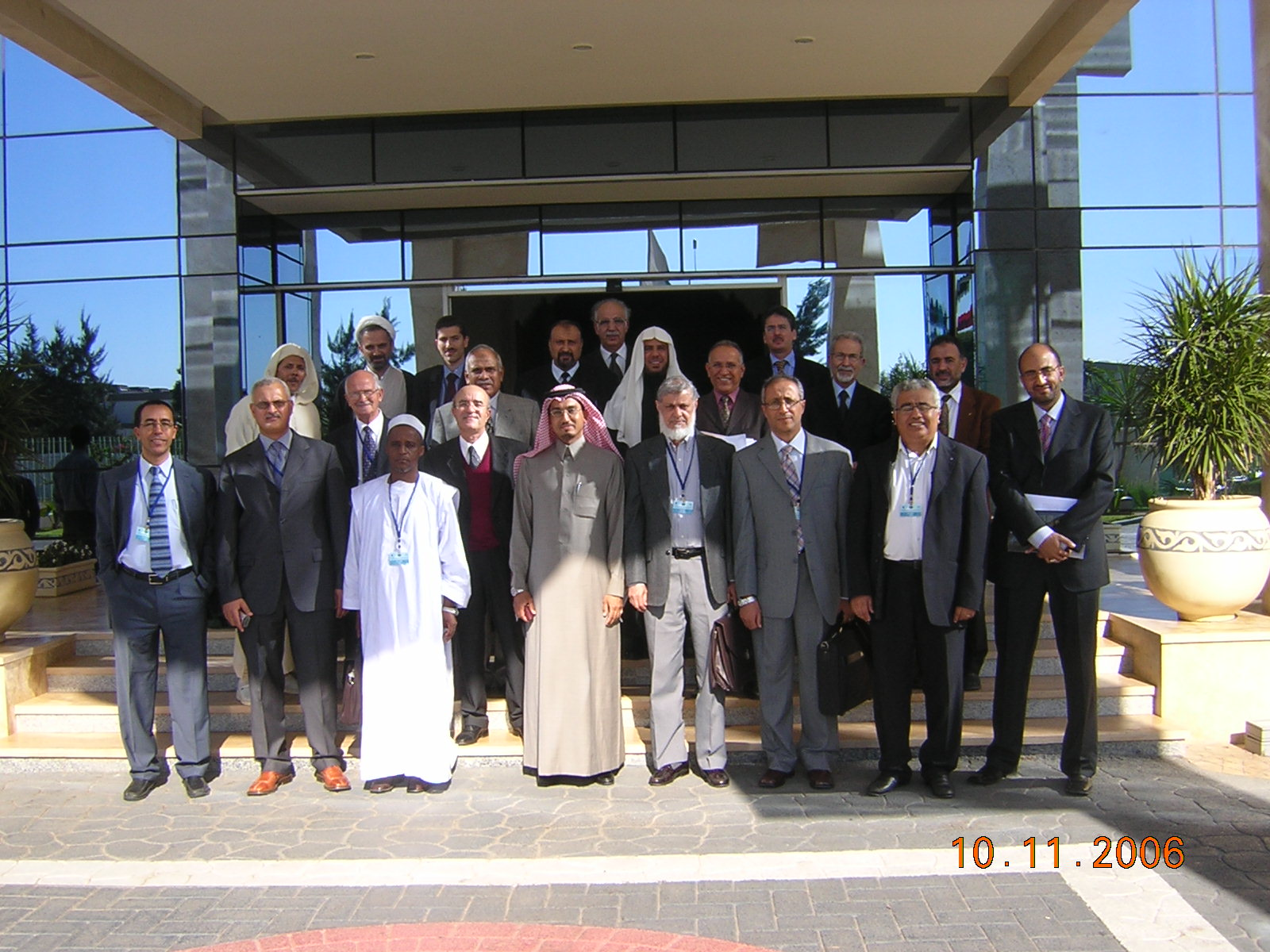
اجتماع الخبراء في المغرب
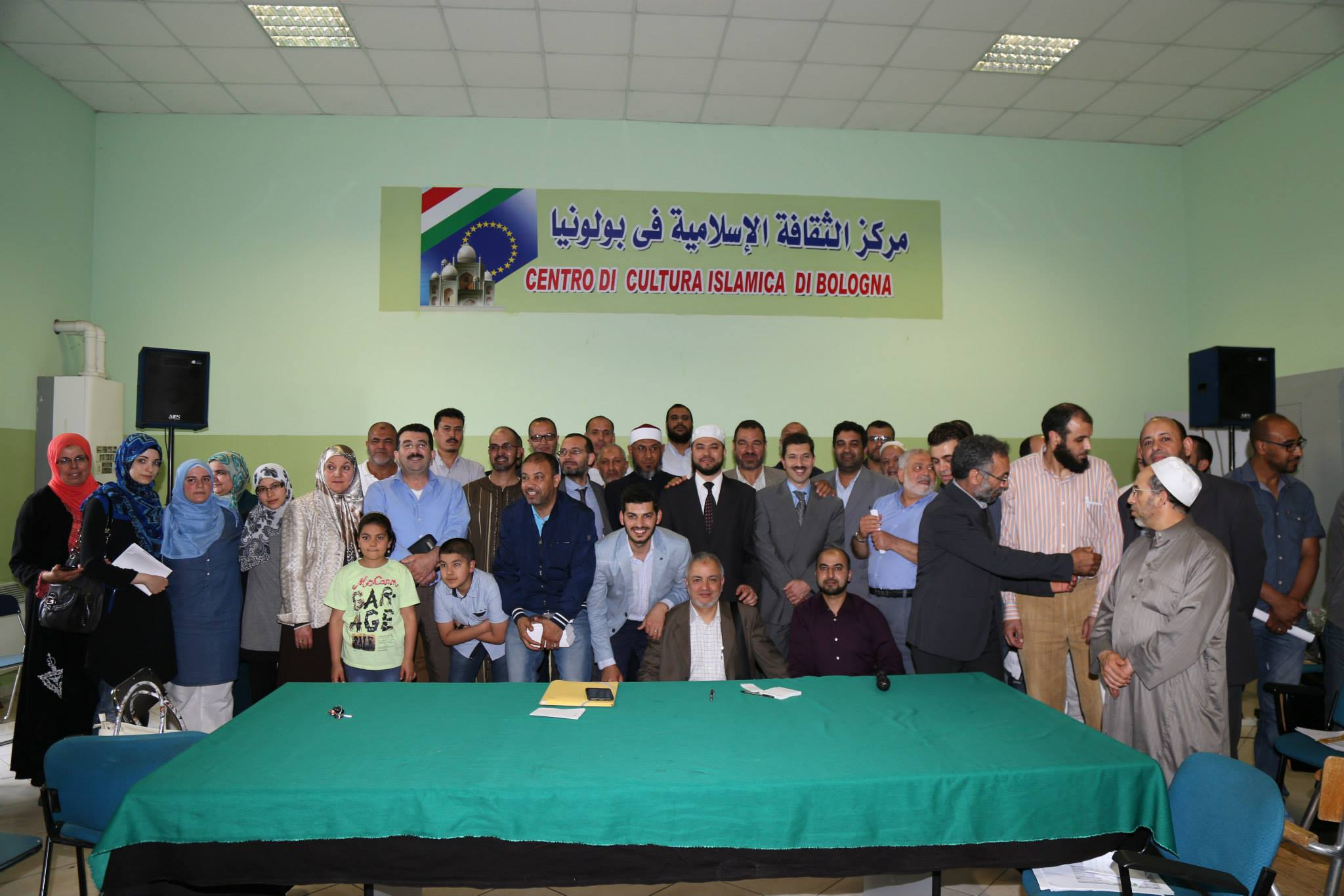
لقاء إيطاليا
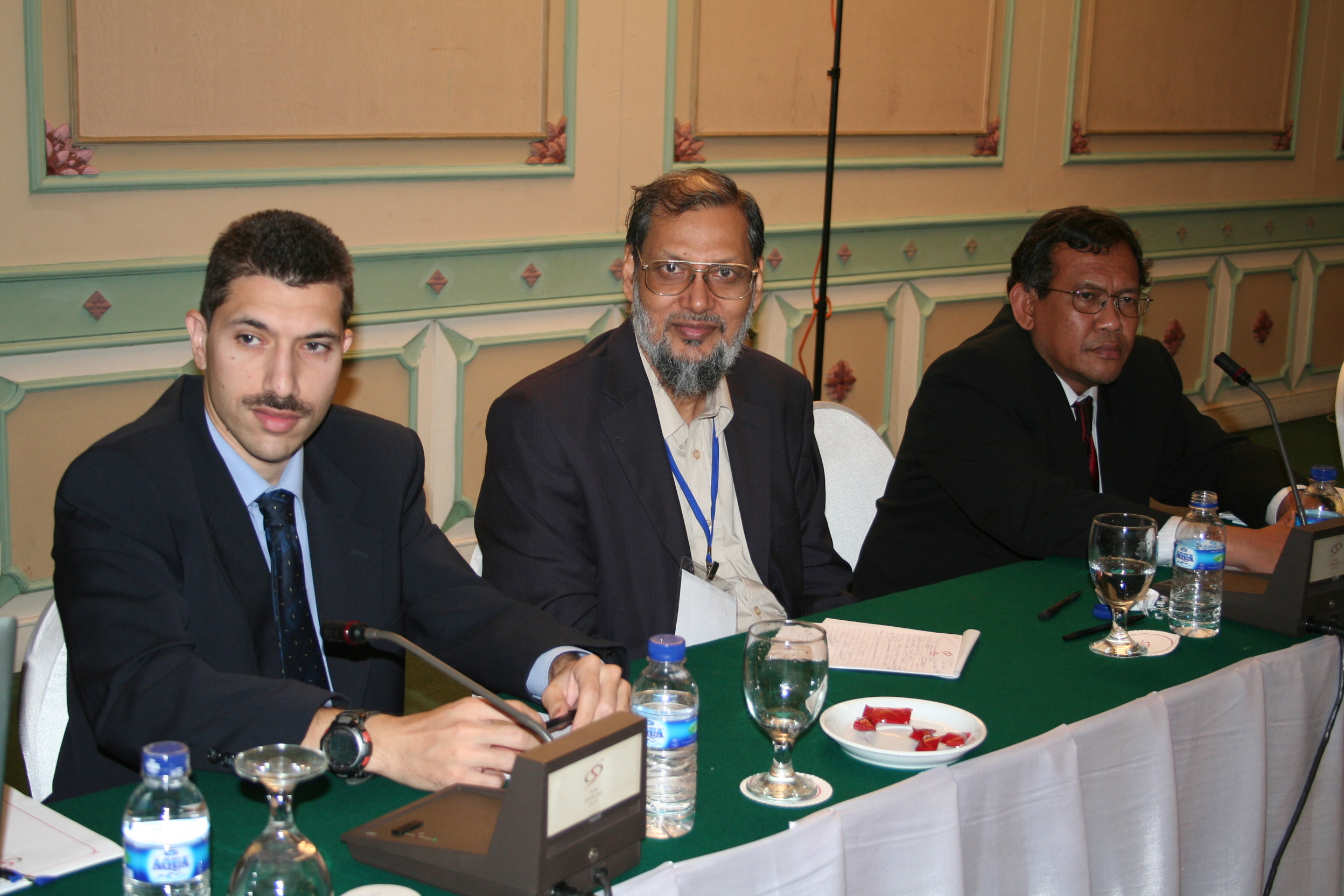
لقاء إندونيسيا مع محمد إلياس
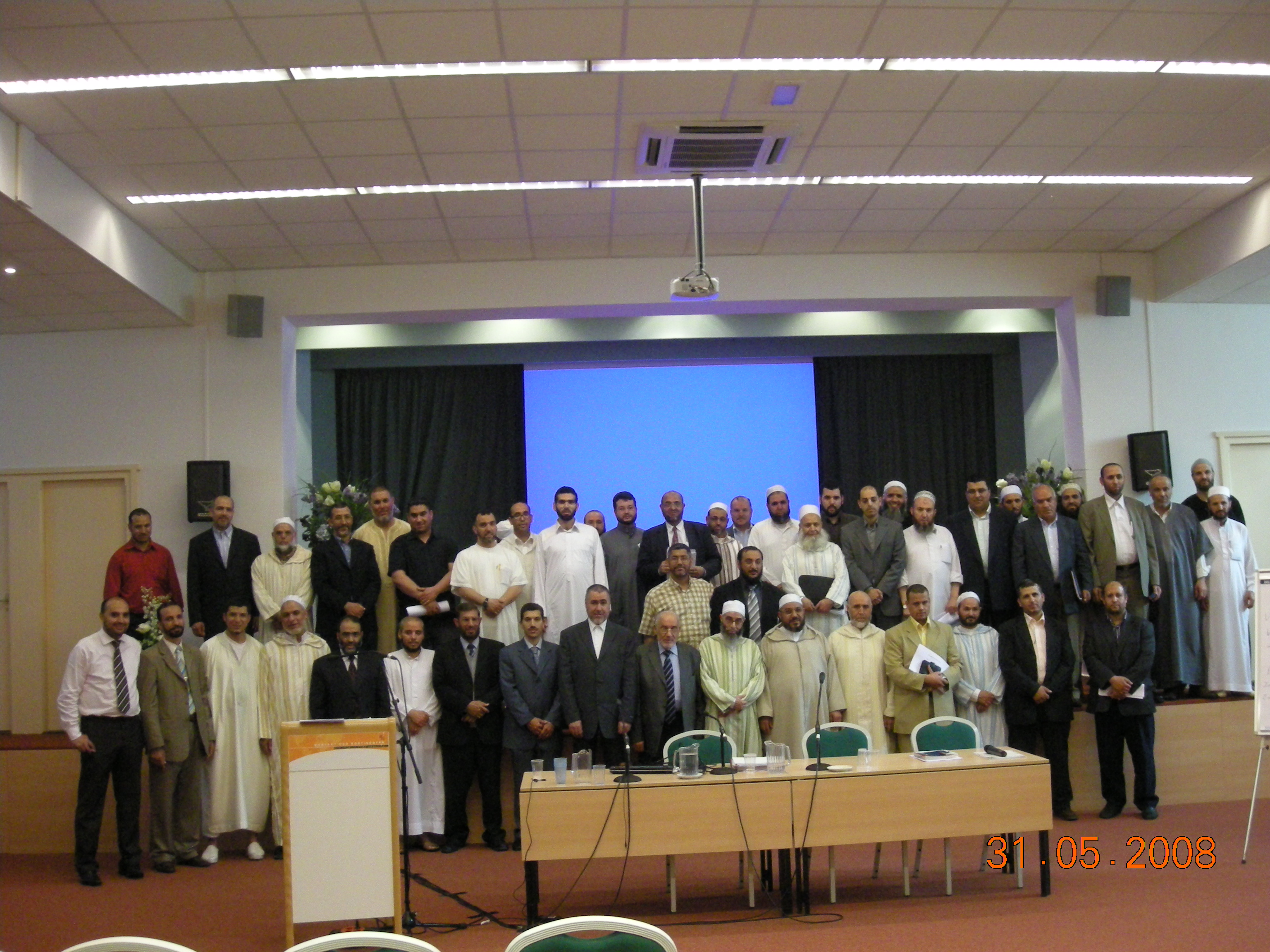
لقاء هولندا
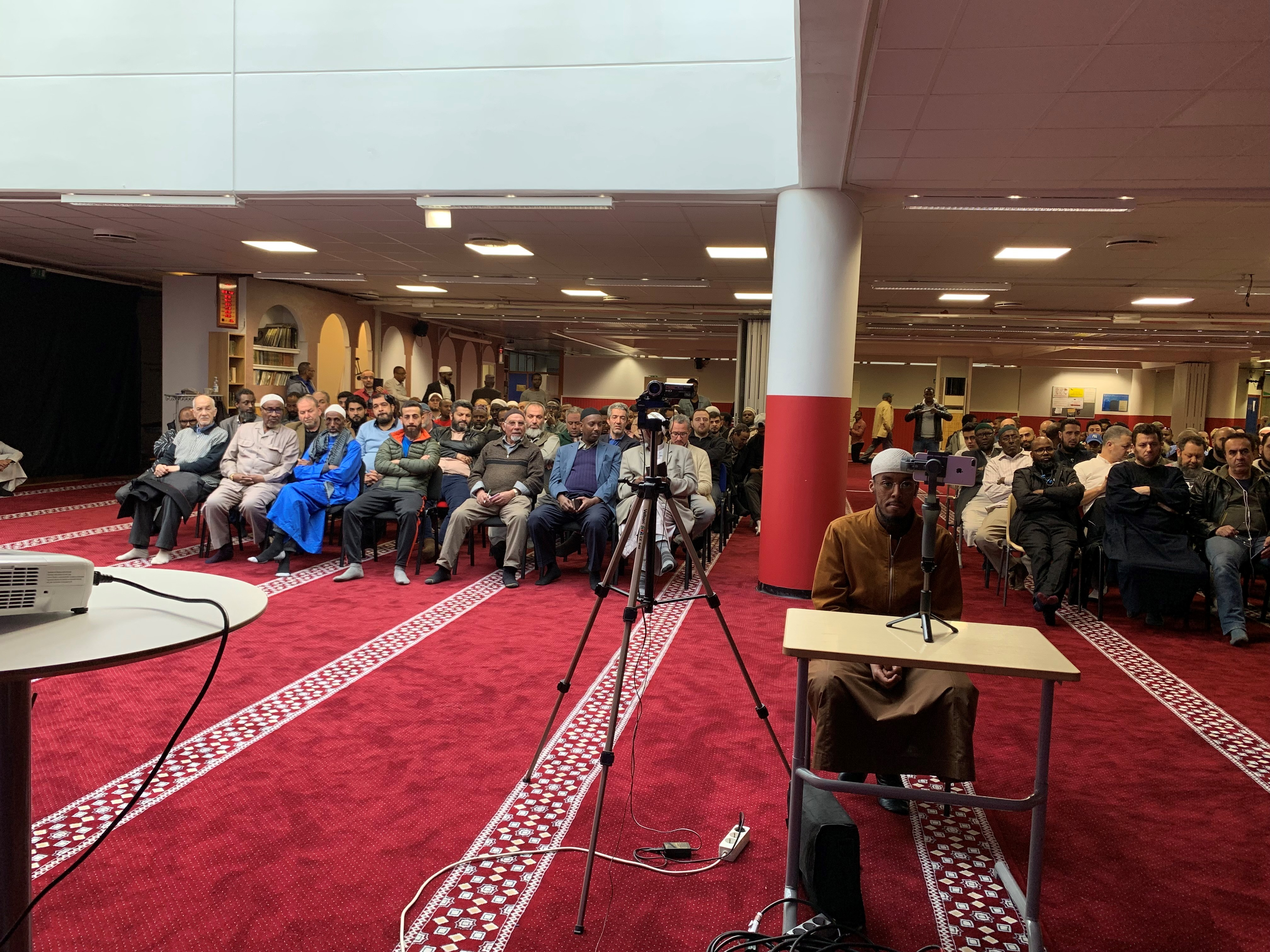
لقاء فنلندا

## التصوير الفلكي
اهتم بالتصوير الفلكي منذ أواسط التسعينيات، وله عدة صور لأحداث وظواهر فلكية متميزة، وفيما يلي بعض الصور التي قام بالتقاطها.

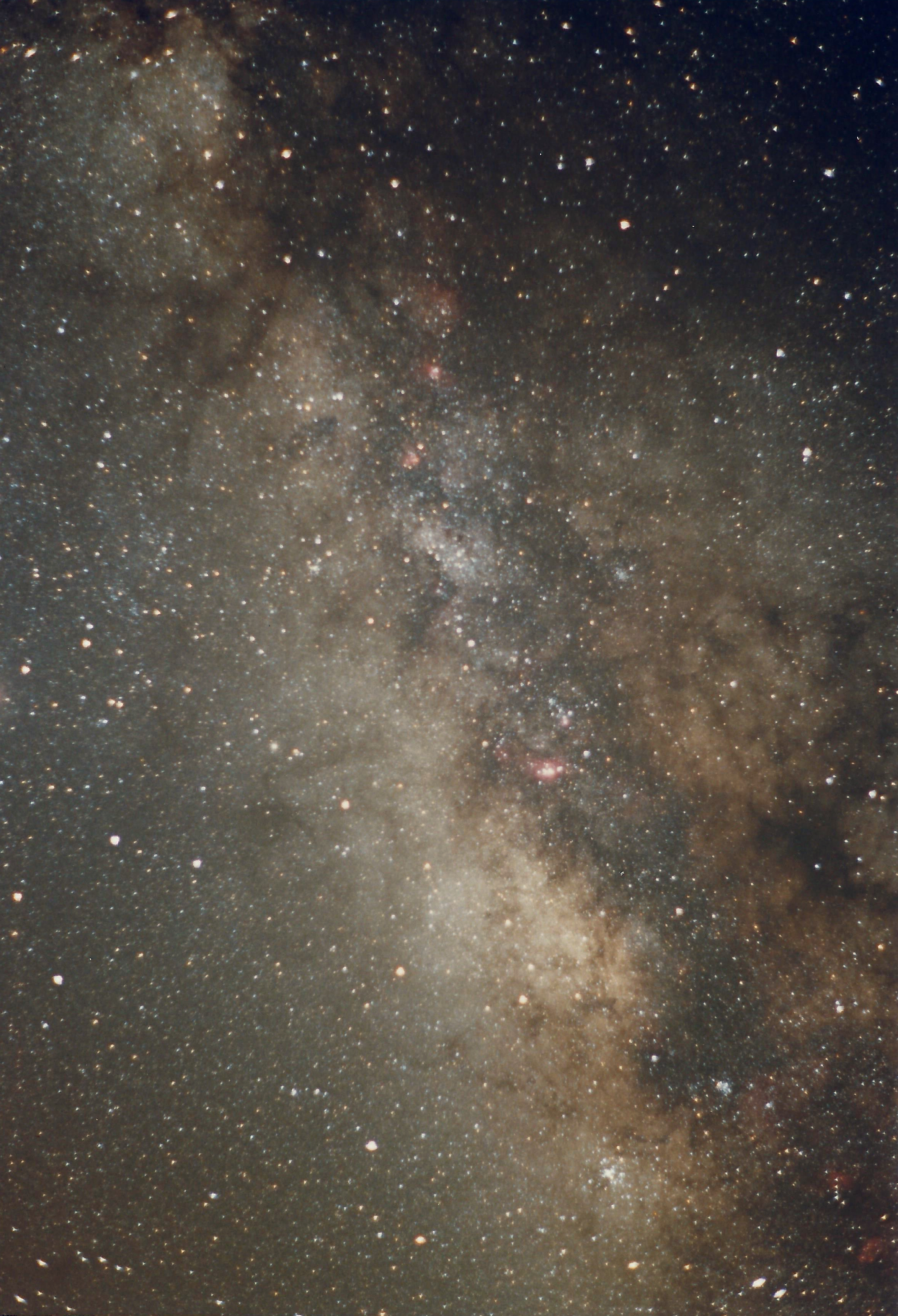
ذراع مجرة درب التبانة في مجموعة القوس من صحراء الأردن يوم 01 إبريل 1996م
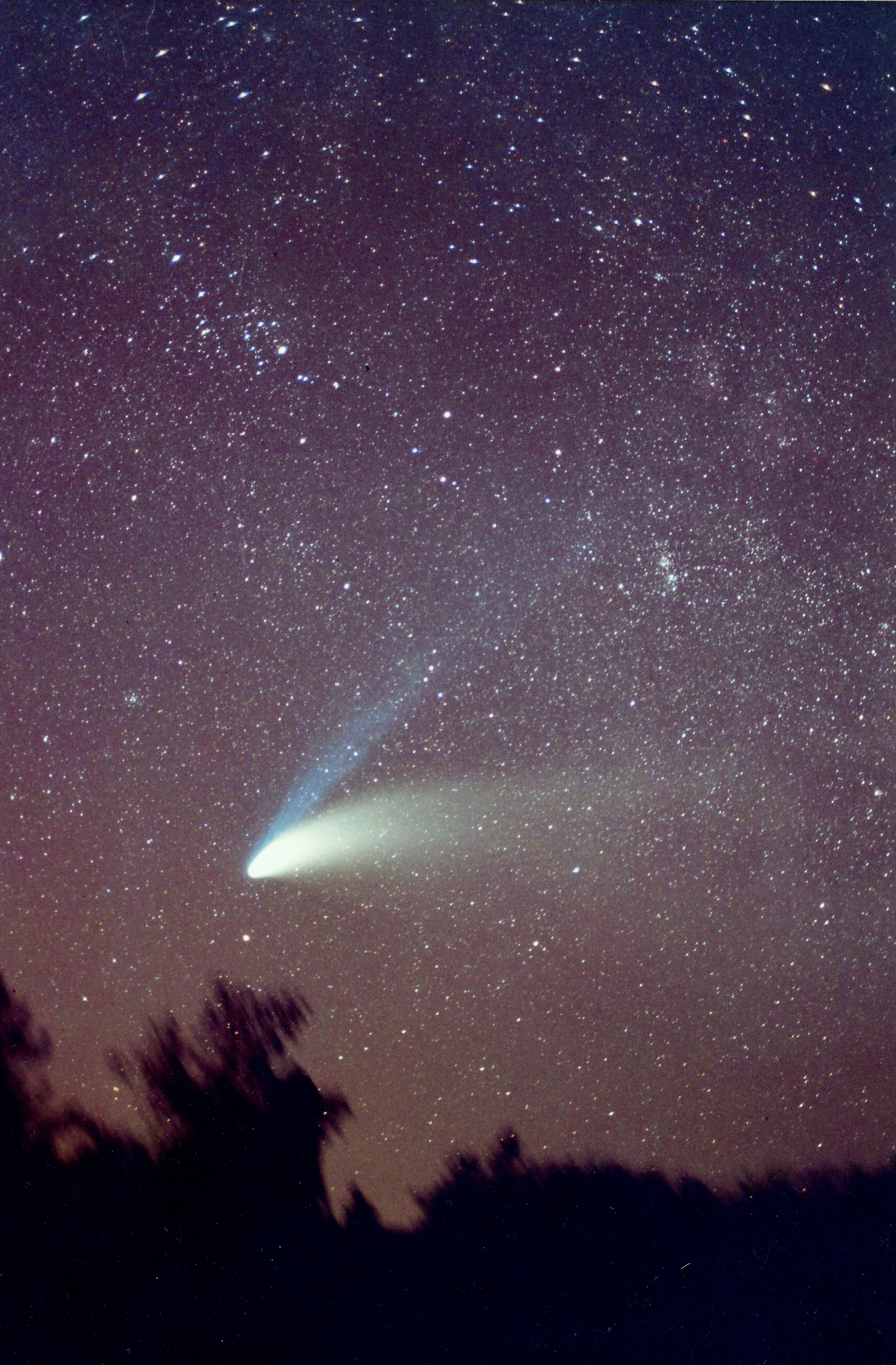
مذنب هيل بوب من صحراء الأردن يوم 03 إبريل 1997م
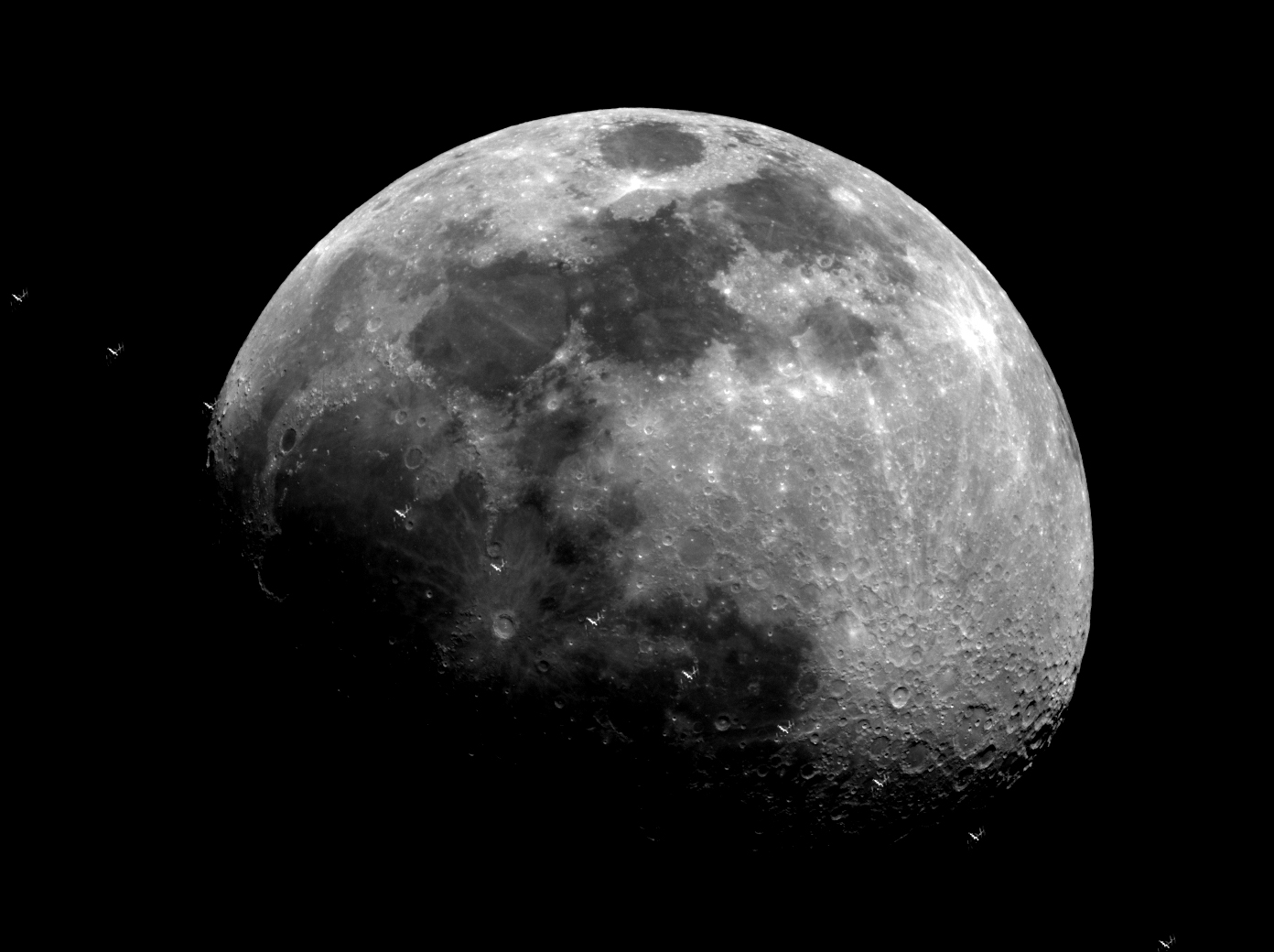
عبور محطة الفضاء الدولية أمام القمر يوم 15 يناير 2011 من أبوظبي
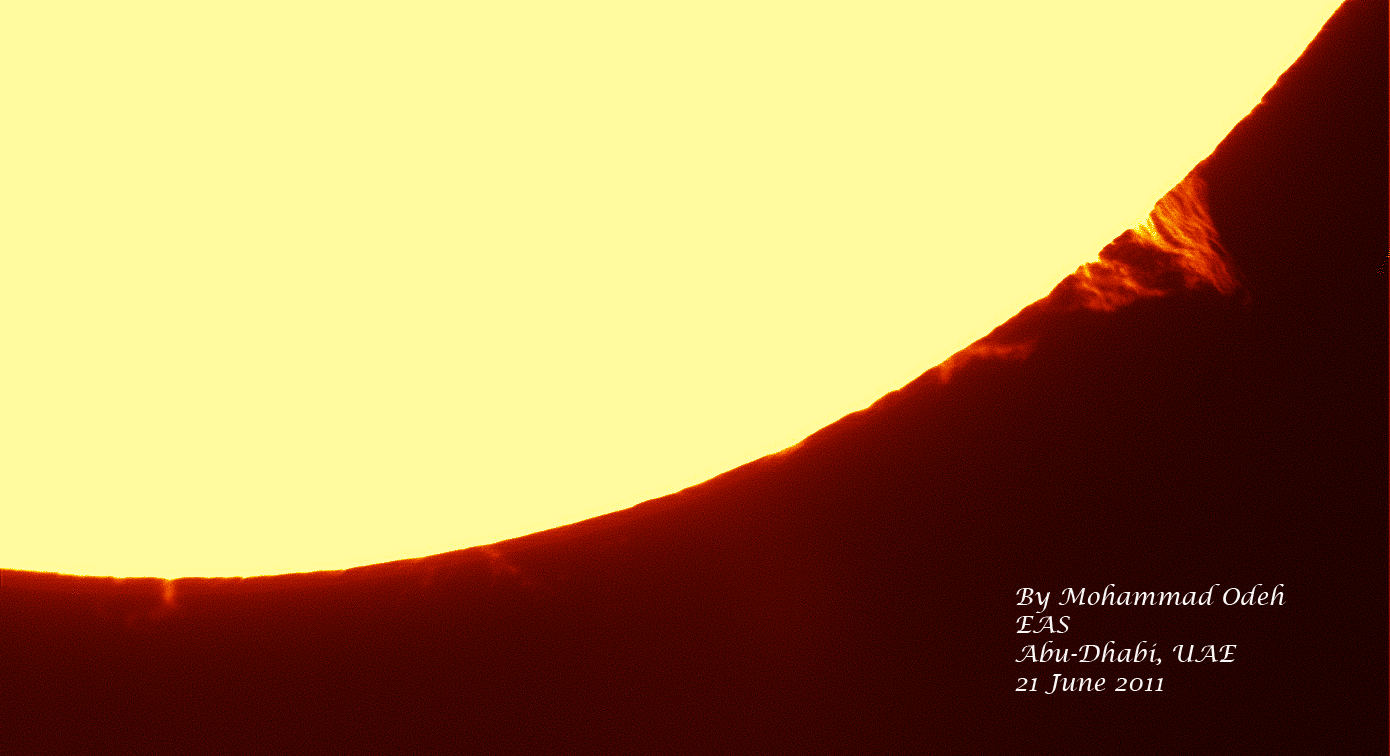
ألسنة اللهب على الشمس باستخدام تلسكوب هيدروجين ألفا يوم 21 يونيو 2011م

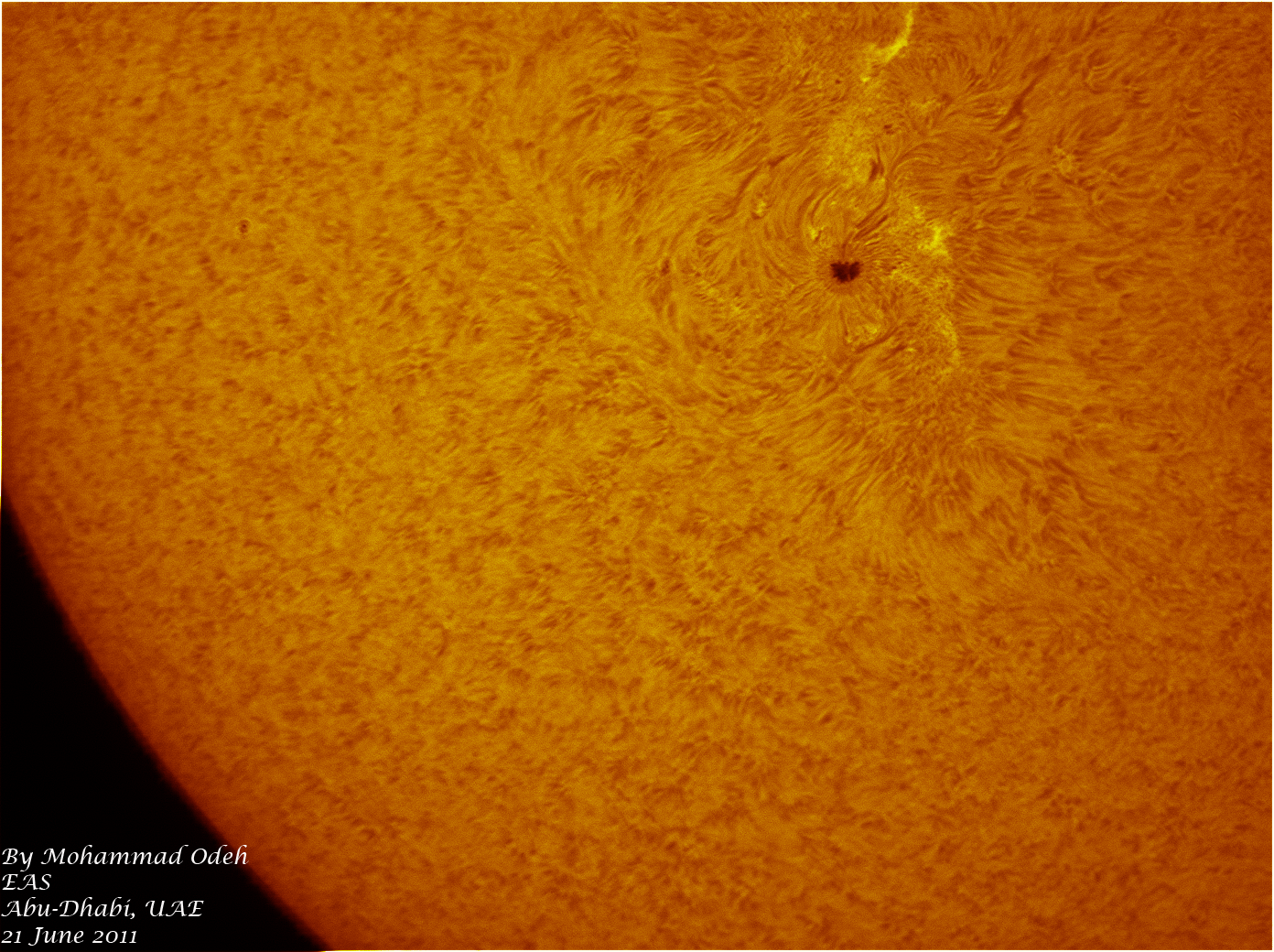
الكلف الشمس والسطح الحبيبي للشمس باستخدام تلسكوب هيدروجين ألفا يوم 21 يونيو 2011م
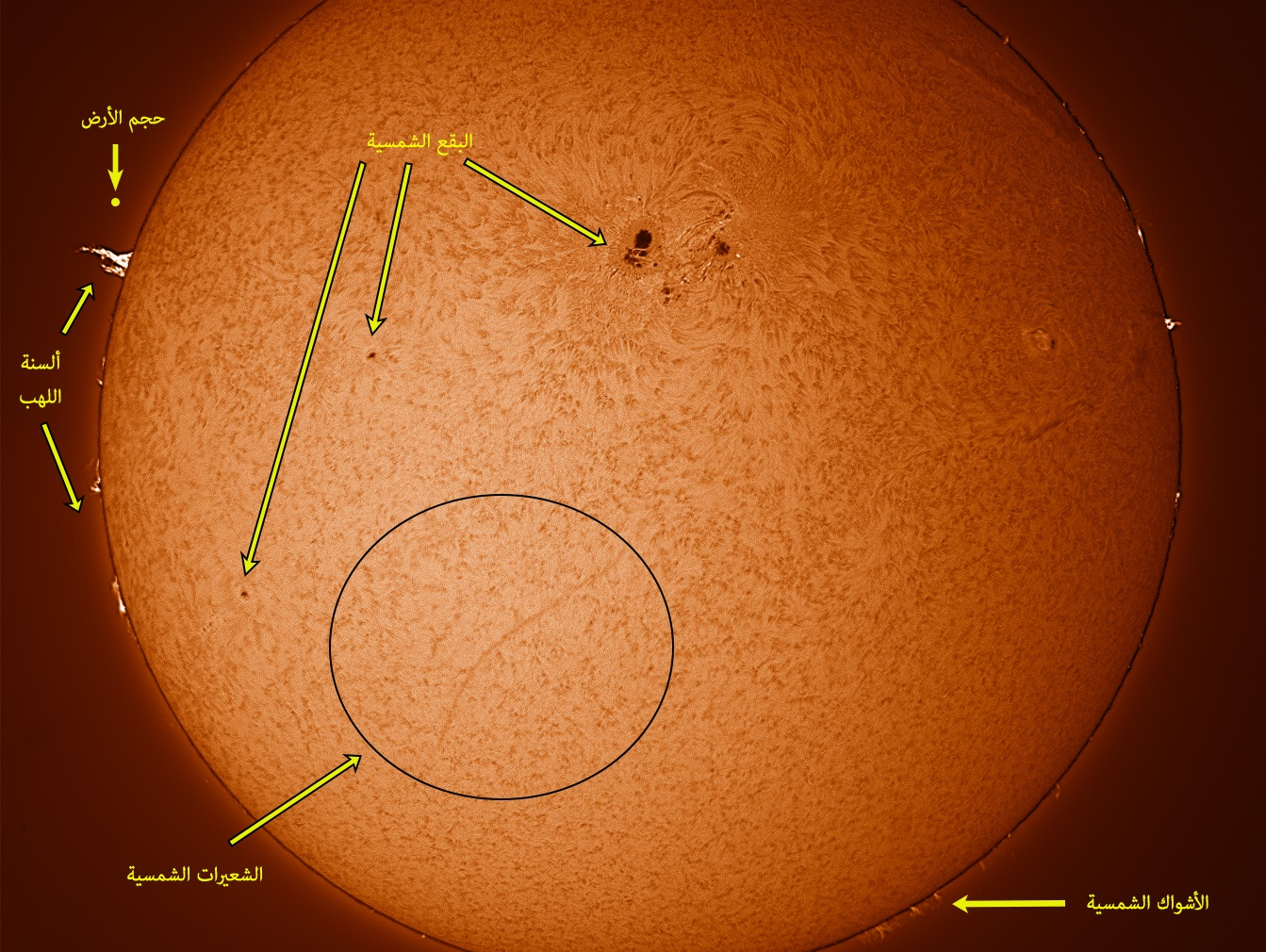
ظواهر الشمس باستخدام تلسكوب هيدروجين ألفا يوم 24 أكتوبر 2014م
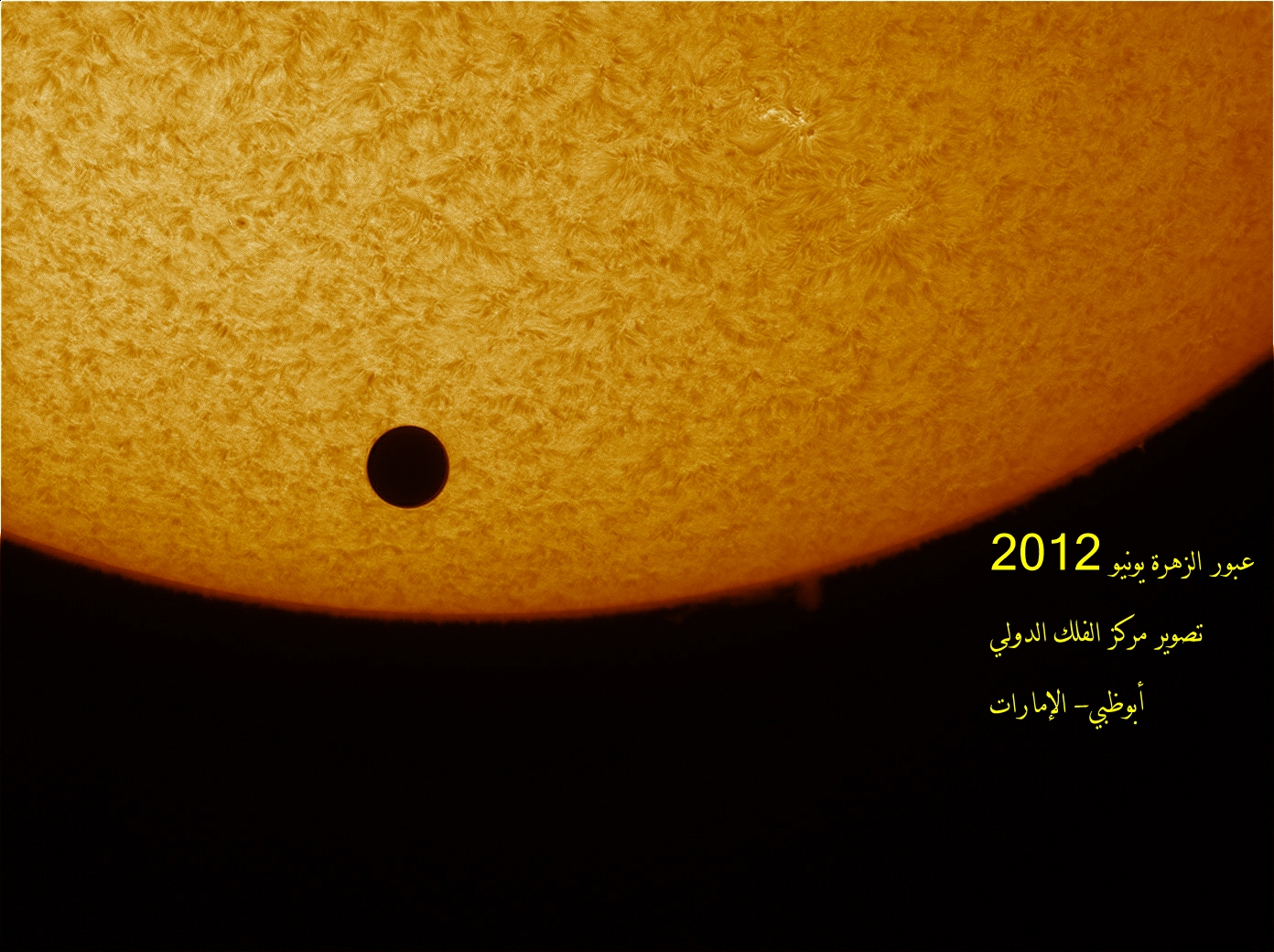
عبور كوكب الزهرة أمام الشمس يوم 06 يونيو 2012م باستخدام تلسكوب هيدروجين ألفا
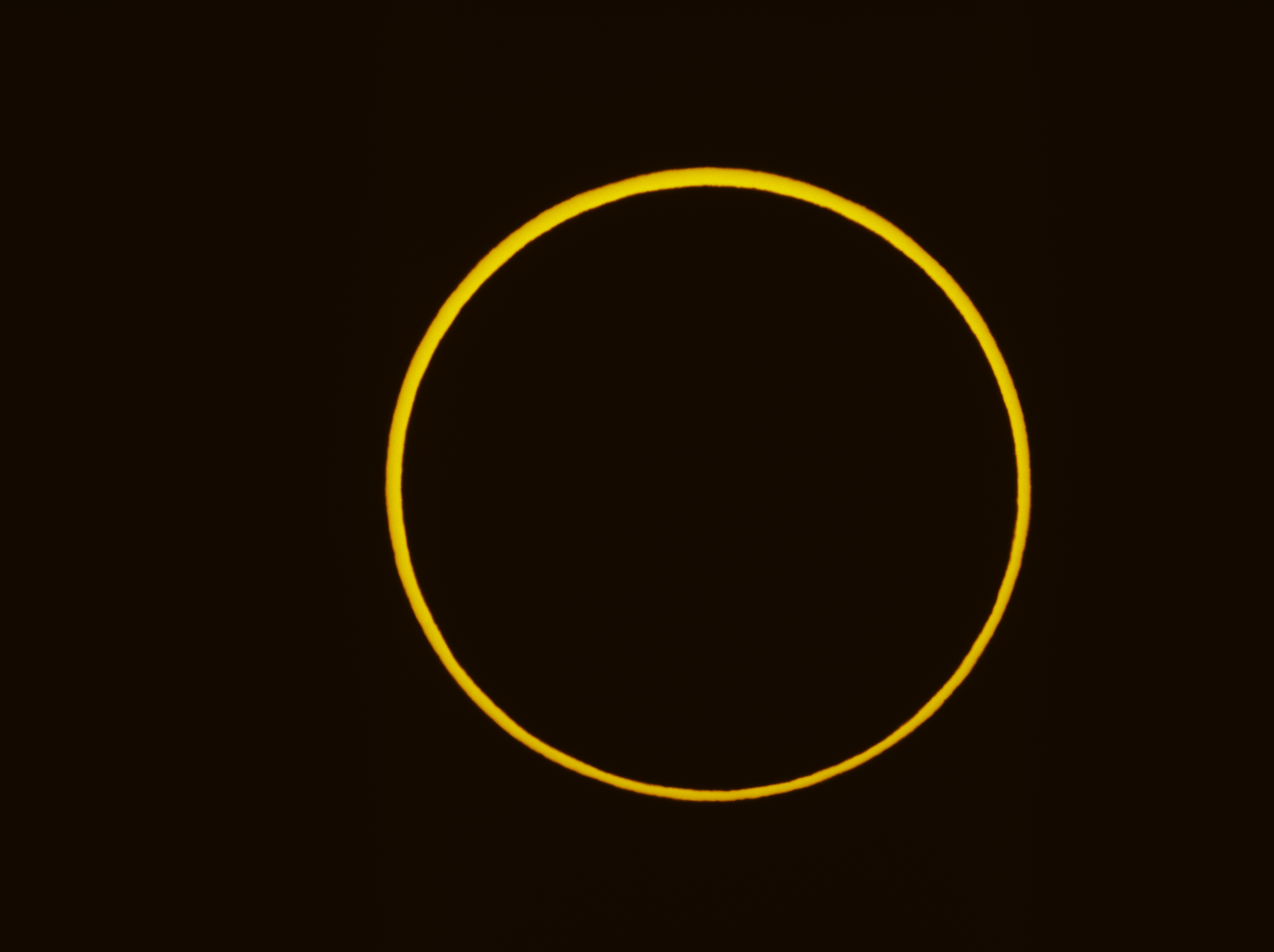
كسوف الشمس الحلقي من صحراء ليوا في الإمارات يوم 26 ديسمبر 2019م
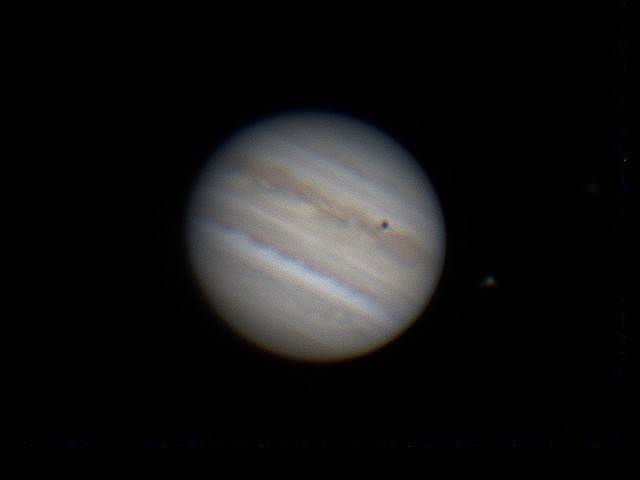
كوكب المشتري والبقعة الحمراء وأحد أقماره وظله على المشتري من جبل حفيت في الإمارات يوم 19 يوليو 2018م

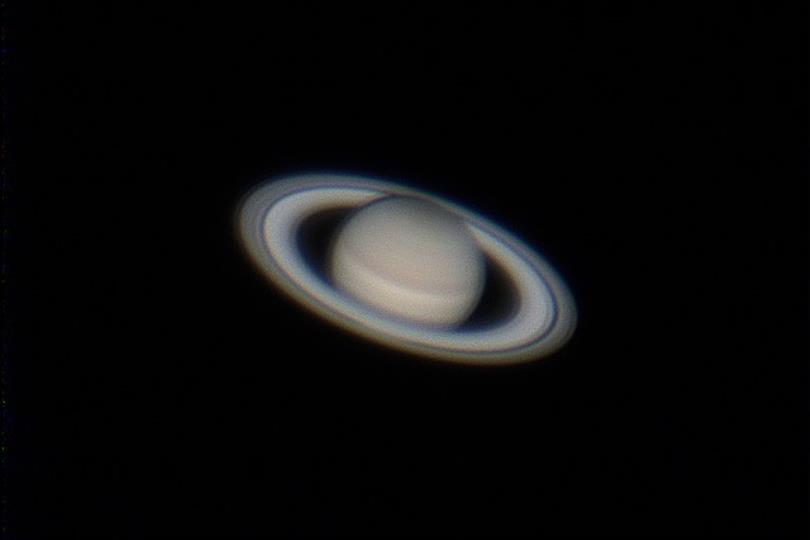
كوكب زحل وخط كاسيني من جبل حفيت في الإمارات يوم 19 يوليو 2018م
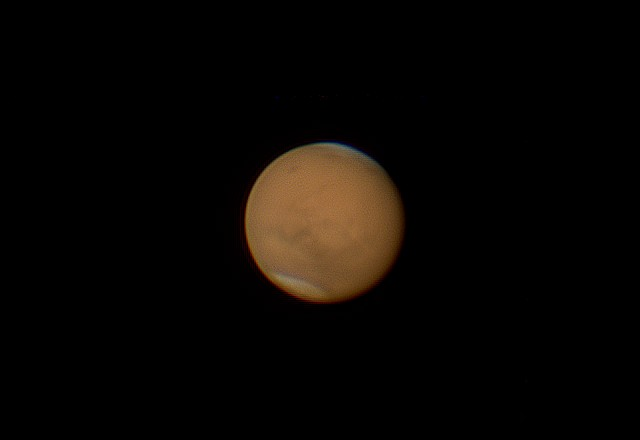
كوكب المريخ والأقطاب الجليدية ومعالم السطح من جبل حفيت في الإمارات يوم 19 يوليو 2018م
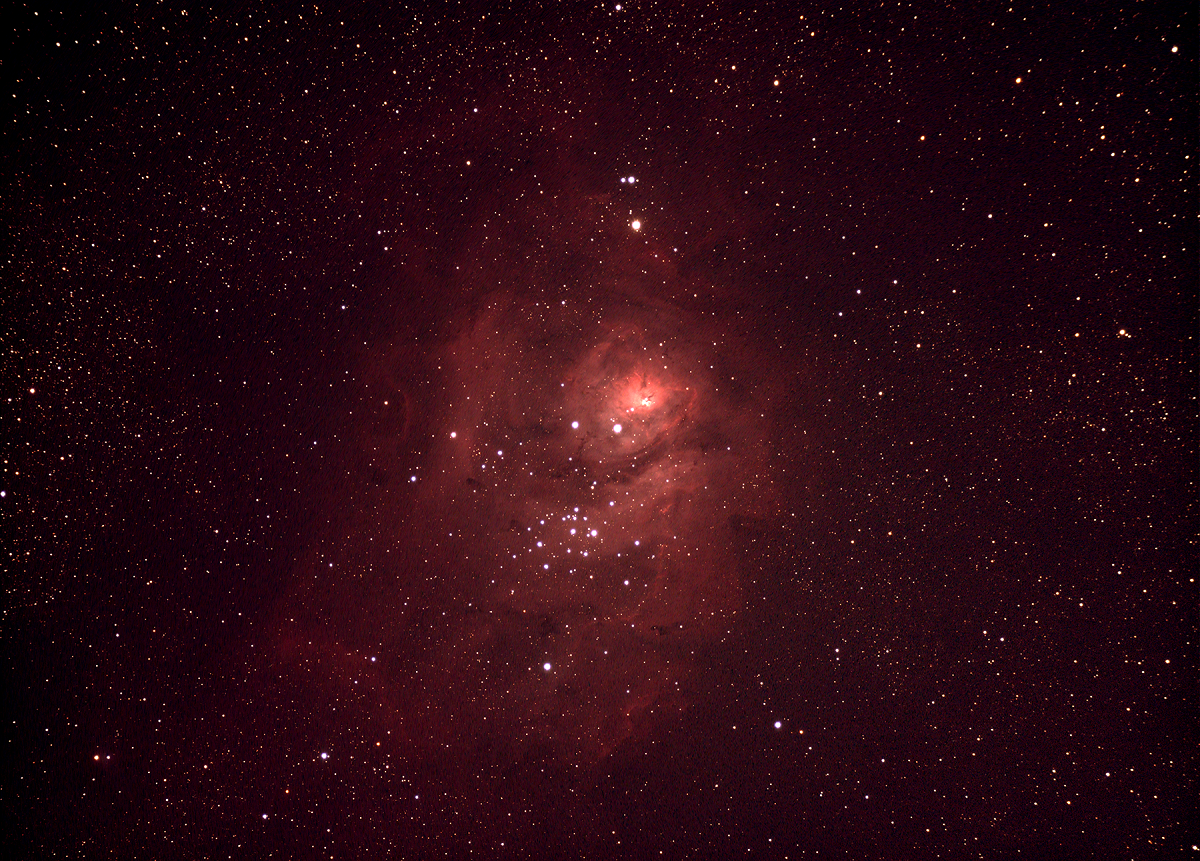
سديم البحيرة (M8) يوم 15 مايو 2020م من صحراء أبوظبي
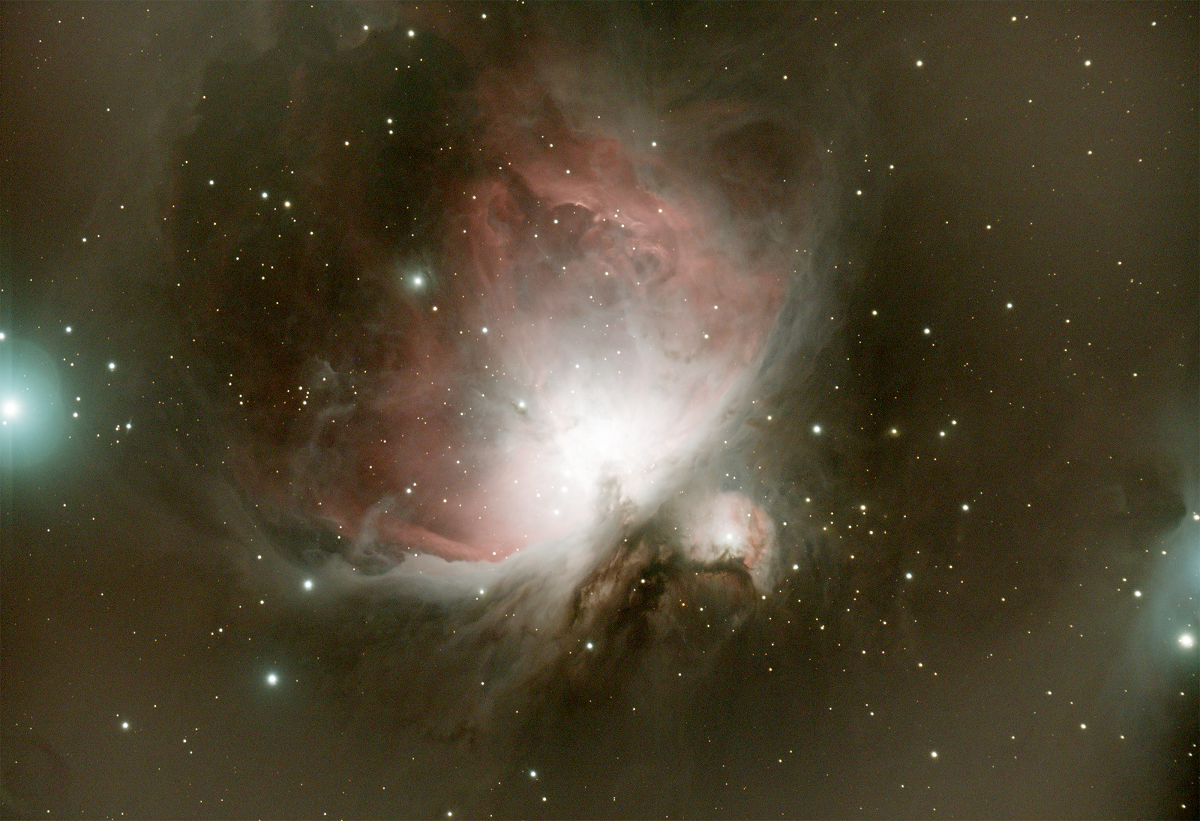
سديم الجبار العظيم من صحراء أبوظبي في فبراير 2021م
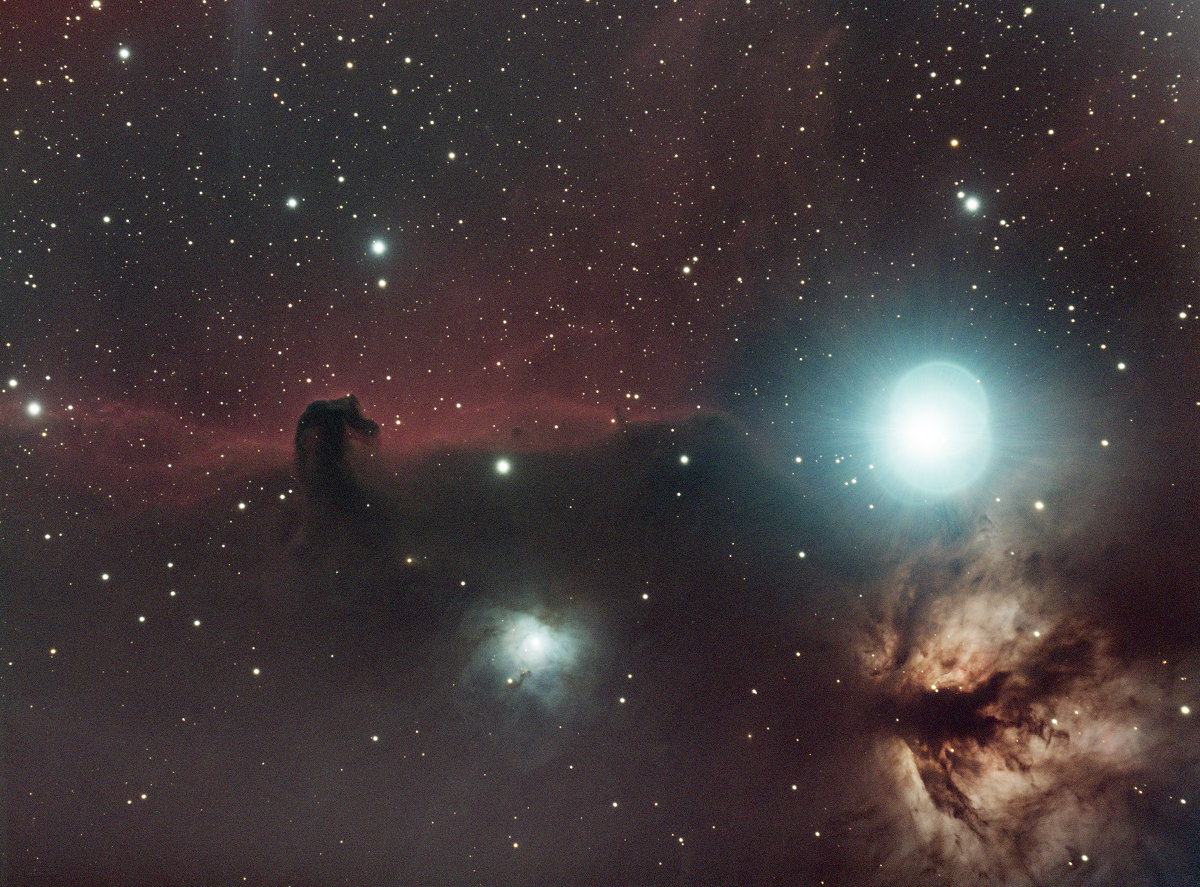
سديم رأس الحصان وسديم الشعلة من صحراء أبوظبي في فبراير 2021م

## الكتب العلمية المنشورة
- حساب مواقيت الصلاة في المناطق القصوى (2024) Link
- علم الفلك للمجتمع الإسلامي: تحرير لكتاب أعمال مؤتمر الإمارات الفلكي الثاني (2010) Link
- تطبيقات الحسابات الفلكية في القضايا الإسلامية: تحرير لكتاب أعمال مؤتمر الإمارات الفلكي الأول (2007) Link

## الأبحاث العلمية المنشورة
- "Using Ground-Based Small Telescopes in Solving Orbits of some Asteroids”, Mohammad Odeh and Mashhoor Al-Wardat. Emirati Journal of Space and Astronomy Sciences, vol. 1, Issue 2, Aug., 2023. Link
- "New showers identified among meteors observed in the UAE", Mohammad Odeh, Mashhoor Al-Wardat, and Peter Jenniskens. Experimental Astronomy, Jul. 2023. Link
- "Observation of Three Variable Stars and an Asteroid Using Small Telescopes in the United Arab Emirates (UAE)", Mohammad Odeh and Mashhoor Al-Wardat, The Journal of Astronomy and Space Sciences (JASS), Vol. 40, No. 1, 2023. Link
- "Low cost equipment for astronomical spectroscopy", Mohammad Odeh, Journal of Instrumentation, Volume 16, Issue 12, 2021. Link
- “The 1996 Perseids from Jordan”, Mohammad Odeh, Sana Abdo, Hanna Sabat, Mohammad Hamdan. WGN, Vol. 24, No. 5, p. 149 – 150. 1996. Link
- “Amateur Astronomy in Jordan”, Mohammad Odeh. Sky and Telescope, volume 99, number 1, page 85. 2000. Link
- “Multi-Antenna Radio-Meteor Observation (MARMO)”, Mohammad Odeh. Proceedings of the International Meteor Conference, Pucioasa. 2000, International Meteor Organization, pp. 69–72. Link
- “New Criterion for Lunar Crescent Visibility”, Mohammad Odeh, Experimental Astronomy, Volume 18, Issue 1-3, pp. 39–64. 2004. Link
- “Jordanian Astronomical Society Glimpsed a Challenging Crescent”, Mohamad Odeh, Journal of the Royal Astronomical Society of Canada, Vol. 99, No. 1, p. 33. 2005. Link
- “The difference between Geocentric Moon Phases and Topocentric Moon Phases”, Mohammad Odeh. Applications of Astronomical Calculations to Islamic Issues, proceedings of the First Emirates International EAS-ICOP Conference, p. 35-44. 2006. Link
- “How to Ensure the Accuracy of Salat Times in the Calendars”, Mohammad Odeh. Journal of Natural and Applied Science of Mutah University, Jordan. Vol. 27, No. 2, p. 29. 2012. Link
- “The Effect of Precision on Zodiac, Moon Houses and Anwa'”, Mohammad Odeh. 2013. Journal of Natural and Applied Science of Mutah University, Jordan. Vol. 28, No. 3. 2013. Link
- “Airborne Observations of an Asteroid Entry for High Fidelity Modeling: Space Debris Object WT1190F”, Mohammad Odeh with others. AIAA Science and Technology Forum and Exposition (SciTech 2016), 4–8. 2016. Link
- “The re-entry of artificial meteoroid WT1190F”, Mohammad Odeh and Peter Jenniskens. Paper of the “Meteoroids 2016” conference organized by ESA, at the European Space Research and Technology Centre (ESTEC), the Netherlands. 2016. Link
- “Alpha Monocerotids 2017”, Peter Jenniskens and Mohammad Odeh. Central Bureau Electronic Telegrams, 4457, 1, 2017. Edited by Green, D. W. E. 2017. Link
- “A survey of southern hemisphere meteor showers”, Mohammad Odeh with others. Planetary and Space Science, Volume 154, p. 21-29. 2018. Link
- “2019 outburst of 15-Bootids (IAU#923, FBO) and search strategy to find the potentially hazardous comet”, Mohammad Odeh with others. Planetary and Space Science, Volume 181, article id. 104829. 2020. Link
- “Meteor showers from known long-period comets”, Mohammad Odeh with others. Icarus, Volume 365, article id. 114469. 2021. Link
- “Evaluation of the Error Percentage in Determining the Beginning of Lunar Months in Jordan during the Past Half-Century”, Mohammad Odeh. Presented in the 1st Islamic Astronomical Conference organized by AUASS and JAS, 1999. Link
- “Hejric-Gregorian Date Conversion”, Mohammad Odeh. Presented in the 2nd Islamic Astronomical Conference organized by AUASS and JAS, 2001. Link
- “Calculating Prayer Times”, Mohammad Odeh. Presented in the 2nd Islamic Astronomical Conference organized by AUASS and JAS, 2001.
- “Universal Hejric Calendar UHC”, Mohammad Odeh. Presented in the 2nd Islamic Astronomical Conference organized by AUASS and JAS, 2001. Link
- “The Difference between the Crescent and the New Moon”, Mohammad Odeh. Presented in the 3rd Islamic Astronomical Conference organized by AUASS and JAS, 2004. Link
- “Lunar Crescent Sighting Versus Astronomical Calculations”, Mohammad Odeh. Presented in the Experts meeting for studying the issue of determining precisely the beginnings of the lunar months for Muslims held in Rabat, Morocco. 2006. Link
- “IT Applications to Construct Universal Hejric Calendar”, Mohammad Odeh. Presented in the Seminar for consolidating efforts to unify the Hijric calendar held in Jakarta, Indonesia. 2007. Link
- “Estimating Fajer and Isha Times When They Disappear in the Area between Latitude 48.6 and 66.6”, Mohamad Odeh. Presented in the meeting of Fiqh Council Committee of Muslim World League in Brussels, Belgium. 2009. Link
- “Astronomical and Juristic Problems Regarding Prayer Times”, Mohammad Odeh. Presented in the 1st Emeriti Astronomical Conference. 2010. Link ,Proceedings link
- Co-Editor of the proceedings of the First Emirates Astronomical International Conference. Entitled: Applications of Astronomical Calculations to Islamic Issues. 2007. Link
- Co-Editor of the proceedings of the Second Emirates Astronomical International Conference. Entitled: Astronomy for the Islamic Society. 2010. Link

## وصلات خارجية
محاضرات وفيديوهات:
- الدرس الحسني
- لقاءات صحفية
- برنامج «كيف ترصد السماء».
- التعليق على صحة بداية عيد الفطر
- خطر اصطدام الأرض بكويكب على قناة سكاي نيوز
- تحري هلال شهر رمضان عام 1432
- برنامج بلا حدود على قناة الجزيرة

منشورات وأعمال:
- كتاب أعمال مؤتمر «توحيد الشهور القمرية والتقويم الهجري الدولي»
- برنامج مراقبة سقوط الأقمار الصناعية